# Tenzin Gyatso
Cette page contient des caractères tibétains. En cas de problème, consultez Aide:Unicode ou testez votre navigateur.
14e dalaï-lama
Thubten Gyatso
Tenzin Gyatso (tibétain : བསྟན་འཛིན་རྒྱ་མཚོ་, Wylie : bstan 'dzin rgya mtsho, THL : Tenzin Gyatso), né Lhamo Dhondup (tibétain : ལྷ་མོ་དོན་འགྲུབ་, Wylie : lha mo don grub, THL : Lhamo Dhondup) le 6 juillet 1935 à Taktser (Hongya (红崖村) en chinois), dans la province du Qinghai (Amdo), est le 14e dalaï-lama.
Moine bouddhiste de l'école gelugpa, il est intronisé chef temporel et spirituel du Tibet le 17 novembre 1950, un mois après le début de l'intervention de l'armée chinoise au Tibet. En 1959, il s'exile en Inde où il crée le gouvernement tibétain en exil qu'il dirige jusqu'à sa retraite politique en mars 2011, un Premier ministre lui succédant à la faveur d'une démocratisation en exil. Vivant à Dharamsala depuis plus de 60 ans, il est considéré comme le plus haut chef spirituel du bouddhisme tibétain, et par la plupart des Tibétains comme une émanation de Tchènrézi, le bodhisattva de la compassion. Il plaide pour l'indépendance du Tibet jusqu'en 1973, puis selon son approche de la voie médiane, pour une véritable autonomie de l'ensemble du Tibet (Ü-Tsang, Kham et Amdo) à l'intérieur de la Chine.
Il reçoit en 1989 le prix Nobel de la paix pour avoir constamment œuvré à la résolution du conflit sino-tibétain par la non-violence,,,.
Il est souvent invité par des centres bouddhistes, des institutions ou des personnalités, et effectue de nombreux voyages à travers le monde pour enseigner le bouddhisme tibétain, et diffuser un message de paix et de non-violence.

## Biographie

### Enfance

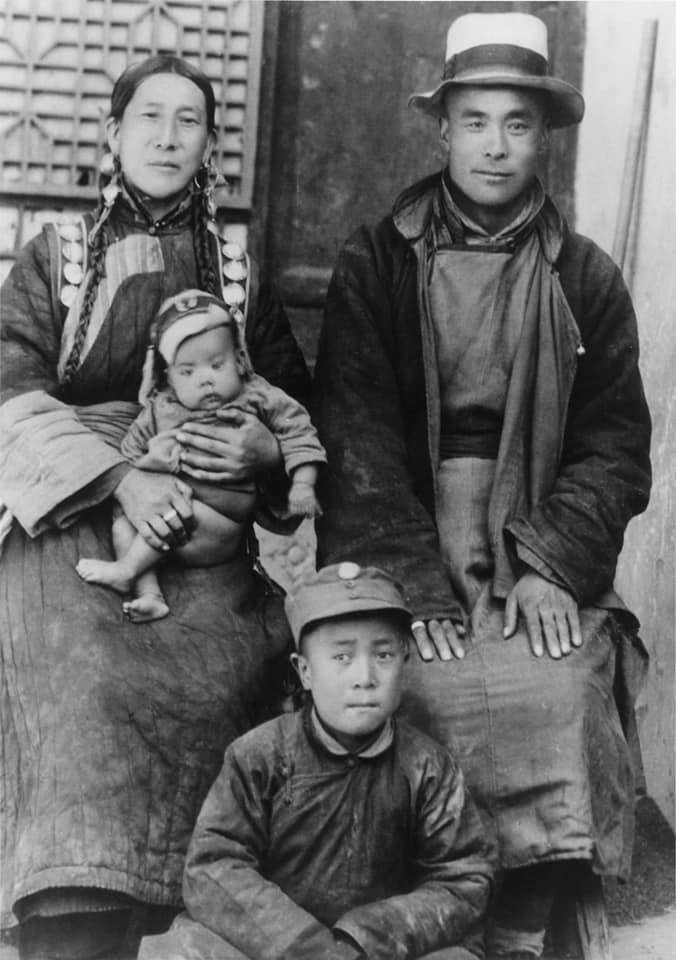
Fin 1935, le jeune dalaï-lama avec sa mère, son père et son frère ainé Gyalo Thondup à Taktser.

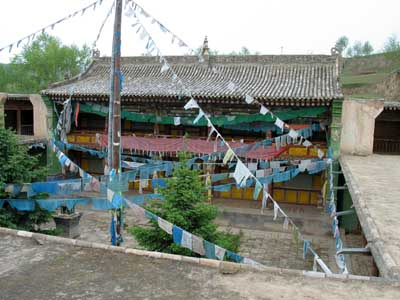
Maison natale du 14e dalaï-lama en 2005 après sa reconstruction : une cour intérieure.

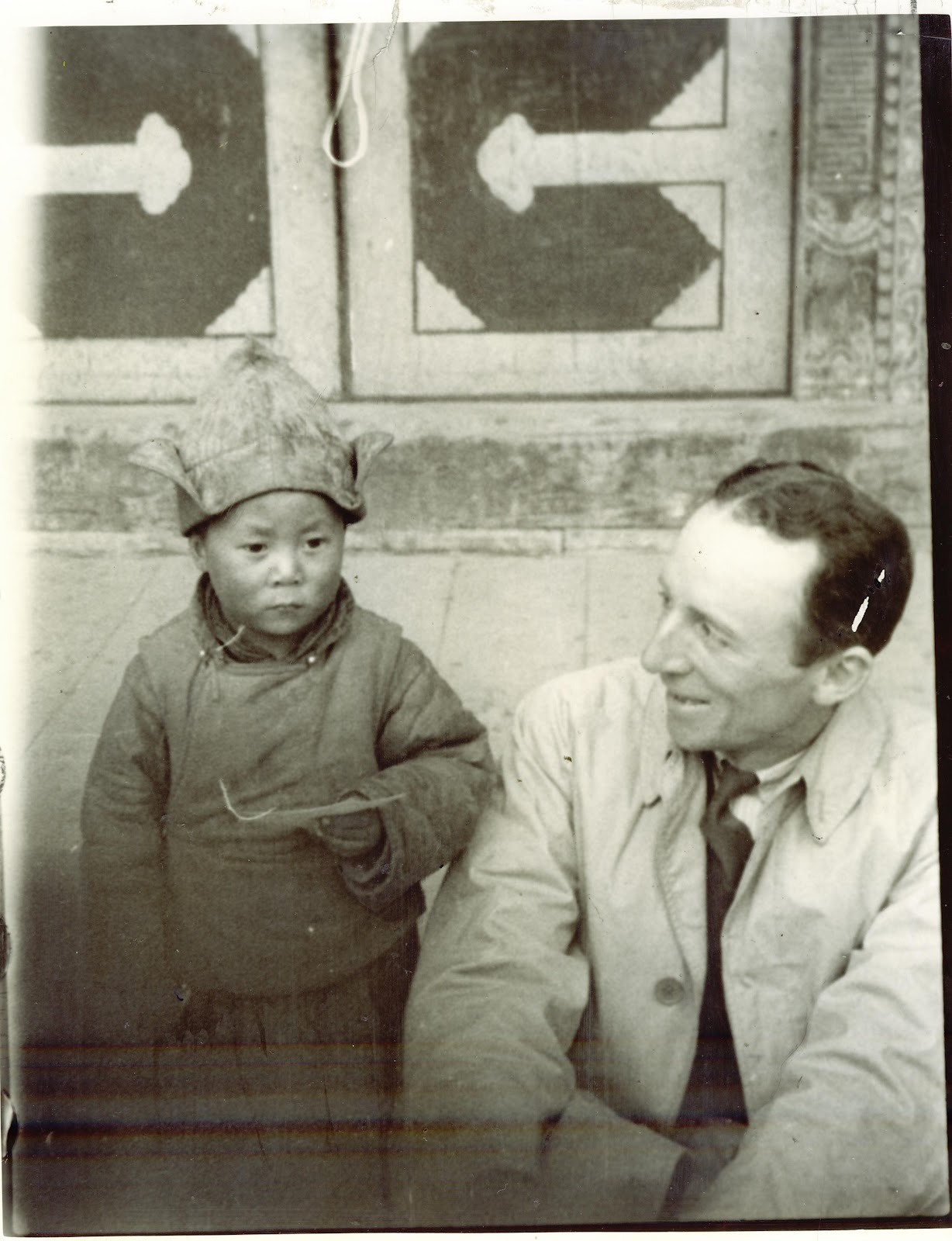
Le 14e dalaï-lama et en 1939.

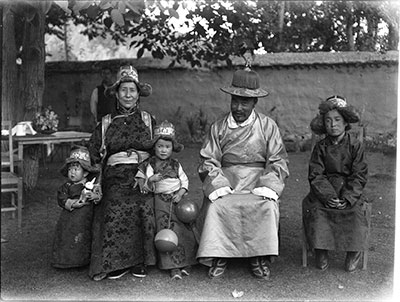
Des membres de la famille du 14e dalaï-lama : sa mère Gyalyum Chenmo, son père Choekyong Tsering, et leurs jeunes enfants, photographiés en 1947 par Amaury de Riencourt.

Il naît le 6 juillet 1935 sous le nom de Lhamo Dhondup, dans une famille paysanne sinophone dans le village de Taktser (Hongya en chinois), dans la province du Qinghai (l'Amdo),, à l'époque (les années 1930) sous l'autorité d'un des gouverneurs militaires hui de la famille Ma,,,.
Lhamo Dhondrub est le 4e enfant de Sonam Tsomo (Diki Tsering) et Choekyong Tsering qui eurent 16 enfants, dont 7 dépassèrent la petite enfance. Il vient après Tsering Dolma, née en 1919, Thubten Jigme Norbu, né en 1922, lequel deviendra le 6e Taktser Rinpoché, Gyalo Thondup, né en 1928, et Lobsang Samten, né en 1933, et avant Jetsun Pema, née en 1940 et Tendzin Choegyal, né en 1946.
L'oncle maternel de son père, Lobsang Tsultrim Jigme Gyatso (1856-1919), est le 5e Taktser Rinpoché du monastère de Kumbum, l'un des réincarnés les plus importants du Tibet oriental,, auquel succédera Thubten Jigme Norbu.
Selon Elliot Sperling, la famille de dalaï-lama fait partie de la tribu Chi-kyā, l'une des « six tribus de Kumbum » habitant la région autour du monastère de Kumbum et étroitement associées au monastère. Les origines des Chi-kyā remontent à un dignitaire mongol répondant au nom de famille Qi et ayant servi, dans les derniers temps de la dynastie Yuan (1271-1368), de fonctionnaire des frontières – en tibétain, nang-so. Les Chi-kyā se divisent entre les Chi-kya nang-so, descendants des seigneurs mongols ultérieurement considérés comme appartenant à l'ethnie Monguor (ou Tu), et les Chi-kya sde-ba, leurs anciens sujets d'ethnie tibétaine. Le groupe des Chi-kya Stag-mthser sde-ba de Taktser dont fait partie la famille paternelle du dalaï-lama, avait adopté le dialecte chinois de Xining comme langue première, à l'instar de nombreux clans tibétains de la région.
Les sources ne s'accordent pas sur le degré d'aisance de la famille du jeune Lhamo Dhondrub lorsqu'elle vivait à Taktser : famille cultivant orge, sarrasin et pommes de terre et disposant d'une centaine de têtes de bétail ; simple famille paysanne ; fermiers et propriétaires terriens prospères liés politiquement au dirigeant et seigneur de la guerre musulman du Qinghai ; famille de fermiers relativement pauvre mais indépendante. Les témoignages des frères aînés ne concordent pas non plus : famille pauvre et qui ne connut quelque aisance qu'au moment où leur premier fils Thubten Jigme Norbu, reconnu comme 6e Taktser Rinpoché (à l’âge de 8 ans) allait être envoyé au monastère de Kumbum (1931) selon ce dernier ; une des familles les plus prospères du village à partir de 1928 selon leur deuxième fils Gyalo Thondup.

#### Reconnaissance comme réincarnation du13edalaï-lama
À l'âge de deux ans, à la suite des visions du régent Réting Rinpoché au lac de Lhamo-Latso et de la mission menée par Kwetsang Rinpoché, Sonam Wangdu, Khènrab Tènzin et Tsédroung Lobsang dans l'Amdo, Lhamo Dhondrub est reconnu comme la réincarnation du 13e dalaï-lama, Thubten Gyatso. Devant les membres de la mission qui se présentent comme de simples pèlerins au foyer de Taktser, il reconnaît des objets ayant appartenu au 13e dalaï-lama. Selon le témoignage de sa mère et des membres de la mission, le jeune Lhamo Dondup s'adresse à ces derniers dans le dialecte tibétain de Lhassa, la langue de sa précédente incarnation.
Le seigneur de la guerre hui Ma Bufang, qui était un ami de la famille de Diki Tsering, la mère du dalaï-lama, aurait personnellement joué un rôle clé dans le choix de ce dernier.
Le jeune garçon quitte le monastère de Kumbum le 21 juillet 1939, est officiellement proclamé 14e dalaï-lama par l'Assemblée nationale le 23 août, et arrive à Lhassa le 8 octobre. Il reçoit le nom bouddhiste de Jetsün Jampal Ngawang Lobsang Yéshé Tenzin Gyatso Sisum Wangyur Tsungpa Mepé Dé (« Saint Seigneur, Douce Gloire, Compatissant, Défenseur de la Foi, Océan de Sagesse »). Les Tibétains se réfèrent habituellement au dalaï-lama par Yeshe Norbu (« Joyau qui accomplit les souhaits »), Kundun (« la Présence »), ou bien encore Gyalwa Rinpoché. Sa famille est anoblie, comme le veut la coutume.
Le dalaï-lama déclare avoir pris conscience d'être un lama réincarné vers l'âge de 5 ou 6 ans quand, à ce que lui a rapporté sa mère, il insista pour se rendre avec elle au Chensalingka, un bâtiment du Norbulingka construit par le 13e dalaï-lama. Il aurait couru vers un placard en criant : « Mes dents ! Mes dents sont là ! » Les préposés, étonnés, ouvrirent le placard fermé à clé, y découvrant les dents du précédent habitant des lieux. Le dalaï-lama déclare toutefois n'avoir aucun souvenir de cet événement.

#### Intronisation au palais du Potala en tant que dalaï-lama

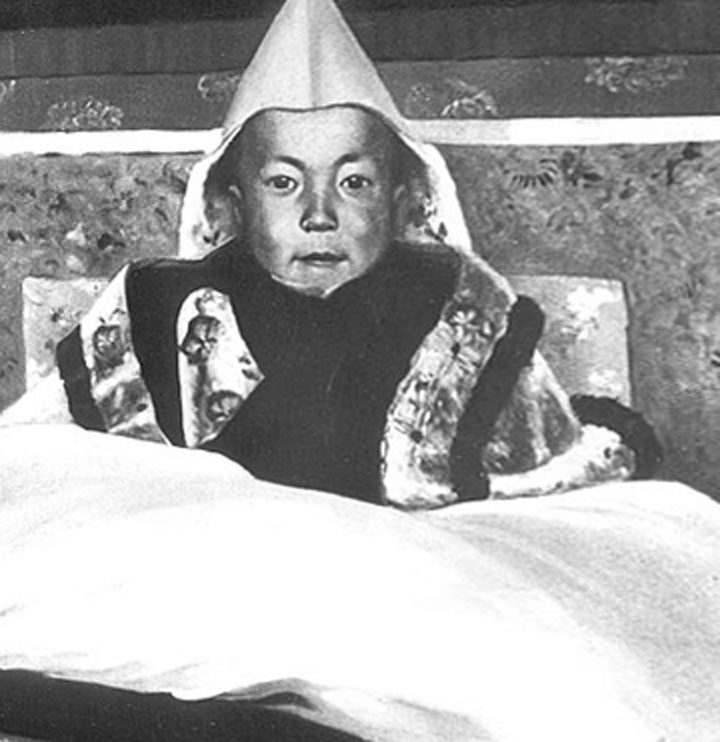
Tenzin Gyatso le 22 février 1940.

L'intronisation du jeune dalaï-lama, âgé de quatre ans et demi, a lieu au palais du Potala le 22 février 1940 lors d'une cérémonie où sont présents Réting Rinpoché, son premier précepteur, et Taktra Rinpoché, son second précepteur. Y assiste Wu Chung-hsin, le président de la Commission des affaires mongoles et tibétaines de la république de Chine. Selon le gouvernement de la république populaire de Chine, ce dernier préside la cérémonie. Basil Gould, officier politique du Sikkim, et représentant l'Inde britannique, également présent à la cérémonie, affirma que la version selon laquelle les autorités chinoises avaient joué un rôle dans la sélection et l'installation du jeune dalaï-lama était une invention. Selon Tsepon W. D. Shakabpa, alors secrétaire laïc du Kashag et futur ministre des Finances du gouvernement tibétain, la présence de Wu Chung-hsin n’avait pas plus d'importance que celle de représentants d’autres pays. L'événement est annoncé sur ondes courtes au monde par la Mission britannique à Lhassa. Un décret publié par le gouvernement de la république de Chine entérine l'intronisation.

#### Éducation monastique

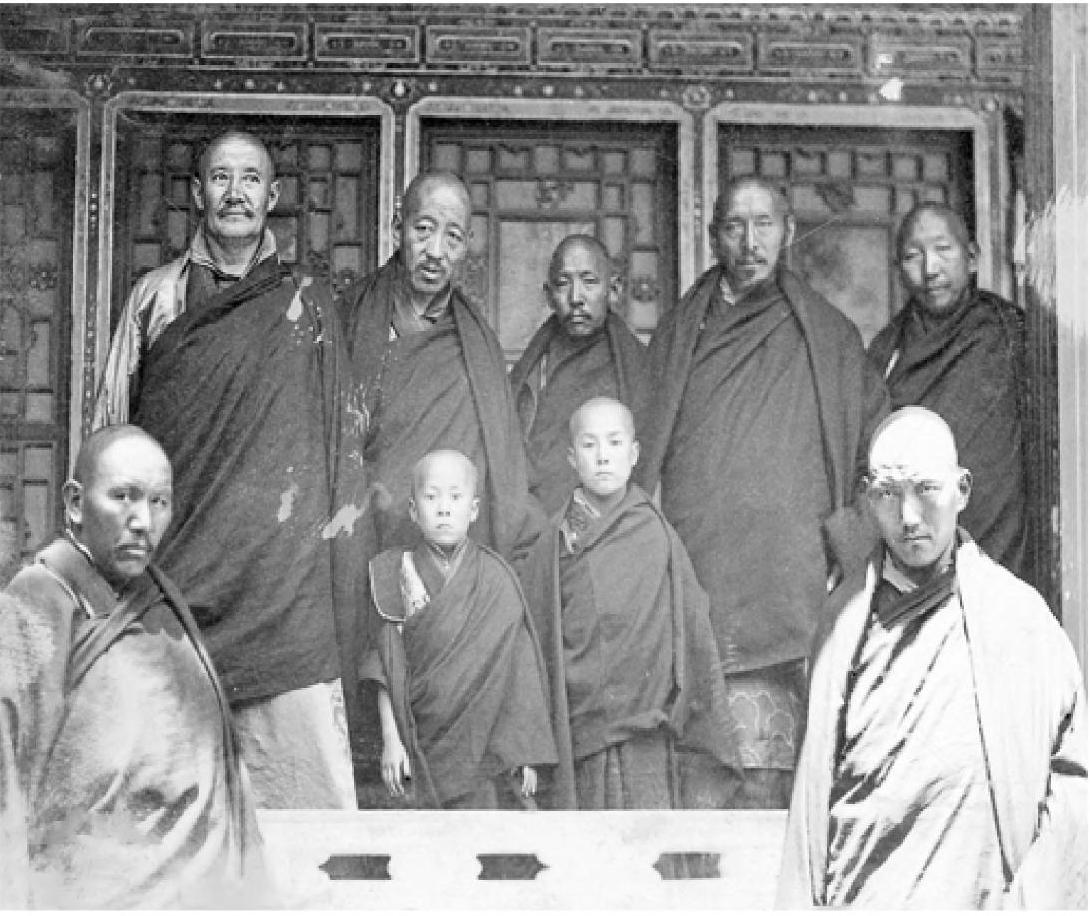
Lobsang Samten (à droite) avec le dalaï-lama et ses assistants au palais du Potala.

Sous les directives du régent Réting Rinpoché, premier précepteur du jeune dalaï-lama, il reçoit des enseignements selon la tradition dans les domaines religieux et laïques, comme l'art dramatique, la musique, la médecine et la poésie. Taktra Rinpoché et Ling Rinpoché sont alors ses maîtres secondaires. Il reconnaît lui-même la difficulté qu'il avait à supporter l'austérité de cette éducation, bien que son frère Lobsang Samten fût autorisé à partager ses études. En janvier 1941, peut-être en raison de la rupture de son vœu de célibat, Réting Rinpoché résigne ses fonctions de régent et de précepteur du dalaï-lama. Âgé de 6 ans et consulté, ce dernier entérine le choix du kashag et de l'Assemblée de nommer Taktra Rinpoché comme second précepteur. Celui-ci lui fait prononcer ses vœux de moine novice au Jokhang où il reçoit son nom définitif, Tenzin signifiant « détenteur de l’enseignement ». Khènrab Tenzin lui enseigne l'écriture et Trijang Rinpoché la grammaire et l'orthographe. En 1948, Tsenzhab Serkong Rinpoché, enseignant de Ganden, est nommé partenaire de débats philosophiques du dalaï-lama. L'alpiniste autrichien Heinrich Harrer, qui séjourna à Lhassa durant la seconde moitié des années 1940, assista à un débat monastique à Drépung, premier examen en public du dalaï-lama, alors âgé de 14 ans. Celui-ci fait alors figure de prodige, mémorisant un livre dès sa première lecture. Harrer indique avoir rarement vu une telle maîtrise chez un enfant de cet âge. Selon Michael Harris Goodman, à 15 ans, il avait pris l'habitude des initiations tantriques reçues depuis l'âge de 8 ans, et des expériences de joie et de paix qu'elles lui procurent, de sorte qu'il en ressent une gratitude envers le Bouddha et les maîtres majoritairement indiens qui les transmirent aux Tibétains.
Au début de mars 1959, à l'âge de 23 ans, il passe son examen final, d'abord au monastère de Drépung, puis à celui de Séra et enfin celui de Ganden. Une autre session se tient au temple de Jokhang, à Lhassa, durant le festival annuel du Mönlam (la grande prière). Il réussit avec mention et reçoit le Lharampa, le plus haut diplôme de guéshé (une maîtrise de philosophie et de pratique rituelle bouddhiste, de la tradition gelugpa).

#### Caractère durant l'enfance
Dans sa petite enfance, Tenzin Gyatso était passablement turbulent, à ce que disait Lobsang Samten, un de ses frères aînés,. Il lui arrivait de s'emporter lorsqu'il perdait à un jeu. Sa mère, Diki Tsering, rapporte que le jeune enfant était très autoritaire : il ne laissait personne toucher à sa tasse de thé et si quelqu'un s'avisait de fumer devant lui, il entrait dans une vive colère. Ce trait de caractère avait totalement disparu quand Harrer fit sa connaissance à la fin des années 1940,.
Selon Jean-Claude Carrière : « Doué d'une excellente mémoire et d'un esprit vif, il apprenait vite. Cela lui laissait un peu de temps pour s'amuser avec un train électrique, un télescope et même un appareil de projection de cinéma. On voyait se développer en lui un goût pour la mécanique et l'horlogerie. »
Selon l'écrivain Stephan Talty (en), enfant, le jeune Tenzin s'intéresse davantage aux jeux, notamment aux jeux de guerre, qu'aux choses religieuses ou politiques. Les militaires et leurs beaux uniformes, ainsi qu'il le reconnaît lui-même, le fascinaient alors. Heinrich Harrer rapporte que voulant savoir ce qui passe dans le monde, il possédait un ouvrage en anglais en sept volumes sur la Seconde Guerre mondiale, dont il avait fait traduire les légendes des nombreuses illustrations,.

#### Langues parlées

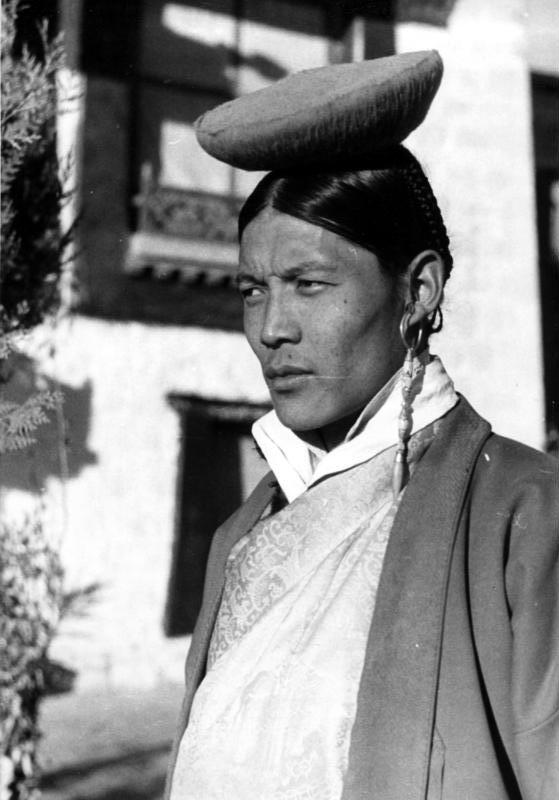
Jigmé Taring fut l'un des professeurs d'anglais du jeune dalaï-lama.

La langue maternelle du 14e dalaï-lama est le dialecte chinois de Xining que parlaient ses parents lorsqu'ils habitaient le village de Taktser,,,.
À Taktser, le jeune enfant s'est mis à parler spontanément en tibétain de Lhassa, la langue de sa précédente incarnation, aux émissaires de Réting Rinpoché venus à la recherche de la réincarnation du 13e dalaï-lama en 1938, selon le témoignage de sa mère, rapportant les dires des émissaires. Selon Thomas Laird, encore aujourd'hui, le 14e dalaï-lama conserve une certaine incrédulité quant à cette connaissance innée.
C'est après son arrivée à Lhassa, en 1940, qu'il apprit le tibétain de Lhassa, et ce plus rapidement que ses parents.
La troisième langue parlée par Tenzin Gyatso est l'anglais, qu'il apprit dans un premier temps avec un électricien puis avec Heinrich Harrer, et enfin avec Jigmé Taring. Il parle cette langue avec un accent indo-tibétain caractéristique.

### Intronisation
Le 17 novembre 1950, à 15 ans, et après la fin de la résistance armée de l'État tibétain, le dalaï-lama est intronisé chef spirituel et temporel du Tibet suivant les conseils de Tenzing Paljor, l'oracle de Gadong, devant les instances tibétaines et les dignitaires étrangers encore à Lhassa. Il commence son règne en nommant le moine Lobsang Tashi et le laïc Lukhangwa pour diriger le gouvernement. Selon la journaliste et écrivaine Mary Craig, son premier geste politique est de décréter une amnistie générale des prisonniers, tout en envisageant d'autres réformes. Selon Thomas Laird, choqué par l'utilisation de la cangue, il libère tous les prisonniers dans tout le Tibet.

### Séjour à Yatoung
Le 16 décembre 1950, le jeune dalaï-lama fuit Lhassa déguisé en Tibétain laïc ordinaire, passant par Gyantsé pour rejoindre Dromo (Yatung), près de la frontière entre le Tibet et le Sikkim à quelques heures d'un possible exil. Il se réfugie au monastère de Doungkar dans la vallée de Chumbi. Avant son départ, il nomme Lukhangwa, un haut fonctionnaire laïc, et Lobsang Tashi, un haut fonctionnaire monastique, Premiers ministres (sileun), et leur confère les pleins pouvoirs du gouvernement du Tibet. À son insu, déclare-t-il,, ses conseillers envoient des trains de mules chargées d'or et d'argent au Sikkim,,. Selon Alexandra David-Néel, le gouvernement de l'Inde a fait savoir au dalaï-lama que s'il souhaite se réfugier en territoire indien, une localité lui sera désignée comme résidence, mais qu'il devra s'abstenir de toute activité politique. Delhi lui est interdit de même que les états himalayens et les régions indiennes proches de la frontière du Tibet, ainsi que Kalimpong où son prédécesseur avait résidé pendant son exil de 1912-1913. Cependant, dans ses entretiens avec Thomas Laird, le dalaï-lama affirme n'avoir pas demandé de visa à l'Inde, car selon lui, elle n'était pas prête à accepter sa venue.
Selon John B. Roberts II et Elizabeth A. Roberts, le gouvernement américain de l'époque, dirigé par Harry S. Truman, souhaite que le dalaï-lama quitte la Chine de façon à pouvoir faire de lui un symbole international de l'opposition au communisme. Ses deux frères aînés, Norbu et Gyalo, essaient de le persuader d'accepter cette proposition. Conjointement avec l'ambassadeur américain Loy W. Henderson à la Nouvelle-Delhi, ils ont mis sur pied un plan pour faire passer la frontière indienne au dalaï-lama et à sa suite de 200 dignitaires et aux membres de sa famille. Au cas où le plan échouerait, un plan de secours est prévu : l'alpiniste autrichien Heinrich Harrer et un journaliste écossais, George Patterson, doivent les faire traverser à la faveur de la nuit. Aucun des deux plans n'aboutit toutefois : le dalaï-lama est d'avis que son rôle en tant que chef du Tibet est d'essayer de préserver la liberté de son peuple en négociant avec les Chinois.

### Coexistence dans le cadre de l'accord en 17 points

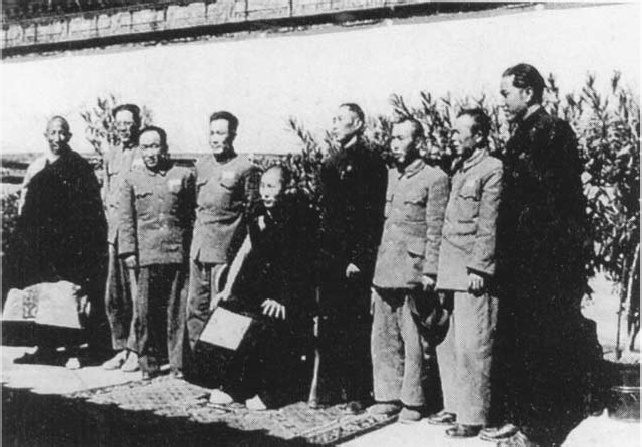
Dirigeants du Comité de travail du Tibet rendant visite au 14e dalaï-lama au palais de Norbulingka, Lhassa, en novembre 1951. De gauche à droite : chikyab khenpo Ngawang Namgye, Li Jue, Wang Qimei, Zhang Guohua, le 14e dalaï-lama, Chang Ching-wu, Tan Guansan, Liu Zhenguo et Phuntsok Wangyal.

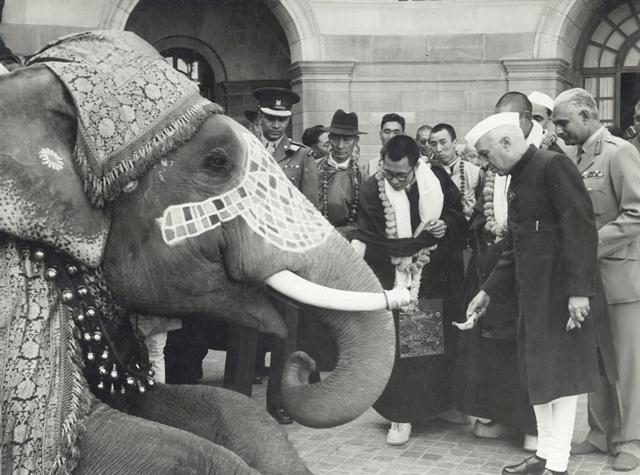
Jawaharlal Nehru, le dalaï-lama et le Panchen-lama devant un éléphant à Rashtrapati Bhavan, New Delhi, décembre 1956.

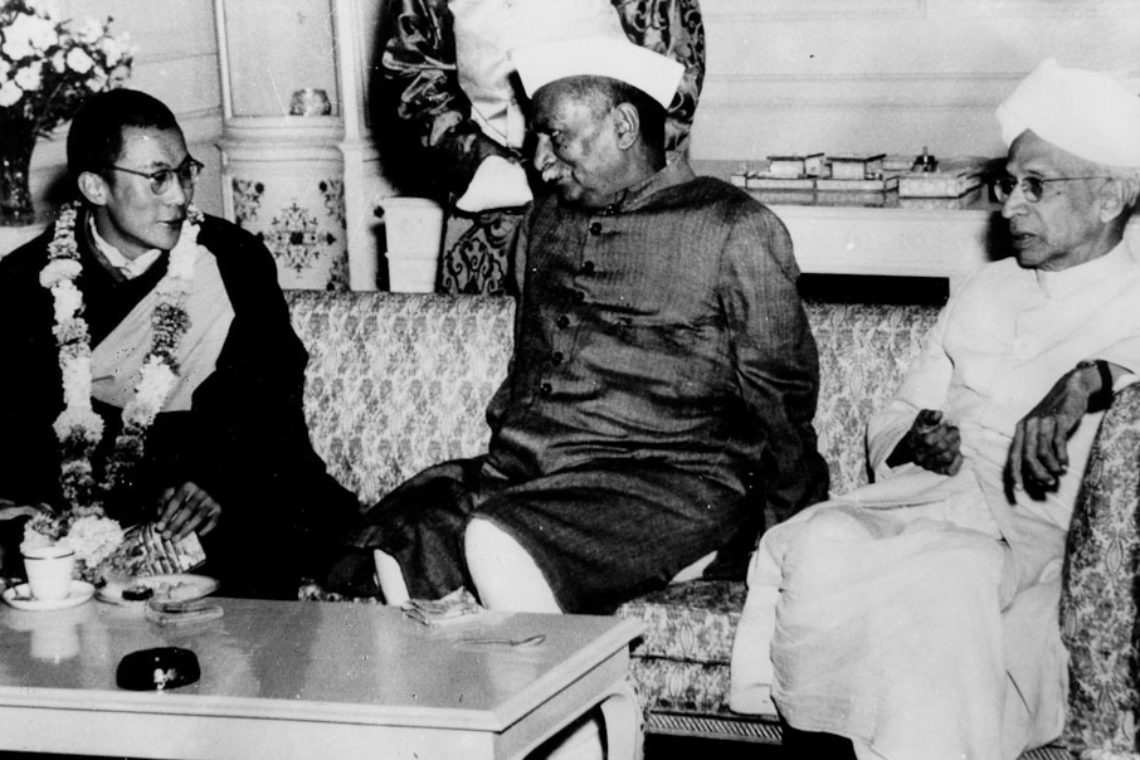
Le dalaï-lama avec le président Rajendra Prasad et le vice-président Sarvepalli Radhakrishnan 5 décembre 1956 au Rashtrapati Bhavan.

Après la chute de Chamdo le 19 octobre 1950, Ngabo Ngawang Jigmé fait parvenir une proposition chinoise de paix en 10 points. À Lhassa, en décembre, avant son départ pour Yatung, le dalaï-lama nomme deux délégués, Sampho Tenzin Dhondup et Thubten Legmon, pour assister Ngabo Ngawang Jigmé dans les négociations, tandis que deux autres délégués, Khemey Sonam Wangdu et Lhawutara Thubten Tenthar, sont nommés depuis Yatung. Selon Hong Xiaoyong, ministre conseiller de la RPC, en 1951, des émissaires tibétains partent pour Pékin afin d'y négocier un accord, l'Accord en 17 points, un traité, conclu le 23 mai 1951. Cinq mois après la signature, le dalaï-lama envoie un télégramme à Mao Zedong pour exprimer, selon Hong Xiaoyong, son soutien à l'accord et sa détermination à le mettre en œuvre. Pendant huit ans, selon la formule du poète Jean Dif, « le parti communiste chinois va cohabiter avec l'une des dernières théocraties féodales du monde », situation qualifiée par Rene Wadlow de « coexistence », le dalaï-lama ne se voyant attribuer alors qu'une position symbolique mais vide au sein du Parlement central chinois. Selon Roger E. McCarthy, durant ses rencontres avec Mao à Pékin, « le dalaï-lama en vint à comprendre nombre des contradictions du président Mao, le dictateur de la plus grande nation au monde ».
En juillet 1951, le général chinois Chang Ching-wu rend visite au dalaï-lama au monastère de Doungkar pour discuter de l'accord en 17 points. Quelques jours avant lui, le dalaï-lama quitte Yatung le 20 juillet pour rentrer à Lhassa. Sur le chemin du retour, il donne des enseignements à Gyantsé et arrive à Lhassa le 17 août, espérant pouvoir renégocier l'accord.
Laurent Deshayes indique que le dalaï-lama met alors en place un secrétariat aux Réformes (Legtcheu Lékkoung) dont les objectifs sont « d'alléger les charges pesant sur les plus démunis et de supprimer la transmission héréditaire des dettes ». Mais ce projet est ajourné sine die avec la collectivisation des terres imposée par la RPC.
En août 1952, à la suggestion des Chinois, le dalaï-lama envoie une « délégation d'amitié » en Chine, dirigée par Lioushar et composée de membres du gouvernement tibétain, de dirigeants monastiques et de marchands tibétains. Depuis la station centrale de la Radio du peuple à Pékin (en), Lioushar lance des messages rassurants pour la population tibétaine. Cependant, à son retour au Tibet en été 1953, il informe le dalaï-lama que ses messages enthousiastes lui avaient été dictés par les Chinois et qu'il s'agissait d'une propagande communiste, ajoutant que les « garanties » données par Mao Zedong en octobre 1952, assurant que la religion serait protégée et la réforme foncière ajournée jusqu'au moment souhaité par les Tibétains, étaient suspects.
Selon Ngabo Ngawang Jigme, en mars-avril 1952, « l'Assemblée du peuple », une organisation qui compte parmi ses membres Lukangwa Cewang Raodain et Benzhucang Lobsang Zhaxi, deux hauts responsables tibétains, fait cerner par la troupe tibétaine et des hommes armés le Bureau du gouvernement central, le Comité de travail, le Bureau des affaires étrangères, les banques, et même la résidence de Ngabo Ngawang Jigme, en dénonçant la signature de l'accord en 17 points et en demandant le départ de l'APL. Sous la pression chinoise, le dalaï-lama révoque les deux chefs du mouvement et interdit l'Assemblée du peuple.
Le 24 février 1953 s'ouvre à Pékin le Bureau du dalaï-lama.

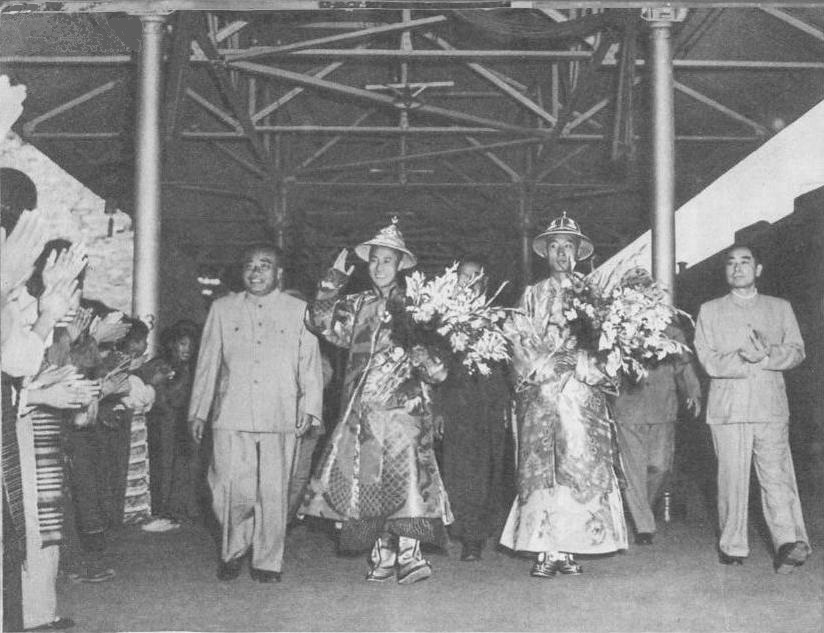
Zhu De, Zhou Enlai accueilent Tenzin Gyatso et Choekyi Gyaltsen, le 10e panchen-lama à la gare de Pékin en 1954.

En septembre 1954, le dalaï-lama, alors âgé de 19 ans, se rend, ainsi que le 10e panchen-lama et le 16e karmapa, à Pékin pour participer à l'Assemblée (en) qui doit donner à la Chine une nouvelle constitution. Accueillis par Zhou Enlai et Zhu De à leur arrivée, le dalaï-lama et le panchen-lama rencontrent Mao Zedong, lequel donne plusieurs dîners en leur honneur. Le dalaï-lama est nommé vice-président du Comité permanent de l'Assemblée nationale populaire de la république populaire de Chine (RPC) (tandis que le panchen-lama en est nommé membre),. Il est le premier dalaï-lama dans l'histoire à occuper un poste de dirigeant de l'État chinois.
De 1954 à 1956, le 14e dalaï-lama fait construire, dans le parc, un nouveau palais d'été (appelé takten migyür potrang en tibétain, c'est-à-dire « palais à jamais indestructible »), résidence élégante mariant le style moderne au style tibétain.
En 1955, les deux dignitaires gélugpa célèbrent les fêtes de Nouvel an à Pékin. Le dalaï-lama y prononce un discours de remerciement à l'égard de la Chine. Sur le chemin du retour, il écrit un poème à la gloire de Mao.
En 1956, un comité préparatoire à l'établissement de la région autonome du Tibet est créé, présidé par le dalaï-lama. Le premier vice-président en est le panchen-lama.
En novembre de la même année, à l'invitation de la Société de la Maha Bodhi et à la demande de Nehru, le dalaï-lama est autorisé à se rendre en Inde avec le panchen-lama et le karmapa pour participer aux cérémonies du 2 500e anniversaire de la mort du Bouddha. Parti de Lhassa avec un petit groupe, dont Lobsang Samten et Yuthok Tashi Dhondup, il est reçu le 5 décembre à New Delhi par Nehru, le vice-président Sarvepalli Radhakrishnan et le président Rajendra Prasad et visite le lendemain le Raj Ghat, le mémorial du Mahatma Gandhi. Le 30 décembre, Zhou Enlai, accompagné du vice-Premier ministre He Long et de l'ambassadeur de Chine en Inde Pan Zili (en), rejoint le dalaï-lama et, lui indique que Mao s'engage à ce qu'il n'y ait pas de changements au Tibet dans les six années à venir, et selon Ngabo Ngawang Jigme, parvient à le dissuader de s'exiler. Il part de Calcutta pour Kalimpong le 22 janvier 1957 où ses frères Gyalo Thondup et Thubten Jigme Norbu le pressent de rester en Inde (et de faire campagne pour l'indépendance du Tibet, selon Ngabo Ngawang Jigme) de même que Lukhangwa et Tsepon W. D. Shakabpa, mais il reste indécis. Finalement, suivant l'avis des deux oracles officiels faisant partie de la délégation, il décide de rentrer à Lhassa où il arrive début mars,.
Selon Rong Ma, professeur de sociologie à l'université de Pékin, après l'engagement pris par le gouvernement central de repousser toute réforme sociale, politique et surtout agraire pendant six autres années ainsi que de réduire ses activités, le dalaï-lama accepte de rentrer à Lhassa. En conséquence, le nombre de cadres et d'ouvriers (aussi bien Han que tibétains) envoyés au Tibet régresse de 45 000 à 3 700 en un an. Le nombre d'écoles primaires publiques se trouve ramené de 98 à 13 en 1958 et le nombre d'élèves de 6 360 à 2 400. Par la même occasion, les institutions responsables de l'éducation au niveau de la préfecture et du comté sont abolies.

### Réformes en vue de moderniser le Tibet
La Chine, par l'accord en 17 points signé le 23 mai 1951, s'était engagée à conserver tel quel le système politico-économique traditionnel avec le dalaï-lama à sa tête jusqu'à ce que les Tibétains eux-mêmes décident de le réformer. L'article 7 de l'accord stipulait que les autorités centrales ne changeraient rien aux revenus des monastères. L'article 11 stipulait que le gouvernement local du Tibet effectuerait des réformes de son plein gré et qu'aucune contrainte ne serait exercée par le gouvernement central.
Le dalaï-lama rapporte que dans ses jeunes années, l'observation et la discussion avec les gens ordinaires comme les balayeurs et les prisonniers l'avaient grandement préoccupé. Il voulait moderniser le Tibet, car il avait entendu parler des injustices et des inégalités importantes dans le partage des richesses du Tibet, ce qui était opposé aux enseignements du Bouddha. Profitant de la trêve qui suivit la démission des deux Premiers ministres tibétains Lukhangwa et Lobsang Tashi fin avril 1952, il mit en place un comité de réforme qu'il envisageait depuis qu'il avait constaté la misère de ses concitoyens lors de son voyage en 1950 vers la vallée de Chumbi. Il voulait établir une justice indépendante, un système d'éducation, et construire des routes. Il était du même avis que Gyalo Thondup sur la nécessité d'une réforme agraire, les grandes propriétés devant revenir à l'État pour être redistribuées aux paysans après indemnisation des propriétaires. Cependant, les grands propriétaires s'y opposaient, et surtout les Chinois ne voulaient pas se faire ravir la vedette.
Selon Johann Hari, durant les quelques années où il dirigea le Tibet « dans une alliance difficile avec les Chinois », le dalaï-lama institua des réformes majeures. Dans un entretien, il rapporte avoir établi un système judiciaire indépendant et aboli le système de la dette héréditaire, qui était, explique-t-il, « le fléau de la communauté paysanne et rurale », piégeant celle-ci dans une servitude envers l'aristocratie.
Selon Michael Harris Goodman, le dalaï-lama nomma une commission des réformes comprenant 50 membres parmi les fonctionnaires monastiques et laïcs, ainsi qu'une commission permanente pour étudier les projets de réformes et faire un rapport pour l'assemblée nationale et pour lui-même. La réforme la plus simple mise en œuvre concernait la collecte des impôts, dont le montant nécessaire à chaque district était fixé par le gouvernement, auquel les administrateurs de districts ajoutaient une taxe supplémentaire pour leurs propres dépenses, ce qui avait conduit à des abus. En accord avec le conseil des ministres et la commission des réformes, le dalaï-lama modifia radicalement ce système. Les administrateurs de districts n'étaient plus autorisés à prélever de taxe supplémentaire, mais uniquement l’impôt à reverser à Lhassa qui leur allouait en retour un salaire fixe. Cette réforme fut bien accueillie par la population, au contraire des administrateurs de districts qui avaient abusé.

### Mouvements de révolte dans le Kham et l'Amdo

Tenzin Gyatso en compagnie de Mao Zedong et de Choekyi Gyaltsen, le (10e panchen-lama).

L'invasion du Tibet par l'armée populaire de libération de Mao Zedong en 1950 et le durcissement de la politique chinoise à partir de 1956 à l'égard du Tibet dans les années 1950, entraînent le soulèvement des populations tibétaines. Quelques années plus tôt, le 14e dalaï-lama, avec le 10e panchen-lama à ses côtés, déclarait, dans une interview donnée lors de la visite de Nehru à Pékin en 1954 au correspondant spécial de l'agence United Press of India, que « les gens étaient heureux depuis la libération » du Tibet et qu'une certaine amélioration des conditions de vie des gens avait été obtenue.
À l'hiver 1955-1956, les Tibétains du Kham se révoltent contre l'occupation chinoise.
En 1957, la CIA met en place l'opération Ganden. Des guerriers Khampas sont emmenés aux États-Unis à Camp Hale, un camp d’entraînement du Colorado, pour y apprendre les techniques de guérilla avant d'être réinfiltrés au Tibet,.
Le 4 juillet 1957, se tient au Norbulingka une grande cérémonie au cours de laquelle le dalaï-lama reçoit un « trône d'or » qui a été fabriqué grâce à l'argent et aux bijoux fournis par les Tibétains et qui lui est offert par les représentants du mouvement Chushi Gangdruk (les « Quatre rivières et six montagnes »). La confection et l'offrande de ce trône d'or, dont l'initiative revient au Khampa Gompo Tashi Andrugtsang, sont, selon John Kenneth Knaus, un stratagème visant à réunir les chefs locaux de la résistance pour les mobiliser sur des objectifs nationaux. À la suite de cette cérémonie, l'« armée de protection de la religion » va voir le jour en vue de fomenter une rébellion à l'échelle nationale,,.
À partir de 1958, avec le début de la politique du Grand Bond en avant dans la province du Sichuan, la pression s'accentue sur le Tibet de l'Est. Les Tibétains de l'Amdo se révoltent aussi et se joignent à la résistance tibétaine du Chushi Gangdruk.

### Soulèvement de mars 1959

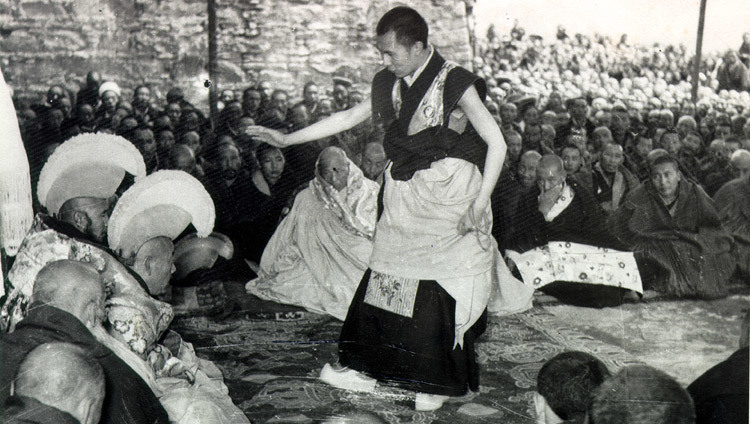
Le 2 mars 1959 se tient l'examen final du dalaï-lama au temple de Jokhang, à Lhassa.

Les tensions culminent, pour aboutir au soulèvement de 1959.
D'après Ngabo Ngawang Jigme, au début du mois de décembre 1958, le Kashag tient une réunion élargie en vue de demander un renforcement de ses pouvoirs au gouvernement central sous prétexte de réprimer la révolte khampa. Ils mettent au point également les plans d'une rébellion armée à Lhassa. Le 7 février, le dalaï-lama demande au commandant en chef adjoint de la zone militaire du Tibet d'organiser à son intention une représentation de l'Ensemble artistique de la zone.
Selon Michael Harris Goodman, le 1er mars, la veille de l'examen final du dalaï-lama au temple de Jokhang, à Lhassa, des militaires chinois insistent pour le rencontrer en personne et lui transmettre une « invitation » pour une représentation théâtrale. Cette démarche serait l’un des éléments déclencheurs du soulèvement tibétain de 1959.
Selon Mary Craig, au début de mars, une invitation à assister à un spectacle de danse au quartier général militaire chinois en dehors de Lhassa est adressée au dalaï-lama. Simultanément, Radio Pékin annonce la présence du dalaï-lama à l'Assemblée nationale populaire prévue en avril à Pékin. Le dalaï-lama n'avait accepté aucune de ces invitations. Le dalaï-lama donne finalement son accord pour le 10 mars. Le 9 mars, le chef des gardes du corps du dalaï-lama, Phuntsok Tashi Takla est convoqué par les autorités chinoises qui fixent des conditions inhabituelles : la visite doit être secrète, le dalaï-lama ne doit être accompagné ni de ses ministres, ni de ses gardes du corps, et aucun soldat tibétain ne doit être présent au-delà du pont marquant la limite du quartier général et du camp militaire. La rumeur de l'invitation se répand rapidement parmi les Tibétains de Lhassa, suscitant des craintes d'un projet d'enlèvement du dalaï-lama par les Chinois.
Selon le 14e dalaï-lama, le 10 mars, 30 000 Tibétains se massent autour du palais de Norbulinka pour empêcher le dalaï-lama d'être enlevé. Vers 9 h du matin, Liushar et Shasur, 2 ministres du Kashag arrivent au Norbulingka dans des jeeps conduites par des chauffeurs chinois, augmentant la colère de la foule. Plus tard, Samdrup Phodrang, un autre ministre récent au Kashag arrive dans sa voiture, escorté par un officier chinois. Croyant qu'il vient emmener le dalaï-lama, la foule lapide la voiture et atteint le ministre à la tempe, si bien qu'il s’évanouit. Enfin reconnu, il est transporté par les manifestants à l’hôpital du consulat de l'Inde. Surkang, un autre ministre, est contraint de se rendre au Norbulingka à pied, les manifestants bloquant la route. Les 3 ministres réalisent qu'une décision doit être prise pour éviter le pire. Ils attendent l'arrivée de Ngabo Ngawang Jigmé qui ne vint pas : il est au quartier général chinois, attendant le dalaï-lama, mais apprenant la tournure des événements au Norbulingka, il ne s'y rend pas. Ngabo écrivit une lettre au dalaï-lama qu'il reçoit avec une lettre du général Tan Guansan le 16 mars au matin, la veille de sa fuite. Depuis le début de la crise, Ngabo n'avait assisté à aucune des réunions du Kashag, et il écrit au dalaï-lama qu'il n'y avait plus aucune chance pour un accord de paix. Il lui conseille de rompre avec les chefs du peuple, qui auraient pour projet d'enlever le dalaï-lama. Il l'avertit qu'il court un gros risque, car les Chinois envisagent des mesures sévères pour l'empêcher de fuir. Il ajoute que s'il s'enfuit, il lui sera impossible de revenir au Tibet. Il lui suggère de rester dans l'enceinte du Norbulingka, et de préciser l'endroit au général, afin que les Chinois épargnent son lieu de retraite. Dans son autobiographie, le dalaï-lama rapporte qu'il en déduit que Ngabo sait que les Chinois ont l'intention de détruire le palais et de tirer sur le peuple.
Selon Tseten Samdup Chhoekyapa, représentant du Bureau du Tibet à Londres, la révolte est réprimée durement par l'armée chinoise. Des milliers de moines sont tués sur place, ou emmenés en ville pour y travailler comme main-d'œuvre servile, ou encore déportés. Les gardes du corps du dalaï-lama restés à Lhassa sont désarmés et exécutés en public, ainsi que les Tibétains possédant des armes tandis que les monastères et les temples autour de la ville sont pillés ou détruits.
En se basant sur un document secret de 1960 qui aurait été pris en 1966 à l'Armée populaire de libération par la Résistance tibétaine et publié 30 ans plus tard par une organisation bouddhiste indienne, le gouvernement tibétain en exil fait état de 87 000 Tibétains « éliminés » dans la région de Lhassa. (Toutefois, le tibétologue américain Warren Smith précise qu'« éliminés » ne signifie pas nécessairement « tués », et le démographe chinois Yan Hao s'étonne qu'il ait fallu 6 ans pour que le document de 1960 de l'APL soit capturé et 30 ans pour qu'il soit publié et aussi qu'il est fort improbable que des forces de la Résistance aient encore existé au Tibet aussi tardivement que 1966). Selon le dalaï-lama, ce chiffre ne concerne que les Tibétains qui ont été tués dans la région de Lhassa entre mars 1959 et septembre 1960.

### Fuite en Inde (17-31 mars 1959)

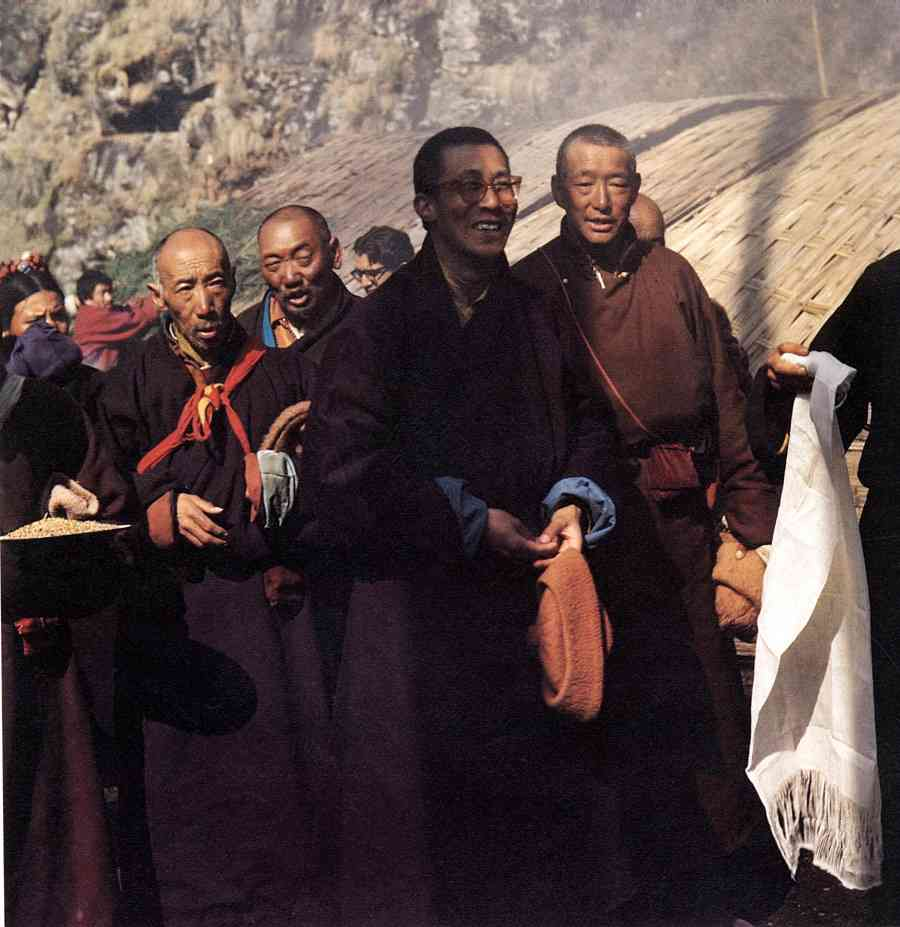
Le dalaï-lama arrive en Inde le 31 mars 1959 par le Kameng occidental entouré de Gadrang et Phala.

Le 17 mars 1959, le dalaï-lama décide de partir du Tibet en traversant l'Himalaya pour rejoindre l'Inde. Les préparatifs de la fuite eurent lieu dans le plus grand secret, dont le maître d'œuvre était Phala, alors majordome du dalaï-lama,. Le Lamrim Chenmo est l’unique ouvrage qu’il emporta lors de son départ,. Le dalaï-lama envisage de s'installer dans un des villages ethniques tibétains au nord de Putao dans le nord de l'État kachin en Birmanie pour éviter de créer un problème dans les relations de l'Inde avec la Chine. Au moment de sa fuite, des éclaireurs sont allés discuter avec des dirigeants birmans qui auraient adoré l'accueillir, mais ont estimé le moment inapproprié en raison de pourparlers avec la Chine au sujet de leur frontière commune,.
Selon les dires de l'officier de la Special Activities Division de la CIA, Anthony Poshepny, alias Tony Poe, c'est sous sa protection que le dalaï-lama aurait quitté Lhassa et gagné l'Inde,. Cela a été démenti notamment par Jonathan Mirsky pour qui Poe/Poshepny est un affabulateur.
Selon John W. Garver, la CIA procura une couverture aérienne à la colonne du dalaï-lama, lui parachutant argent, nourriture, fourrage, armes et munitions et mitraillant les positions chinoises. Selon le journaliste T. D. Allman, des images de l'opération furent prises en couleur. Pour lui, il est clair que les Américains voulaient que le dalaï-lama quitte le Tibet et que les Chinois n'avaient aucune envie de détrôner celui-ci. Toutefois, pour Jonathan Mirsky, la CIA n'a appris que le dalaï-lama s’était échappé que « quelques jours seulement après sa fuite » par deux Tibétains formés par la CIA « qui l'ont communiqué par radio à la CIA de Washington ». Selon Mirsky, la CIA n’a rien à voir avec la fuite du dalaï-lama, même si celui-ci est resté en contact par radio.
Le journaliste John B. Roberts II affirme que des combattants du Chushi Gangdruk, formés par la CIA, furent déployés en des points stratégiques depuis Lhassa jusqu'en Inde et à la traversée de l'Himalaya pour empêcher toute poursuite par les Chinois, en bloquant les cols importants sur cet itinéraire et en les défendant aussi longtemps que possible, le temps que le dalaï-lama et son entourage poursuivent leur chemin à dos de cheval et se mettent à l’abri. Pendant les deux semaines que dura le périple, des opérateurs radio formés par la CIA envoyaient, sous forme de messages codés, des rapports quotidiens sur leur progression à des postes d’écoute situés à Okinawa (lieu d'importantes bases militaires américaines au Japon), lesquels messages étaient ensuite transmis à Washington où le directeur de la CIA, John Dulles, en prenait connaissance. Les messages radio étaient ensuite envoyés depuis Washington à l’ambassade américaine à New Delhi où la progression du dalaï-lama était également suivie de près par l’officier de la CIA responsable de Gyalo Thondup et l’ambassadeur Ellsworth Bunker (en). Fin mars, l’opération était terminée.[réf. à confirmer]
Mary Craig donne un compte rendu détaillé de la fuite du dalaï-lama et de son entourage. Ils partent la nuit, vers 21 h, sous le vent puis une tempête de sable. Ils arrivent sur les berges de la rivière Kyi chu sans être remarqués par les soldats chinois, et parviennent sans encombre sur l'autre rive. Toute la nuit et le lendemain, évitant les routes fréquentées, ils chevauchent en direction du Tsangpo et d’une région montagneuse du sud-est, faisant halte après dix heures de route. La mère du dalaï-lama, atteinte d'arthrite du genou, souffre le plus. Le matin du deuxième jour, ils traversent le Tsangpo par le bac de Peutsha à bord de coracles et reprennent aussitôt la route malgré la fatigue. Ils prennent leur premier repas ce soir-là.
La première phase de l'évasion était conduite par un groupe de trois personnes, M. Ghadrang, M. Phala et Phuntsok Tashi Takla. Puis les résistants du Chushi Gangdruk prennent le relais. Les fugitifs, une centaine de personnes escortées par 350 soldats tibétains, sont rejoints par 50 partisans. Le sud du Tibet est alors tenu par le Chushi Gangdruk ; aucun soldat chinois ne s'y trouve. Ils se reposent enfin cette nuit au monastère de Rame. Le lendemain, ils se séparent en petits groupes pour ne pas être repérés par l'aviation chinoise et se dirigent en direction du col de Sabo, puis de Lhuntse Dzong où le dalaï-lama projetait de s'établir pour négocier l'avenir du Tibet avec les Chinois.
Au cours d'une halte, un bulletin de Voice of America mentionne les troubles à Lhassa, précisant qu'on ignore où est le dalaï-lama. Son groupe passe des cols couverts de neige, dont certains à près de 6 000 mètres. Le 24 mars, les membres du groupe apprennent par la radio que deux jours après leur départ, les Chinois ont bombardé le Norbulingka et tiré sur la foule massée à ses portes, tournant l'artillerie lourde contre Lhassa, le temple de Jokhang, le Potala et les principaux monastères. D'après les nouvelles de la radio, les Chinois n'étaient pas encore informés de la fuite du dalaï-lama et le cherchaient parmi les morts entassés autour du Norbulingka.
Le 28 mars, Zhou Enlai annonce la dissolution du gouvernement tibétain et son remplacement par le Comité préparatoire à l'établissement de la région autonome du Tibet. Pour les Tibétains, il n'est plus envisageable de négocier, et la sûreté du dalaï-lama devient urgente. Les Chinois qui avaient compris qu'il avait quitté Lhassa traversent le Tsangpo en force, l'APL ayant reçu l'ordre de couper tous les accès à la frontière indienne. Au cours d'une cérémonie à Lhuntse Dzong, le dalaï-lama rétablit symboliquement l'autorité de son gouvernement et envoie un détachement d'hommes en Inde demander l'asile politique à Nehru.
Dès le lendemain, le groupe repart, devant franchir deux des plus hauts cols. Arrivés au col de Lagoe-la, une violente tempête de neige survient, obligeant les membres du groupe, pour ne pas geler, à marcher en conduisant les poneys. Ils arrivent finalement au village de Jhora et commencent le lendemain l'ascension du col de Karpo-la où après une tempête de neige, ils sont aveuglés par le soleil. Arrivés au sommet, un avion les survole, leur faisant craindre qu'ils sont repérés par les Chinois. Sans grand espoir, ils poursuivent leur route pendant deux jours, affrontant une tempête de sable puis les brûlures du soleil avant la descente vers la forêt humide des abords de la frontière. Sur le chemin, ils apprennent que l'Inde accorde l'asile politique au dalaï-lama.
Au village de Mangmang, près de la frontière, une pluie diluvienne les contraint à monter des tentes où l'eau ruisselle. Le dalaï-lama est atteint d'une fièvre depuis plusieurs jours qui tourne au refroidissement et à la dysenterie. Le lendemain, les membres du groupe doivent porter le dalaï-lama dans une petite maison où sa forte fièvre ne lui permet pas de trouver le repos. Le lendemain, ils apprennent que les troupes chinoises se dirigent vers un village proche. Lors du dernier jour qu'il passa au Tibet, le pire de son existence, le dalaï-lama dut faire ses adieux à ceux qui l'avaient escorté et restèrent en arrière face aux forces chinoises et à une mort certaine. Trop faible pour continuer à cheval, c'est sur le large dos d'un dzo qu'il quitta le Tibet avec sa famille le 31 mars 1959.
Le dalaï-lama traversa la frontière à Tawang, dans l'Arunachal Pradesh, où, ainsi qu'il le déclara, il ne fut ni suivi ni poursuivi par les Chinois après son passage en Inde. Selon T. D. Allman, la facilité avec laquelle purent fuir le dalaï-lama, les milliers de personnes de son entourage et la caravane d'objets précieux l'accompagnant, tient au fait que les Chinois auraient choisi de ne pas se mettre sur son chemin pour écarter tout risque qu'il soit blessé ou tué dans l'entreprise, une issue qui aurait été infamante pour eux. Quand Nikita Khrouchtchev déclara à Mao Zedong en octobre 1959 que d'avoir laissé le dalaï-lama s'échapper était une erreur et qu'il était préférable qu'il soit mort, Mao répondit qu'il était impossible de le retenir, en raison de l'étendue de la frontière avec l'Inde,. En octobre 1999, lors de sa venue en France et de son séjour chez les Chirac au château de Bity en Corrèze, Jiang Zemin, interrogé par Jacques Chirac sur la question du soulèvement de Lhassa en 1959, rapporta que les dirigeants chinois de l'époque savaient bien que cette révolte allait se produire et que le dalaï-lama cherchait à s'enfuir, mais qu'ils avaient laissé faire délibérément (Mao avait dit : « Laissons le dalaï-lama partir »).
Pourtant, le 20 mars, vers 2 heures du matin, les soldats chinois balayèrent la garde tibétaine du Norbulingka, y pénétrèrent et se rendirent dans la chambre du dalaï-lama, ce qui prouve qu'il avait l'intention de le supprimer, ou comme le croit Dagpo Rinpotché, de le faire prisonnier et le contraindre à collaborer. Selon Tsepon W.D. Shakabpa, quand les Chinois ont constaté que le dalaï-lama ne s'était pas rendu à la suite du bombardement du Norbulingka, ils ont pensé qu'il s’enfuyait, et des avions chinois volant à basse altitude ont mitraillé des groupes de Tibétains, dans l'objectif d'atteindre le dalaï-lama, en vain,.
Le dalaï-lama atteignit le dzong de Lhuntsé le 26 mars 1959. Là, il annonça la création d'un gouvernement temporaire, le rejet de l’accord en 17 points et le regroupement de l'armée tibétaine et du Chushi Gangruk en une seule force de combat, sous le commandement de Gompo Tashi Andrutsang, promu au rang de général (dzasak),,. Plus de 1 000 personnes participèrent à la cérémonie d'installation du gouvernement avec la solennité que permettaient encore les circonstances, avec chants, prières et danses sacrées spécifiques de la culture tibétaine, devant les dignitaires locaux, trois ministres accompagnant le dalaï-lama et les Khampa de la résistance. Le nouveau gouvernement réaffirma l’unité du Tibet, avec le Kham, l’Amdo réunis au Tibet central. Des messages officiels furent envoyés pour faire part de la création du nouveau gouvernement à l’ensemble du pays. Un appel fut envoyé au panchen-lama.
Selon Lhamo Tsering, lorsque le dalaï-lama rencontra, juste avant son arrivée en Inde en 1959, Athar Norbu et Lhotse, deux membres du premier groupe de résistants formés par la CIA, ces derniers l'informèrent en détail de leurs activités. Le dalaï-lama les aurait félicités d'avoir mené à bien leurs entreprises clandestines et les aurait encouragés à persévérer. Il aurait même transmis, par leur intermédiaire, un message à tous les autres soldats, les incitant à se battre jusqu'au bout. Cette affirmation est contredite par les déclarations de Gyalo Thondup qui pense que cette divergence provient d'une surinterprétation et d'une compréhension insuffisante par Lhamo Tsering de ce qui se passait à l’époque.
Un exode se produit entre 1959 et 1960 et environ 80 000 Tibétains traversent l'Himalaya à la suite du dalaï-lama pour fuir les violations des droits de la personne liées à la politique chinoise au Tibet,,,,. Depuis 1959, le 14e dalaï-lama, est réfugié en Inde et réside à Dharamsala. Plus de 100 000 de ses compatriotes l'ont rejoint dans l'exode de 1959, année durant laquelle il fonde le gouvernement tibétain en exil.

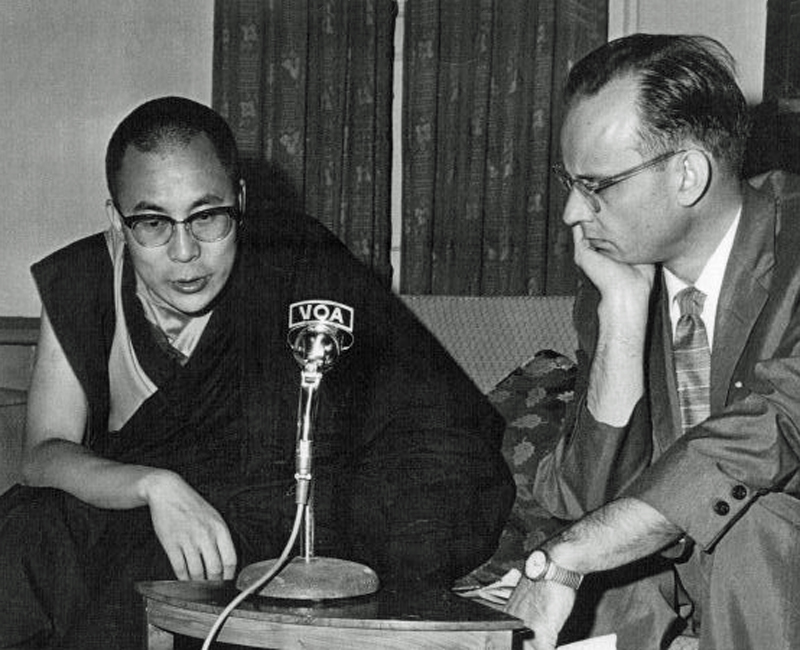
Interview de Lillard Hill, chef du bureau de VOA à New Delhi, avec le dalaï-lama, peu après sa fuite du Tibet en 1959.

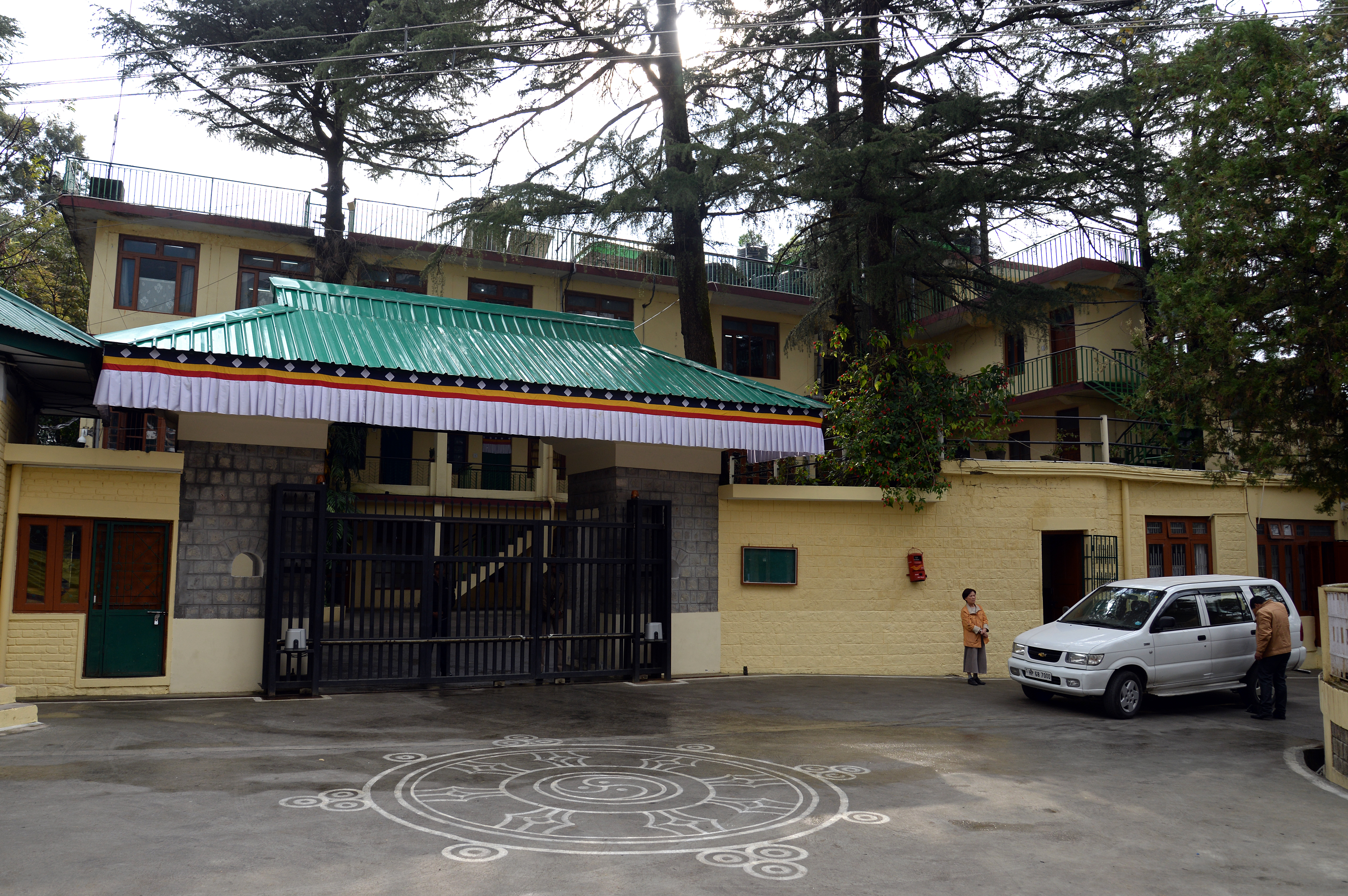
La résidence du dalaï-lama à McLeod Ganj.

### Démarches auprès de l'ONU et de la communauté internationale
En septembre 1959, le dalaï-lama en exil en Inde en appelle à l'Assemblée générale des Nations unies dans l'espoir que l'organisation prenne une position claire face à la Chine. Grâce au soutien de l'Irlande, de la Malaisie et de la Thaïlande, la question du Tibet est mise à l'ordre du jour. Le 21 octobre, alors que la RPC ne fait pas partie de l'ONU (Taïwan représenta la Chine au sein de cette institution internationale de 1950 au 25 octobre 1971, date d'admission de la RPC à l'ONU), l'Assemblée générale adopte la Résolution 1353 (1959), où elle se déclare gravement préoccupée et consciente de la nécessité de préserver les droits de l'homme au Tibet.
En 1961, après la publication du second rapport de la Commission internationale de juristes, le 9 mars, le dalaï-lama lance un nouvel appel à l'ONU en faveur d'une restauration de l'indépendance du Tibet. L'Assemblée générale, alors que la république populaire de Chine n'est toujours pas représentée à l'ONU, vote la Résolution 1723 (1961) constatant la violation des droits de l'Homme et des règles internationales, mettant la RPC en demeure de les respecter. Si la résolution de 1961 reconnaît et affirme le droit du peuple tibétain à l'autodétermination, condamne le viol de ce droit et appelle à sa restauration, elle ne se prononce pas sur la question de l'indépendance du Tibet.
Le 18 décembre 1965, l'Assemblée générale vote la Résolution 2079 (1965) dénonçant la violation continuelle des droits fondamentaux des Tibétains. L'Inde, qui jusqu'alors s'était toujours abstenue sur la question tibétaine, l'a également votée. Lorsque la RPC accède à l'ONU en 1971, en accueillant la RPC en son sein, l'assemblée générale des Nations unies n'a toutefois pas contesté la souveraineté de Pékin sur le Tibet.

### Fondation du gouvernement tibétain en exil: un projet de démocratie laïque

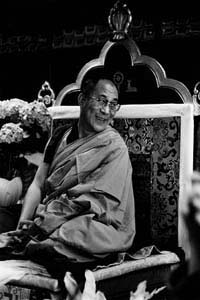
Portrait du 14e dalaï-lama en 1988 par le photographe Erling Mandelmann.

Le 2 septembre 1960, le dalaï-lama annonça la fondation d'une forme démocratique de gouvernement pour les Tibétains vivant en exil. Cette même année, une ébauche de la Constitution du Tibet fut écrite, et des représentants des trois provinces tibétaines et des écoles du bouddhisme tibétain furent élus au Parlement tibétain en exil. Dans les débats sur la Constitution, le dalaï-lama s'est exprimé en faveur d'un état laïc pour la politique tibétaine. Pour lui, l'union de valeurs spirituelles et laïques pourrait se réaliser par un engagement pour la non-violence et la paix. En 1964, les Tibétains en exil ont élu les membres de l'Assemblée pour la première fois. En 1990 les membres de l'Assemblée ont élu les ministres (kalons) pour la première fois et en 1991, la Constitution pour un futur Tibet libre a été promulguée. Plus récemment, en 2001, pour la première fois, le Premier ministre (Kalon Tripa) a été élu au suffrage universel. C'est le Professeur Samdhong Rinpoché qui a été choisi par la population tibétaine en exil,.
En 1993, le dalaï-lama affirma qu'il était partisan de la démocratie laïque et qu'il ne serait pas partie prenante du gouvernement du Tibet lorsque ce dernier aura recouvré sa liberté. En 2003, Kelsang Gyaltsen affirma que le dalaï-lama était favorable à la séparation de l'Église et de l'État, et qu'il avait pris la décision de ne plus exercer de fonction dans l’administration tibétaine à son retour au Tibet. Dans un entretien avec l’écrivain Thomas Laird publié en 2007, le dalaï-lama a exprimé son souhait d'une séparation complète de l'Église et de l'État allant jusqu’au retrait des religieux aussi bien de la candidature à des postes politiques que des votes.
Selon le docteur en génétique cellulaire et moine bouddhiste Matthieu Ricard, le projet d'autonomie du dalaï-lama s'inscrit dans un cadre démocratique et laïque,.
« La démocratie des émigrés tibétains se caractérise par le pouvoir prépondérant du dalaï-lama, lequel donna l'ordre de procéder à des élections au suffrage direct et à un accroissement des pouvoirs du parlement. », écrivaient Baogang He et Barry Sautman dans un article publié en 2005 dans la revue Pacific Affairs :
« Samdhong Rinpoche dit ceci du dalaï-lama : « Nous ne pouvons rien faire sans lui. ». Effectivement, même quand le gouvernement tibétain en exil décida de fermer son bureau de Budapest en 2005, il fallut l'approbation du dalaï-lama. Le système politique des exilés intègre institutions politiques et bouddhisme, et les postes les plus élevés sont détenus par des moines (le « chef de l'État » et le « chef du gouvernement » en quelque sorte). Il n'y a pas de jeu des partis politiques et toute critique du dalaï-lama est considérée comme illégitime dans la communauté en exil ».
Cependant, en 2003, le Premier ministre Samdhong Rinpoché déclara lors d’une interview que si le dalaï-lama jouait un rôle très important et efficace en rapport avec la Charte des Tibétains en exil, il avait annoncé à plusieurs reprises son souhait de prendre sa retraite. Il précisa que cela nécessitait d’amender la Charte, mais qu’à cette époque le dalaï-lama déléguait déjà son pouvoir de plus en plus au cabinet des ministres et qu’il ne souhaitait pas que les ministres lui demandent son approbation pour chaque décision.
Selon Dominique Bari, journaliste spécialiste de la Chine à L'Humanité, la Constitution établie par le gouvernement tibétain en exil lie sphère religieuse et sphère politique, se terminant par une résolution spéciale, approuvée en 1991, qui proclame l'obligation politico-religieuse de « la foi » et de « l'allégeance » à l'égard de « Sa Sainteté le dalaï-lama », appelé à « rester avec nous à jamais comme notre chef suprême spirituel et temporel ».[pertinence contestée]
L'union des affaires religieuses et politiques, affirmée dans le préambule de la constitution, s'inscrit, d'après Ursula Bernis, docteur en philosophie, dans la continuité du gouvernement Ganden Potang du Tibet établi par le 5e dalaï-lama en 1642. Le dalaï-lama continue à être le chef non élu du gouvernement et le système politique reste privé d'opposition institutionnalisée. Les efforts de démocratisation ne se sont pas étendus à la séparation de la religion et de la politique.[pertinence contestée]
Cependant, en avril 2001, à la demande du dalaï-lama, la Charte fut amendée de façon à permettre l'élection du Premier ministre tibétain, qui ensuite devait nommer les Kalons (ministres) et demander l'approbation du parlement tibétain en exil pour leurs nominations. La Charte stipule que le Cabinet des ministres devrait comprendre au maximum 8 membres.
Selon Julien Cleyet-Marel, docteur en droit public à l'université Aix-Marseille-III, Groupe d'études et de recherches sur la justice constitutionnelle (GERJC) et auteur d'un ouvrage publié en 2013, la Constitution tibétaine a pour but de permettre, par un processus lent et graduel, la responsabilisation des Tibétains pour la politique du Tibet, afin de créer une cohésion sociale et politique du peuple tibétain par des institutions démocratiques même en l'absence du dalaï-lama.
De fait, en mars 2011, le dalaï-lama renonce à son rôle politique et demande au Parlement tibétain en exil un amendement constitutionnel permettant d'acter sa retraite, pour lui l'institution des dalaï-lamas est dépassée et doit laisser place à la démocratie.

### Consultation de l'oracle d'État sur des questions politiques et religieuses
Lobsang Jigmé, le 16e Kuten, médium de l'oracle de Nechung, l'oracle d'État du Tibet, eut un rôle important pour le Tibet et pour son successeur Thubten Ngodup qui précise que ses prophéties furent nombreuses et justes. Pour Thubten Ngodup, les réponses de l'oracle aux questions du dalaï-lama sont reçues comme des conseils, et ne sont pas à prendre au pied de la lettre. En dernier recours, c'est le dalaï-lama qui prend les décisions,.
Selon les écrivains Kenneth Conboy et James Morrison, c'est l'oracle d'État qui, en juillet 1951, conseilla au jeune monarque, alors réfugié à Yatung, de retourner à Lhassa[pertinence contestée]. De même, en mars 1959, l'oracle fut consulté à deux reprises avant de donner la réponse escomptée : le départ en exil du dalaï-lama en Inde, avis qui fut confirmé par une autre technique, le jet de dés.
Dans son ouvrage Au loin la liberté, le dalaï-lama donne une autre explication à ces épisodes. En 1951, il ne mentionne pas l'intervention de l'oracle, mais donne des raisons mûrement réfléchies à son retour à Lhassa. Le journaliste italien Raimondo Bultrini précise que Lobsang Jigmé n'était pas avec lui à Yatung. En mars 1959, ce fut la période du soulèvement tibétain de 1959, où le dalaï-lama consulta l'oracle qui lui demande de rester et maintenir le dialogue avec les Chinois, suscitant un doute. Le 17 mars, le dalaï-lama se tourna à nouveau vers l'oracle qui, à sa surprise, s'écria « Va-t'en ! Va-t'en ! Ce soir ! », s'avançant ensuite pour écrire de façon claire et détaillée l'itinéraire que le dalaï-lama devait emprunter depuis le Norbulingka jusqu'à la frontière. Quand l'oracle s'évanouit, deux obus de mortier explosèrent dans le jardin du Norbulingka.

### Dialogue avec les dirigeants chinois
Les efforts du dalaï-lama pour initier un dialogue avec les dirigeants chinois remontent à avril 1973, quand Kundeling Woeser Gyaltsen rentrant d'une visite au Japon a rencontré un représentant de la république populaire de Chine à Hong Kong. George Patterson, alors journaliste à Hong Kong, a joué un rôle dans la négociation d'une réunion avec des responsables chinois.

### Missions d'enquête au Tibet (1979-1985)

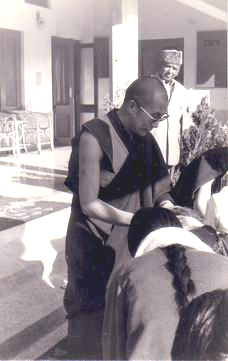
Le 14e dalaï-lama recevant des Tibétains à Dharamsala lors du Losar 1980.

Dans le cadre du dialogue sino-tibétain, entre 1979 et 1985, le dalaï-lama envoya 4 missions d'enquête dans différentes régions du Tibet et deux délégations de pourparlers à Pékin.
En 1979, Deng Xiaoping invite Gyalo Thondup, frère du dalaï-lama, à Pékin et lui indique qu'à part l'indépendance du Tibet, toutes les autres questions pourront être discutées et tous les problèmes résolus. Il propose que le dalaï-lama envoie des délégations d'enquête au Tibet afin d'observer les conditions de vie des habitants. Les autorités chinoises, qui pensent que les délégations seront impressionnées par les progrès réalisés et par l'adhésion des Tibétains à la nation chinoise, se retrouvent gênées quand les Tibétains manifestent leur joie et leur dévotion aux exilés en visite, en particulier au frère du dalaï-lama dans le Qinghai. Les délégations comprennent que les foules tibétaines sont toujours très attachées au dalaï-lama.
La première délégation passe plus de trois mois au Tibet, mais ne publie pas ses résultats. Elle rapporte au dalaï-lama que la foi du peuple dans le bouddhisme n'était pas ébranlée, et que la majorité continue de vénérer le dalaï-lama, rêvant d'un Tibet indépendant sous sa direction, leur condition économique était incroyablement pauvre. Parmi les responsables chinois rencontrés par la délégation, Li Xiannian leur dit que la Chine était « désireuse de résoudre le problème tibétain par la discussion et d'aborder toutes les possibilités pour l'avenir ».
La seconde mission (mai 1980) rapporte que si la foi religieuse au Tibet persiste, 99 % des monastères et temples avaient été détruits. La délégation dit n'avoir rencontré aucun Tibétain heureux, ou n'ayant pas une histoire d'oppression ou de souffrance, ni aucun ayant reçu une éducation universitaire durant les 31 dernières années. La délégation dit avoir observé un processus insidieux de sinisation qui mettait en péril l'avenir de la civilisation tibétaine. La mission s'acheva le 25 juin 1980 sur un incident, quand un délégué cria que le Tibet était indépendant, et que la foule réagit avec émotion.
La 3e mission (juillet 1980) est dirigée par la sœur du dalaï-lama, Jetsun Pema. Aucune des écoles visitées qui comprenaient une majorité d'élèves et de professeurs chinois n'étaient « comparable au standard des écoles dirigées par les Tibétains en exil ».
La première délégation de pourparlers (avril 1982) passa 1 mois à Pékin, explorant différentes propositions pour l'avenir du Tibet. Le dalaï-lama a toujours tenté de lier les conditions de son retour au futur statut du Tibet, et si la Chine ne répondait pas à ses demandes minimales, la possibilité d'un retour était annulée. La délégation avait été mise au courant par le dalaï-lama avant leur départ.

### Renonciation à l'indépendance pour négocier une «véritable autonomie» du Tibet

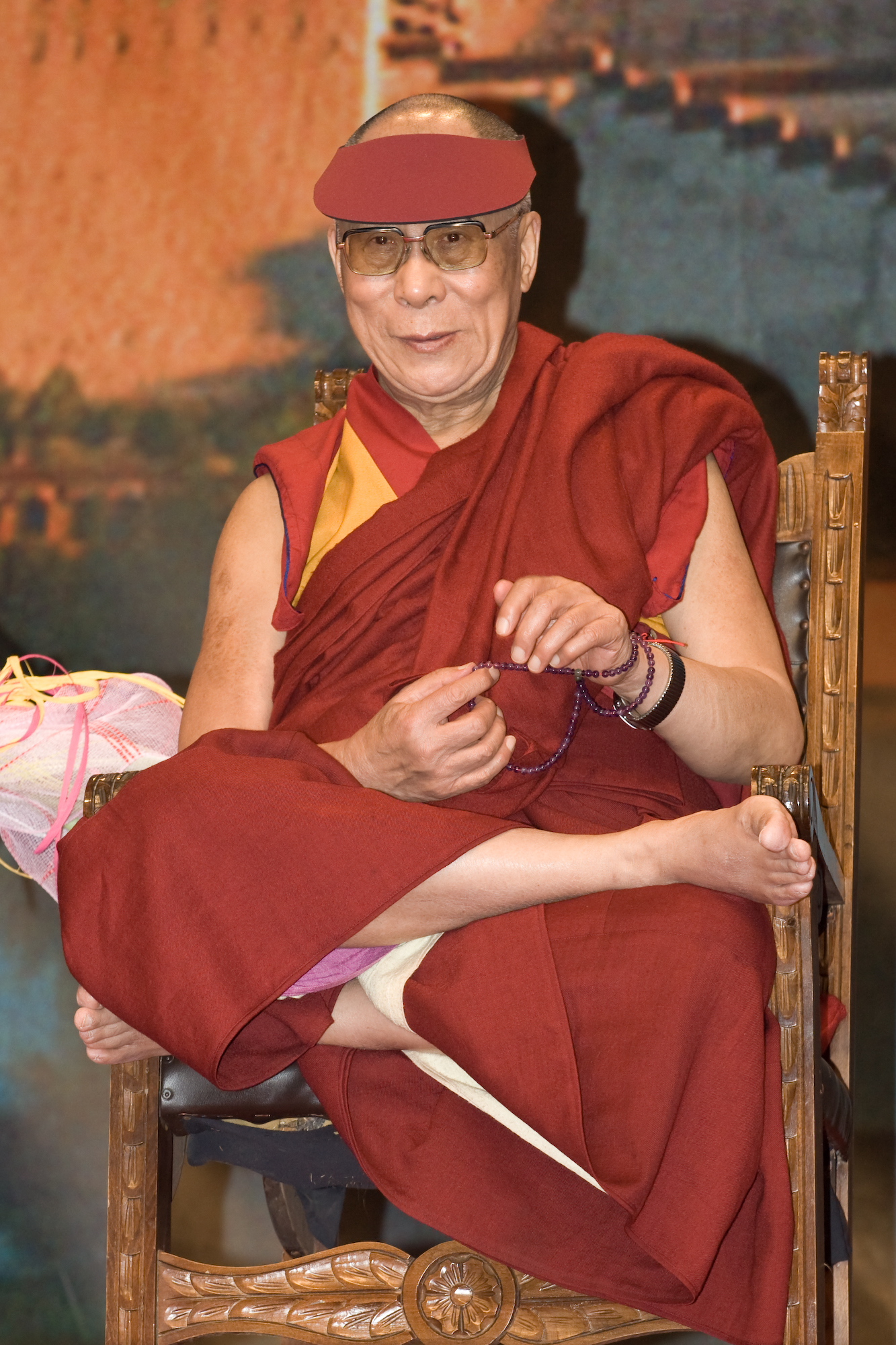
Le 14e dalaï-lama, Tenzin Gyatso, lors de sa visite au monastère Ghe Pel Ling à Milan en 2007.

Après l'ouverture de Deng Xiaoping qui déclara en 1979 qu'en dehors de l'indépendance tout était discutable, le dalaï-lama opta pour l'approche de la voie médiane, ne demandant plus l'indépendance mais une véritable autonomie du Tibet au sein de la RPC, en se basant sur la constitution chinoise, dans un intérêt mutuel pour les Tibétains et les Chinois. Cette voie préconisée par le dalaï-lama dans ses négociations avec le gouvernement chinois propose de réunifier en une entité administrative autogérée démocratiquement les territoires tibétains morcelés en cinq zones rattachés à des provinces chinoises. Son objectif est de préserver la religion et la culture tibétaine permettant aux Tibétains de gérer leur développement socio-économique, laissant la Chine responsable de la défense et des affaires étrangères. Toutefois, selon l'écrivain chinois Wang Lixiong, il n'a pas fait de promesse juridiquement contraignante sur ce point et peut donc se rabattre à tout instant sur une position appelant à l'indépendance. Pour l'écrivain indien Rajiv Mehrotra, c'est parce qu’il pense résolument qu'un système approprié de liberté politique serait la solution au problème tibétain qu'il a proposé cet arrangement d'autonomie au sein de la RPC. Cette proposition d'autonomie réelle est considérée comme raisonnable par diverses parties au conflit, et tombe dans le processus de résolution des conflits recommandé par des experts comme Ted Robert Gurr et Deepa Khosla. En 2009, l'écrivain belge Elisabeth Martens, pour sa part, ne voit pas très bien la différence entre l'« autonomie poussée » du dalaï-lama et une « indépendance réelle ». Les autorités chinoises ont rejeté cette proposition vers la même date parlant d'« indépendance déguisée ».
Le 21 septembre 1987, il présenta, devant le Comité des droits de l'homme du Congrès américain, son plan de paix en cinq points pour le Tibet qui propose :
1. la transformation de l'ensemble du Tibet en une « zone de paix » ;
2. l'abandon par la Chine de sa politique de transfert de population, qui met en danger l'existence des Tibétains en tant que peuple ;
3. le respect des droits fondamentaux et des libertés démocratiques du peuple tibétain ;
4. la restauration et la protection de l'environnement naturel du Tibet ainsi que la cessation par la Chine de sa politique d'utilisation du Tibet dans la production d'armes nucléaires et pour y ensevelir des déchets nucléaires ;
5. l'engagement de négociations sérieuses à propos du statut futur du Tibet et des relations entre les peuples tibétain et chinois.

Selon Robert Barnett, à la suite de ce discours, des médias officiels invectivèrent le dalaï-lama, et les autorités chinoises organisèrent un rassemblement obligatoire le 23 septembre au stade de Lhassa où 14 000 personnes durent écouter la sentence de mort de deux Tibétains (les condamnés y ont été exhibés et leur sentence fut annoncée en forme d’avertissement politique ; ils furent exécutés immédiatement), des actions qui constituent des causes directes des manifestations des moines en 1987.
À la suite des troubles au Tibet qui se développèrent, le dalaï-lama, conscient du danger induit par la violence, augmenta ses efforts à la recherche d'une solution négociée. Il prononça un discours le 15 juin 1988 au Parlement européen de Strasbourg qui stupéfia tout le monde. Il se déclarait prêt à abandonner sa demande d'indépendance et à céder à la Chine la défense et la politique étrangère du Tibet en échange de quoi le Tibet conserverait le contrôle de ses affaires intérieures, expliquant que la décision définitive appartenait au peuple tibétain.
Il espérait que cette proposition de négociation servirait de base pour la résolution de la question du Tibet. Le 14e dalaï-lama déclara : « Ma proposition, qui a été ensuite connue sous le nom « d'approche de la voie médiane » ou de « proposition de Strasbourg » consiste à envisager pour le Tibet une véritable autonomie dans le cadre de la république populaire de Chine. Il ne doit pas s'agir, cependant, de l'autonomie sur papier qui nous avait été imposée il y a cinquante ans dans l'accord en 17 points, mais d'une autonomie réelle, d'un Tibet qui s'autogouverne véritablement, avec des Tibétains pleinement responsables de leurs propres affaires intérieures, y compris l'éducation de leurs enfants, les questions religieuses, les questions culturelles, la protection de leur environnement délicat et précieux et l'économie locale. Pékin continuerait à assumer la responsabilité de la conduite des affaires étrangères et de la défense ».
Si les autorités chinoises réagirent en qualifiant ses propos de « séparatistes » les Tibétains en exil étaient très mécontents de cet abandon de l'indépendance historique du Tibet. Certains comme les délégués du Congrès de la jeunesse tibétaine voulaient prendre les armes. Le dalaï-lama expliqua que la violence appellerait la violence en retour et que la cause tibétaine risquait de voir s'éloigner la sympathie qu'elle suscite dans le monde pour sa lutte non violente. Finalement, les jeunes tibétains n'appelèrent pas à prendre les armes. En décembre 1989, le dalaï-lama obtint le prix Nobel de la paix pour sa recherche de « solutions pacifiques basées sur la tolérance et le respect mutuel dans le but de préserver l'héritage culturel et historique de son peuple ». Le dalaï-lama utilisa l'argent du prix pour créer la Fondation pour la responsabilité universelle pour les hommes et les femmes dans le besoin dans le monde et notamment en Inde. En cette fin d'année, les autorités chinoises condamnèrent 11 moines à des sentences allant jusqu'à 19 ans de prison pour indépendantisme.
Ce plan qui proposait la création d'un Tibet démocratique autonome associé à la RPC fut rejeté par le gouvernement tibétain en exil en 1991. Plus précisément, le dalaï-lama aurait pris acte de l'absence de réponse du gouvernement chinois à sa proposition et des critiques des médias chinois démontrant une attitude fermée et négative, pour déclarer que la Proposition de Strasbourg était devenue de ce fait inefficace et que, sans nouvelles initiatives chinoises, il se considérerait libre de toute obligation liée à sa Proposition. Le 2 septembre 1991, le gouvernement tibétain en exil décréta que la Proposition de Strasbourg était devenue invalide.
Au sujet du 2e point, le gouvernement de la RPC déclara qu'il n'existait aucune politique de transfert de population, que le climat rude et la différence culturelle ne s'y prêtaient pas et que le recensement de 1990 montrait que la région autonome du Tibet était habitée à 95,46 % de personnes d'ethnie tibétaine.
Un député du parlement tibétain en exil, Karma Chophel, a déclaré que le dalaï-lama recherchait peut-être l'autonomie du Tibet, mais qu'il avait en fait l'indépendance à cœur. Devant la controverse suscitée par cette déclaration, Karma Chophel s'est toutefois rétracté et a présenté ses excuses au dalaï-lama. Le 2 septembre 2013, en réaction aux critiques visant sa décision de remplacer l'intitulé Tibetan Government-in-exile par Central Tibetan Administration, le dirigeant bouddhiste s'est plaint de ce qu'il estime être un manque de confiance à son égard.
Lhadon Tethong, présidente de Students for a Free Tibet, s'éloigne des convictions du dalaï-lama qui prône une simple autonomie du Tibet. Pour Lhadon, Students for a Free Tibet reste fermement attachés à l'indépendance totale du Tibet, au contraire du dalaï-lama.
Aux propositions du dalaï-lama, l'ambassadeur de Chine en France, Jinjun Zhao, répond en 2005 que si celui-ci ne réclame plus l'indépendance, il doit alors reconnaître publiquement que la Chine est souveraine au Tibet et dissoudre le gouvernement et le parlement tibétains en exil, car la constitution chinoise ne permet pas à une province de mettre en place ce genre d'institutions.
Cependant, le dalaï-lama avait annoncé en 1992, dans son projet pour un futur Tibet, l'éventuelle dissolution du gouvernement tibétain en exil,.

### Prix Nobel de la paix

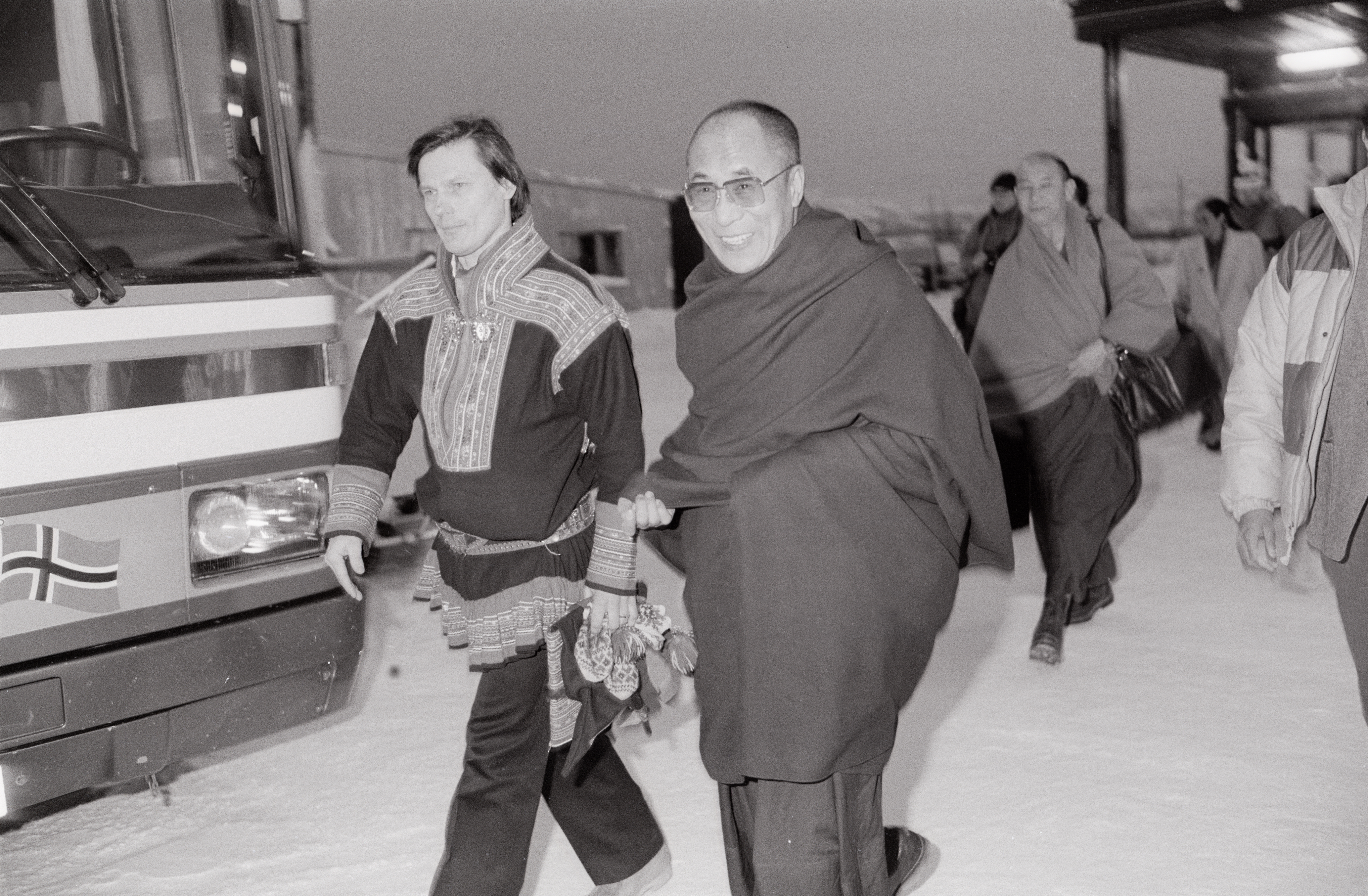
Ole Henrik Magga, Parlement sáme de Norvège, félicite le 14e dalaï-lama après la remise du prix Nobel de la paix.

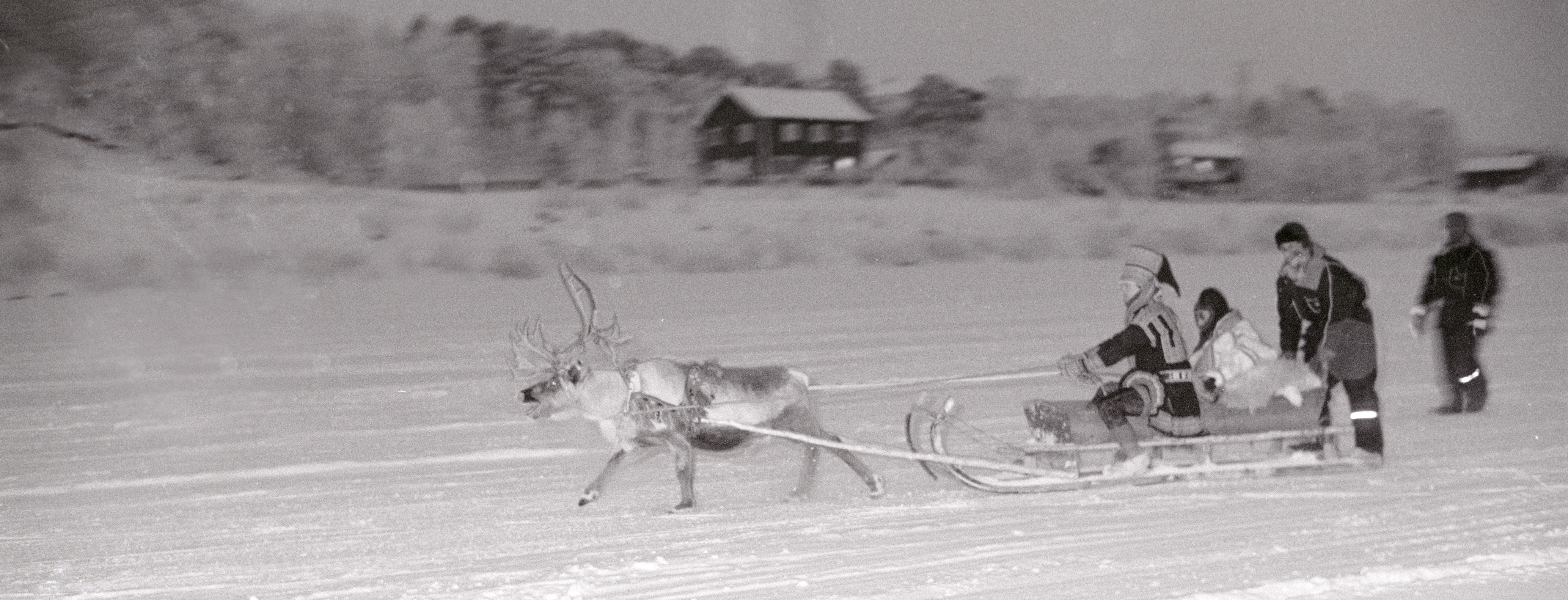
Le dalaï-lama fut invité à faire une balade en traîneau.

Le 10 décembre 1989, le dalaï-lama a reçu le prix Nobel de la paix, l'année du 30e anniversaire de son exil, début de sa résistance religieuse et politique. Le président du comité Nobel norvégien a dit que la récompense était « en partie un hommage à la mémoire du Mahatma Gandhi ». Le comité a reconnu ses efforts dans « la lutte pour la libération du Tibet et les efforts pour une résolution pacifique au lieu d'utiliser la violence ». Dans son discours d'acceptation, le récipiendaire a critiqué la Chine pour l'utilisation de la force armée contre les manifestants étudiants pendant les manifestations de la place Tian'anmen de 1989. Il a déclaré cependant que leurs efforts n'étaient pas vains. Son discours s'est focalisé sur l'importance de l'usage continu de la non-violence et son désir de maintenir un dialogue avec la Chine pour essayer de résoudre la situation.
Cette reconnaissance marqua le début d’une prise de conscience internationale de l’urgence d’une solution pacifique pour le Tibet. L'attribution du prix Nobel de la paix au dalaï-lama a aussi constitué un important encouragement pour le peuple tibétain, comme l'atteste le témoignage d'une des rares touristes présents à Lhassa du fait que le Tibet, qui avait connu des troubles en 1989, était alors sous la loi martiale décrétée le 7 mars 1989 par Hu Jintao.

## Discours du dalaï-lama
Le 21 septembre 1987 à Washington, le dalaï-lama proposa un Plan de paix en cinq points pour le Tibet.
Il le reformulera le 15 juin 1988 au Parlement européen de Strasbourg, officialisant ainsi une proposition de négociation, qui, il l'espérait, servirait de base pour la résolution de la question du Tibet. Il déclara : « Ma proposition, qui a été ensuite connue sous le nom « d'approche de la voie médiane » ou de « proposition de Strasbourg » consiste à envisager pour le Tibet une véritable autonomie dans le cadre de la république populaire de Chine. Il ne doit pas s'agir, cependant, de l'autonomie sur papier qui nous avait été imposée il y a cinquante ans dans l'accord en 17 points, mais d'une autonomie réelle, d'un Tibet qui s'autogouverne véritablement, avec des Tibétains pleinement responsables de leurs propres affaires intérieures, y compris l'éducation de leurs enfants, les questions religieuses, les questions culturelles, la protection de leur environnement délicat et précieux et l'économie locale. Pékin continuerait à assumer la responsabilité de la conduite des affaires étrangères et de la défense ».
En 2008, à Melbourne en Australie, le dalaï-lama a déclaré que la culture tibétaine pourrait « finir » en quinze ans si la RPC n'accorde pas au Tibet une autonomie réelle. « Notre approche ne cherche pas l'indépendance. Nous recherchons une véritable autonomie pour préserver la culture tibétaine, la langue tibétaine et l'environnement tibétain. » Le dalaï-lama a aussi déclaré que de nombreux Tibétains ressentaient une frustration du fait de l'absence de progrès dans les discussions avec la Chine. « Si la situation actuelle reste la même, alors je pense que dans 15 ans c'est fini pour le Tibet. », a-t-il déclaré.
En 2008, à l'occasion de la commémoration du soulèvement tibétain de 1959, le dalaï-lama a fermement dénoncé qu'au Tibet administré par la Chine : « La répression continue à s’exercer avec des violations nombreuses, inimaginables et flagrantes des droits de l’homme, le déni de la liberté religieuse et la politisation des questions religieuses. »
Lors d'une visite au Japon en octobre 2008, le dalaï-lama a déclaré : « Les Tibétains sont condamnés à mort. Cette ancienne nation et son héritage culturel sont en train de mourir. Aujourd'hui, la situation est presque similaire à une occupation militaire de tout le territoire tibétain. C'est comme si nous étions sous la loi martiale. La peur, la terreur et les campagnes de rééducation politique causent beaucoup de souffrances. »
En parallèle de la session du Conseil des droits de l'homme des Nations unies à Genève en mars 2016, le dalaï-lama a participé avec Tawakkol Abdel-Salam Karman et Leila Alikarami à une table ronde de lauréats du prix Nobel à l'Institut de hautes études internationales et du développement, organisée par les ambassades des États-Unis et du Canada. Il a annoncé un projet pour une éducation « plus globale » pour un monde plus compatissant afin que la suite du XXIe siècle « devienne celui de la paix »,.

## Avenir du Tibet

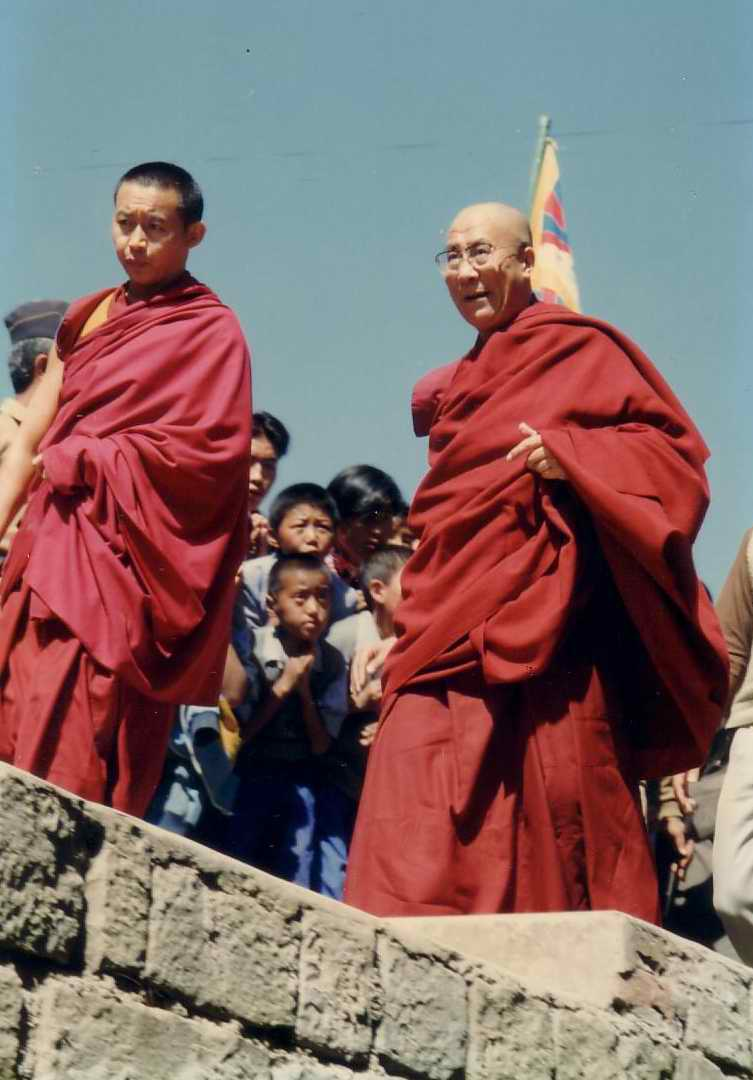
Le 14e dalaï-lama visitant un village d'enfants tibétains à Dharamsala, 1993.

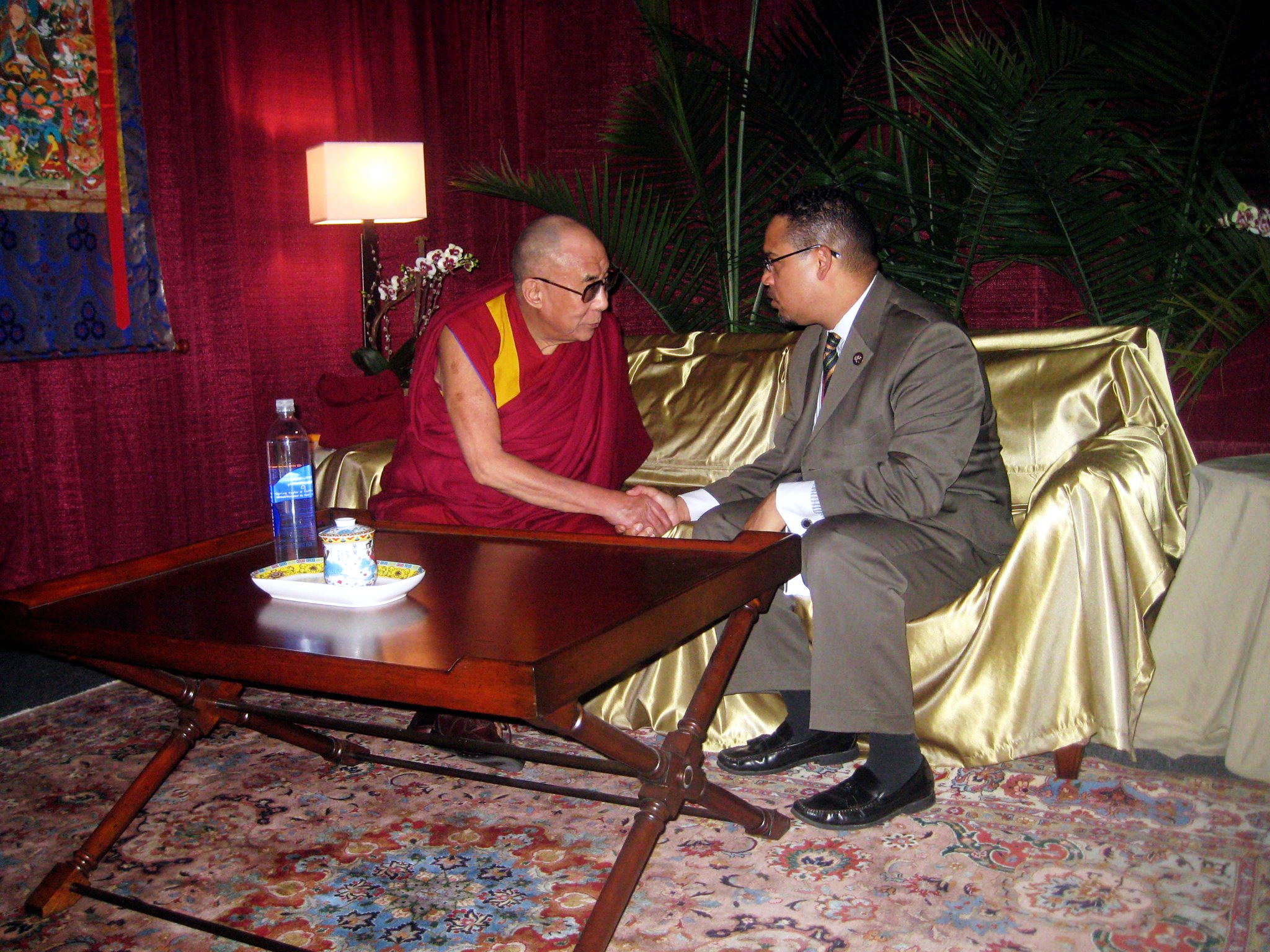
Tenzin Gyatso et le représentant américain Keith Ellison, en 2011.

L'attribution au dalaï-lama du prix Nobel de la Paix en 1989 « pour son combat non violent pour parvenir à l'autodétermination de son pays, le Tibet » a reçu un écho important, où sa persévérance est remarquée. Depuis son départ en exil en 1959, le gouvernement chinois le qualifie d'indépendantiste, et demande la reconnaissance de l'appartenance du Tibet à la Chine. Pourtant, en 1973, il a abandonné l'idée de l'indépendance du Tibet, pour demander une autonomie réelle du Tibet historique (incluant le Ü-Tsang, l'Amdo et le Kham) au sein de la république populaire de Chine, en se basant sur la constitution chinoise. Le dalaï-lama souhaite discuter du futur statut du Tibet historique, tandis que le gouvernement chinois exige la reconnaissance de l'appartenance du Tibet à la Chine, en préalable à toute négociation. Sur ce point, le dalaï-lama a officialisé depuis 1979 qu'il ne souhaite pas séparer le Tibet de la Chine, et cherche une autonomie réelle de l'ensemble du Tibet au sein de la république populaire de Chine.
Si des discussions entre des émissaires du dalaï-lama, Lodi Gyari Rinpoché et Kelsang Gyaltsen, et des représentants du gouvernement chinois ont débuté en 2002, aucune négociation directe entre le dalaï-lama, son gouvernement tibétain en exil et le gouvernement chinois n'a encore débuté.
Le 17e Karmapa, Orgyen Trinley Dorje, qui s'est évadé du Tibet à la veille de l'an 2000, arriva en Inde alors que le 14e dalaï-lama annonça qu'il prenait sa retraite en tant que chef du gouvernement tibétain en exil. Interrogé en mars 2009 sur la possibilité qu’il puisse succéder au dalaï-lama, Orgyen Trinley Dorjé a déclaré : « Si l’occasion m’en est donnée, je ferai de mon mieux, » ajoutant : « Le dalaï-lama a été très efficace pour établir les fondations de la lutte des Tibétains en exil. C'est à la génération suivante de construire sur ces bases et d’aller de l’avant. »
Le 12 août 2007, le dalaï-lama demanda à la Suisse d'organiser des entretiens entre les Tibétains et le gouvernement chinois, la présidente de la confédération Micheline Calmy-Rey ayant demandé en mars à la Chine d'ouvrir un dialogue avec le dalaï-lama. Le dalaï-lama a déclaré à plusieurs reprises, et notamment en mars 2008, que le temps viendra où le problème du Tibet sera résolu de façon pacifique.
À l'approche du 50e anniversaire du soulèvement tibétain, la Chine ferme le Tibet aux touristes et aux journalistes étrangers. Le dalaï-lama déclare que « la campagne de représailles a été relancée au Tibet et il y a une forte présence des forces de sécurité et des forces armées dans tout le Tibet. En particulier, des restrictions spéciales ont été imposées dans les monastères, ainsi que sur les visites des touristes étrangers, » suggérant que la Chine a l'intention de « soumettre le peuple tibétain à un tel niveau de cruauté et de harcèlement que celui-ci ne pourra pas le tolérer et sera contraint de protester. Quand cela arrivera, les autorités pourront alors se livrer sans retenue à une féroce répression, sans précédent et inimaginable. C'est pourquoi je voudrais prier instamment le peuple tibétain de se montrer patient et de ne pas céder à ces provocations afin que les vies précieuses de nombreux Tibétains soient épargnées. » Le 6 mars 2009, le dalaï-lama déclare : « Je suis très inquiet. Nombre de citoyens chinois se sont eux-mêmes armés et ils sont prêts à tirer. C'est une situation très tendue. À tout moment, il peut y avoir une explosion de violence. »
En mars 2009, à la suite d'une demande du dalaï-lama, une équipe de chercheurs canadiens découvre que son ordinateur et près de 1 300 autres de son organisation, mais aussi d'agences gouvernementales de nombreux pays, sont piratés lors d'une opération de cyberespionnage dénommée GhostNet basée en Chine, mais rien ne permet de lier ce type d'attaque au gouvernement chinois.

## Relations internationales

### Relations diplomatiques compliquées

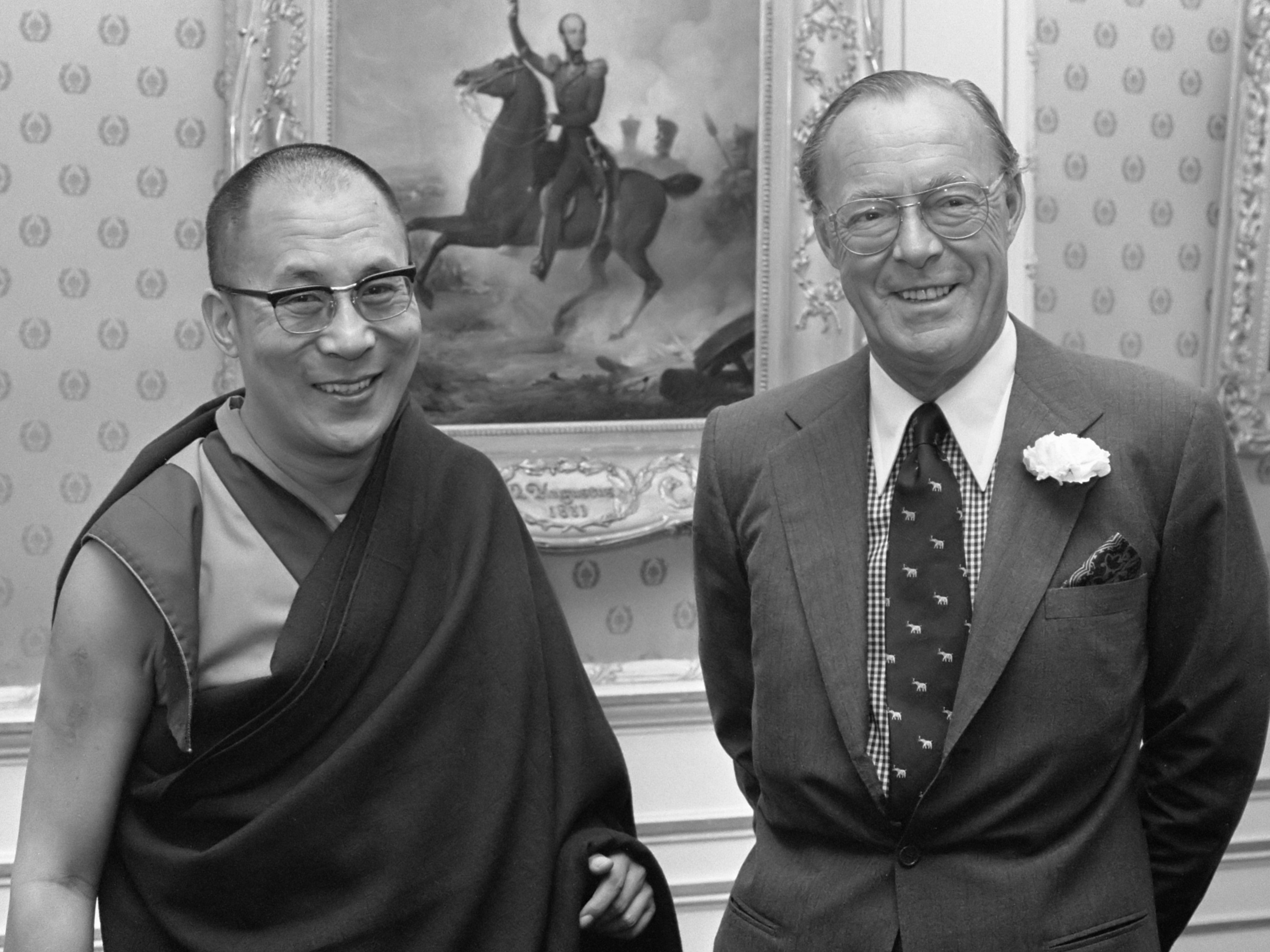
Le dalaï-lama et le prince Bernhard des Pays-Bas au palais de Soestdijk le 9 octobre 1973.

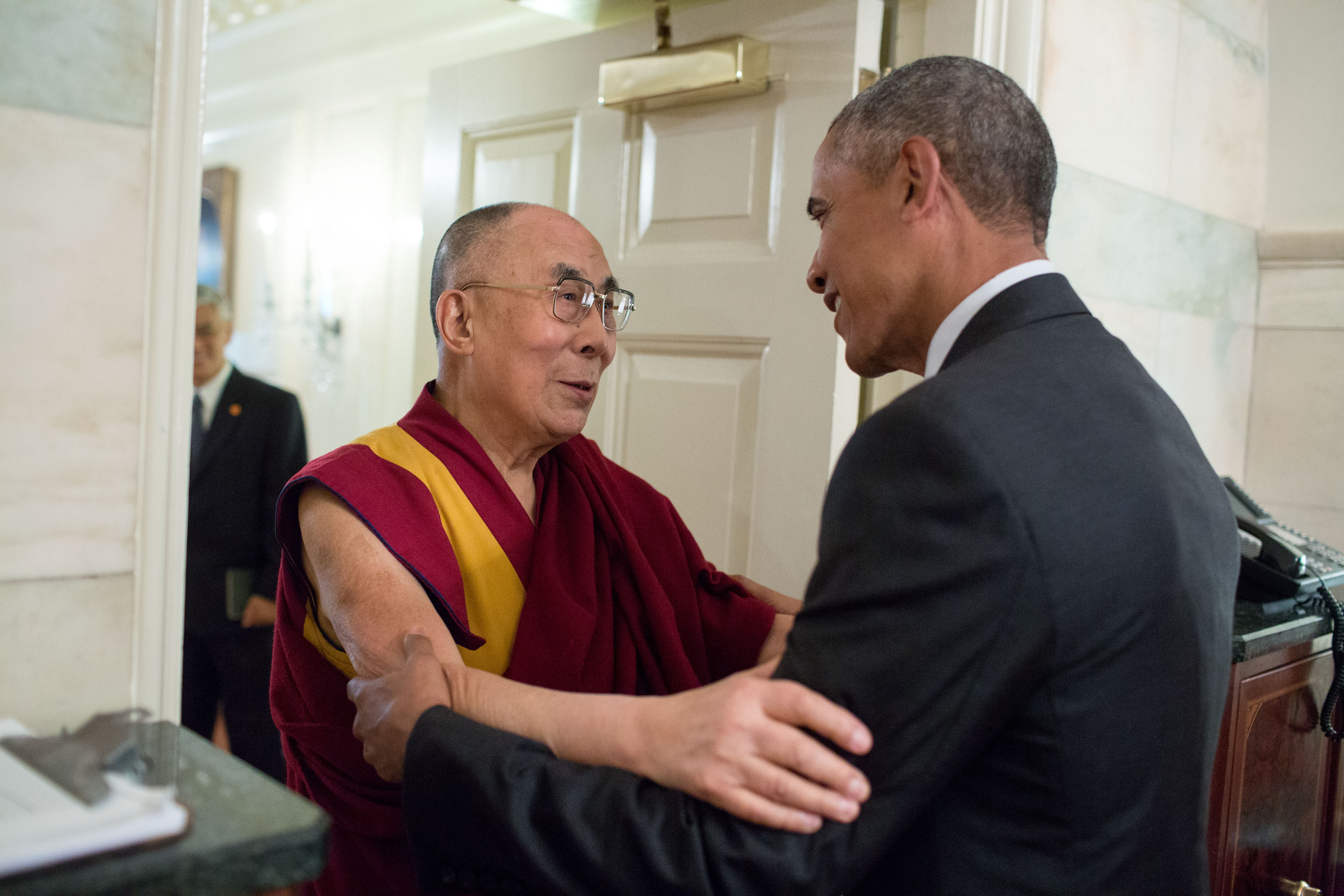
Le 15 juin 2015, Barack Obama rencontre le 14e dalaï-lama à l'entrée de la Map Room à la Maison-Blanche.

Selon le Lonely Planet, les gouvernements étrangers qui reçoivent le dalaï-lama font attention à ne le recevoir qu'en tant que chef spirituel et non en tant que chef d'un gouvernement en exil. Pour le sinologue Willem van Kemenade, le dalaï-lama est certes un dirigeant religieux de premier plan, mais seulement de six millions de bouddhistes et s'il mérite le respect, il n'en est pas pour autant chef d'État.
Réfugié en Inde en avril 1959, le dalaï-lama est reçu par le Premier ministre Nehru et le socialiste indien George Fernandes.
Pour le président du Comité de soutien au peuple tibétain, Jean-Paul Ribes, jusqu'à la fin des années 1970, les autorités chinoises qui présentaient le dalaï-lama comme un « dangereux séparatiste » réussirent à dissuader la plupart des gouvernements de le contacter.
À l'automne 1967, le dalaï-lama commence ses voyages hors de l'Inde par le Japon puis la Thaïlande. Il visite l'Europe en 1973 en commençant par rencontrer Paul VI au Vatican, puis la Suisse, 1er pays occidental à recevoir des réfugiés tibétains, les Pays-Bas, la Scandinavie puis le Royaume-Uni qui conserve des liens avec le Tibet. En 1979, il se rend aux États-Unis. Dans les années 1980, ses voyages deviennent plus nombreux. Il s'implique dans le dialogue interreligieux en développement et rencontre Jean-Paul II en 1980, 1982, 1986, 1988... l’archevêque de Canterbury Robert Runcie en 1981 avec qui il reste lié et des rabbins. Il rencontre des hommes politiques, discrètement à cette période, ou des parlementaires plus libres vis-à-vis du gouvernement chinois. Son influence internationale augmente entre 1987 et 1990 en relation avec les soulèvements au Tibet entre 1987 et 1989 sévèrement réprimés par la Chine. Le Congrès des États-Unis l'invite, occasion où il exposera son plan de paix en cinq points pour le Tibet visant notamment à faire du Tibet une zone démilitarisée et une réserve écologique. Il est reçu au Parlement européen en 1988. La répression des manifestations de la place Tian'anmen en 1989 est déterminante. Il résulte de cette succession sa consécration par le prix Nobel de la paix où il exposera de nouveau son projet politique et développera son idée de responsabilité universelle. Les gouvernements vont alors accepter de le rencontrer. Václav Havel en 1990 à Prague est le premier chef d'État occidental à le recevoir, première personnalité étrangère qu'il invitait. George Bush le reçoit à la Maison-Blanche en 1991, alors que le Sénat américain vote une Résolution sur le « Tibet illégalement occupé » reconnaissant le Kashag et le dalaï-lama comme « représentant authentique du peuple tibétain ». Puis, c'est Moscou, encore capitale de l'URSS, Londres et John Major, et le président lituanien. Il est invité à Rio et prononce un discours le 5 juin 1992 à la Conférence des Nations unies sur l'environnement et le développement et le 7 juin sous l'égide de cette Conférence, à la « Rencontre mondiale des parlements et leaders spirituels ». En 1993, il est de nouveau à la Maison-Blanche et rencontre Bill Clinton et Al Gore, et Lech Wałęsa. En 1993, à la conférence de l'ONU sur les droits de l'homme à Vienne, il se voit refuser l'accès à l'immeuble principal, la Chine tentant de le faire taire. Mais les ONG protestent et il prononce son discours sous la tente d'Amnesty Internationale. La France lui accorde pour la première fois un visa en 1982 et Jacques Chirac le reçoit en tant que maire de Paris. Il rencontre discrètement Bernard Kouchner. En 1990, il est reçu officiellement par Claude Évin, puis à nouveau Kouchner et Jack Lang, puis il visite le Quai d'Orsay et inaugure le Groupe d'études sur la question du Tibet, suivi de celle en 1991 de la Maison du Tibet, en présence de Micheline Chaban-Delmas et de Danielle Mitterrand. Il revient en 1993, 1997, 1998, 2000 et 2003.

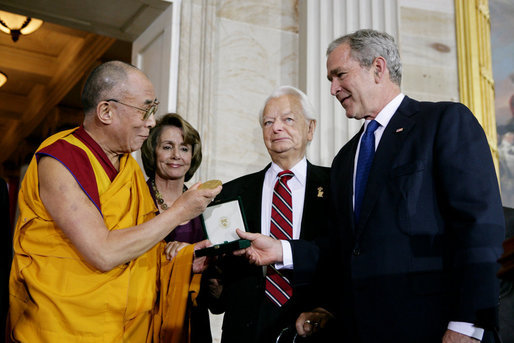
Le 17 octobre 2007, le 14e dalaï-lama reçoit la médaille d'or du Congrès.

En 2007, il reçoit la Médaille d'or du Congrès, la plus haute distinction civile américaine.
À défaut d'un siège de chef d'État, son statut moral international lui permit d'ouvrir les portes fermées jusque-là.
Selon des statistiques établies par Robert Barnett, de 2000 à 2014, le nombre d'entrevues entre le dalaï-lama et les présidents de pays a décru de façon considérable (de neuf en 2000 à une en 2014), de même que le nombre d'entrevues avec des ministres des affaires étrangères (de quatre en 2000 à une en 2014).
Selon la journaliste Sonia Singh (en), en 2014, Xi Jinping a accepté de rencontrer à New Delhi le dalaï-lama à sa demande, mais l'Inde s'est opposée à cette rencontre. La révélation a été commentée par Amitabh Mathur, un ancien haut responsable des services de renseignement indiens ayant servi de conseiller auprès du gouvernement pour les affaires tibétaines. Toutefois, elle a été démentie par Chime Rigzin Chhoekyapa du bureau du dalaï-lama,.

### Influence

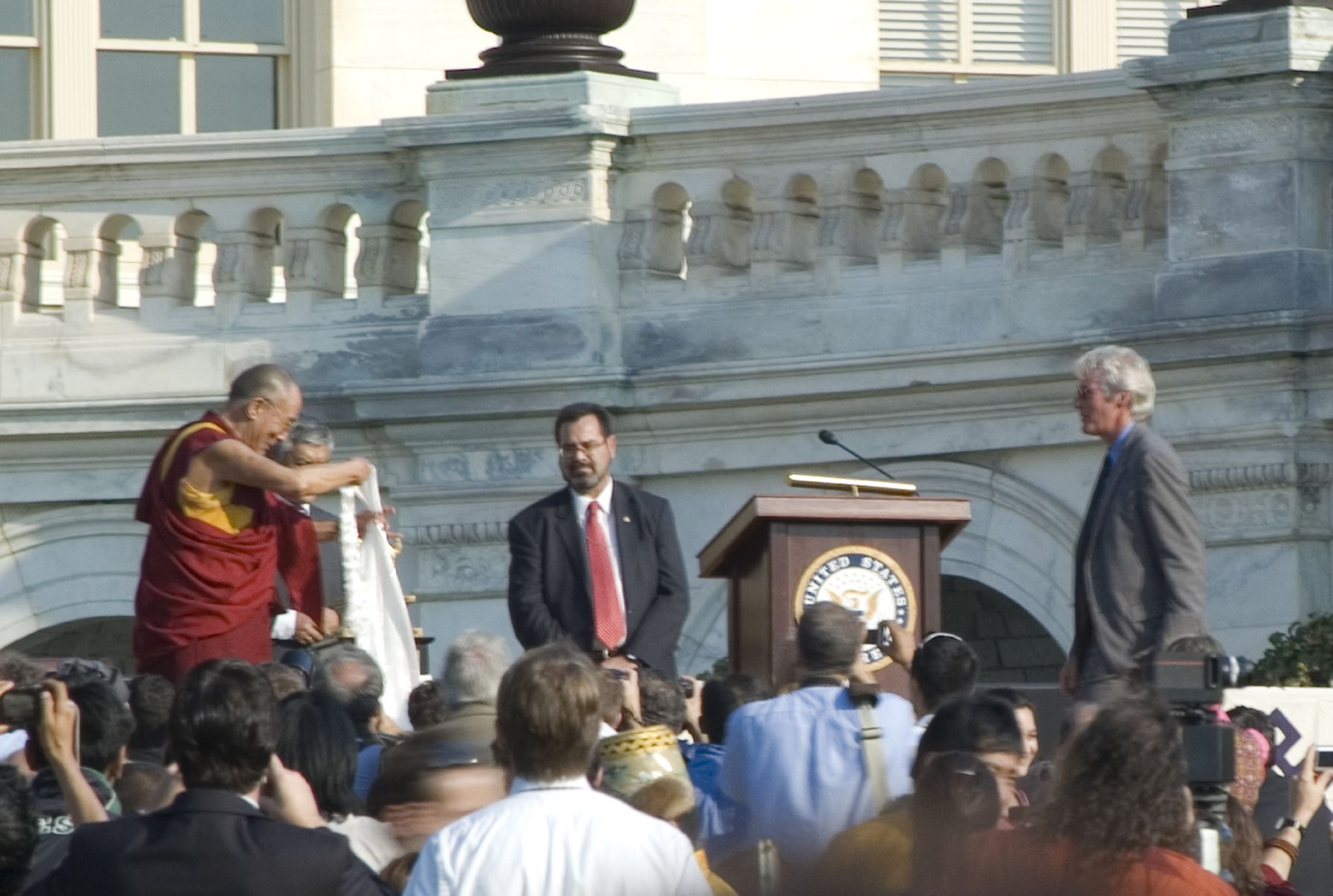
Richard Gere reçoit un khata des mains du 14e dalaï-lama au Capitole (bâtiment du Congrès des États-Unis).

Le groupe de hip-hop new-yorkais les Beastie Boys, des vedettes d’Hollywood dont Richard Gere, Harrison Ford et sa femme Melissa Mathison, Alec Baldwin, Carmen Electra, Barbra Streisand, Todd Oldham, Oliver Stone, Sharon Stone, Willem Dafoe, Dennis Quaid, Meg Ryan, Steven Seagal, et Goldie Hawn se sont exprimées pour soutenir le dalaï-lama et la cause tibétaine.
À cinq reprises, en 2003, 2004, 2005, 2008 et 2010, le dalaï-lama a fait partie du Time 100, classement des 100 personnes les plus influentes au monde établi par le magazine Time,,. Le Time le classe premier en 2008.
Le dalaï-lama est en tête de la liste des 100 personnes les plus influentes spirituellement dans le monde 2016 (comme en 2012 Watkins Books (en)).

### Dialogue avec des scientifiques

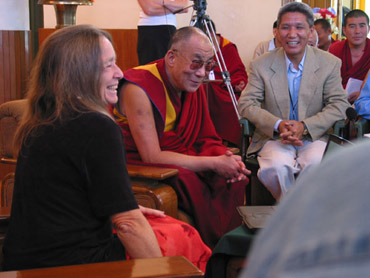
Ursula Goodenough à Dharamsala, en Inde, avec le 14e dalaï-lama.

Le 30 août 1983, le dalaï-lama visite le CERN à Genève et discute avec John Bell.
Le dalaï-lama noue une collaboration avec Francisco Varela et R. Adam Engle, qui donne lieu à une série d'échanges avec des scientifiques sous l'égide du Mind and Life Institute, association à but non lucratif créé en 1990 qui s'attache à explorer la relation de la science et du bouddhisme comme méthodologies dans la compréhension de la nature de réalité.
Une conférence à laquelle il participe est annoncée pour septembre 2016 à Bruxelles en Belgique.

### Dialogue avec des représentants d'associations
Le 20 février 1996, il reçoit en audience des membres d'Assistance médicale toit du monde dont son fondateur Yves Lhomelet et des cinéastes indépendants.

### Soutien et assistance de la CIA durant les années 1960
Selon des documents officiels américains rendus publics en 1998, la CIA poursuivit en 1964 son soutien actif aux mouvements tibétains (en particulier « l'entourage du dalaï-lama » et la guérilla tibétaine) et à l'organisation d'opérations de renseignement à l'intérieur du Tibet. L'agence déclare soutenir la création à New York et à Genève de bureaux destinés à servir de représentations non officielles au dalaï-lama et à maintenir le concept d'une identité politique tibétaine, celui de New York ayant pour but de travailler en étroite collaboration avec les délégations de différents pays soutenant les Tibétains aux Nations unies. Selon des documents déconfidentialisés en 1998, dans les années 1960, les services de renseignement américains versaient annuellement au mouvement tibétain en exil 1,7 million de dollars, dont une subvention annuelle 180 000 US$ pour le 14e dalaï-lama, ou 15 000 dollars par mois. Ces documents montrent que l'aide directe de la CIA, commencée à la fin des années 1950, a continué jusqu'au début des années 1970. Le versement de 15 000 dollars mensuels au dalaï-lama cessa en 1974.
Peu de temps après, le gouvernement du dalaï-lama démentait que le dirigeant tibétain ait profité personnellement de cette subvention annuelle de 180 000 US$, précisant qu'elle avait été dépensée pour fonder les Bureaux du Tibet de Genève et de New York. Lodi Gyari, représentant du dalaï-lama à Washington, déclare pour sa part ne pas avoir eu connaissance de cette subvention et de la façon dont elle avait été dépensée. Sur le soutien de la CIA aux Tibétains, il déclare : « C'est un secret dévoilé, nous ne le contestons pas. »
À partir de 1957, deux des frères aînés du dalaï-lama, Thubten Jigme Norbu et Gyalo Thondup, ont travaillé pour la CIA et la guérilla indépendantiste tibétaine,. Carisse Busquet affirme que le dalaï-lama n'était pas au courant. De même, Mary Craig indique que quand le dalaï-lama rencontra ses deux frères en Inde en 1957, il n'était pas informé de leurs contacts avec la CIA. Pourtant, selon une brève du journal Libération, celui-ci a reconnu dans son autobiographie, Au loin la liberté, parue en 1990, que ses frères étaient entrés en contact avec la CIA en 1956, avant la révolte avortée de 1959 contre Pékin. Ce n'est qu'au début des années 1960 que Gyalo Thondup aurait informé le dalaï-lama des grandes lignes du soutien apporté par l'agence américaine. Pour sa part, le dalaï-lama déclara, dans Au loin la liberté : « Plus d'une fois, j'ai tenté de tirer de Gyalo Thondup des renseignements détaillés sur leurs opérations, dont certains aspects me restent pourtant obscurs ».

### Relations avec les lauréats du prix Nobel de la paix
Après l'arrestation de Nelson Mandela, Walter Sisulu et Govan Mbeki le 11 juillet 1963, le dalaï-lama signa avec 143 autres personnalités une pétition internationale appelant la communauté internationale à dénoncer non seulement les arrestations, mais les législations de l'apartheid.
Selon Robert Thurman, le dalaï-lama fut en contact avec Nelson Mandela à l'époque de la chute du mur de Berlin en novembre 1989, incitant ce dernier à orienter le Congrès national africain — dans la voie de la non-violence.
Libéré de prison en 1990 et élu premier président noir d'Afrique du Sud, Mandela rencontra le 14e dalaï-lama en 1996 puis, après s'être retiré de la vie politique, en 2004,.
Invité en 2009 par Nelson Mandela et Frederik de Klerk pour s'exprimer sur la paix, l'harmonie et le rôle du football dans le monde à l'occasion d'une conférence de la Coupe du monde de football de 2010, le dalaï-lama se vit toutefois refuser un visa, ce qui mena à l'annulation de la conférence. Un second visa ayant été refusé au dalaï-lama en octobre 2011 pour les 80 ans de Desmond Tutu, le président Jacob Zuma fut accusé d'avoir cédé aux pressions de la Chine. En décembre 2015, les autorités chinoises admirent pour la première fois que Pékin était opposé aux visites du dalaï-lama en Afrique du Sud, l'accusant de représenter une menace à la coopération économique entre les deux pays (en).
En octobre 2009, huit lauréats du prix Nobel de la paix, fondatrices de Nobel Women's Initiative (en) ou membres de la fondation PeaceJam, ont signé une déclaration remise au dalaï-lama en Inde, exhortant le gouvernement chinois à prendre des mesures immédiates et constructives pour résoudre le statut du Tibet et mettre fin à une politique oppressive, qui, affirment-ils, continue à marginaliser et appauvrir les Tibétains sur leur propre terre. En plus de ces 3 lauréats du Nobel, Desmond Tutu, Adolfo Pérez Esquivel, Rigoberta Menchu Tum, Betty Williams, Wangari Maathai ont aussi signé cette déclaration.
Le dalaï-lama a salué la libération de Aung San Suu Kyi par le régime birman. Il a rencontré la lauréate du prix Nobel de la paix une première fois le 19 juin 2012 à Londres et une seconde fois en République tchèque. Il lui écrit une lettre en août 2012 où il dit être « profondément attristé » et rester « très préoccupé » par les violences infligées aux musulmans en Birmanie. Le 28 mai 2015, il l'appelle à nouveau à agir en tant que prix Nobel de la paix, déclarant qu'il ne « suffit pas » d’envisager d'aider les Rohingyas et que l'humanité souffre d'un manque de compassion pour autrui,.

### Relations avec les dissidents chinois

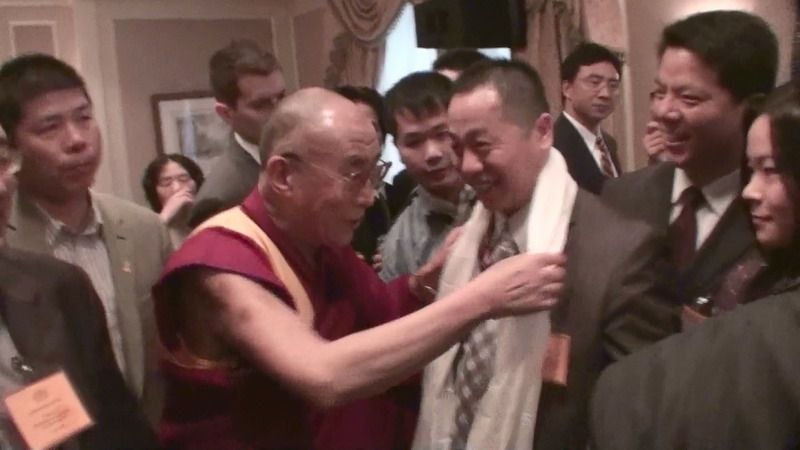
Le 14e dalaï-lama en 2012 avec des membres du Parti démocrate chinois.

À diverses reprises, le 14e dalaï-lama a rencontré des dissidents chinois : le politologue Yan Jiaqi (en 1989 et 2009),, l’astrophysicien Fang Lizhi (en 1991), le militant des droits de l’homme Wei Jingsheng (en 2008) et l’écrivain Wang Lixiong, les militants des droits de l’homme Teng Biao et Jiang Tianyong (en 2011).

### Relations avec le peuple indien
En marge d’une conférence à l'Institut indien de management d'Ahmedabad en janvier 2008, le dalaï-lama a déclaré à la communauté tibétaine de la région du Gujarat et du Rajasthan : « Les Tibétains devraient mettre le plus grand effort dans la prise de conscience au sujet de l'identité tibétaine et son patrimoine culturel, riche et unique parmi les communautés indiennes locales. », ajoutant : « Nous devrions être fiers de notre histoire et civilisation millénaire et de notre écriture reconnue comme une des plus anciennes, originaire de l'Inde,. »
Les services de renseignement indiens sous le gouvernement de Narendra Modi ont cherché à l'espionner à partir de 2017 en piratant les téléphones d’une vingtaine de militants, responsables politiques et religieux tibétains figurant par ses proches.

## Le dalaï-lama et la république populaire de Chine

### Politique de la «voie médiane» vis-à-vis de la Chine
Entre 1979 et 1987, avec l'accord des autorités chinoises, il a envoyé cinq missions au Tibet pour renouer le dialogue avec la Chine.
Le dalaï-lama a proposé aux Tibétains une voie intermédiaire, dite voie médiane, entre la situation actuelle du Tibet sous domination chinoise et l'indépendance. Il s'agit d'une politique modérée visant une réelle autonomie pour tous les Tibétains dans les trois provinces traditionnelles du Tibet, dans le cadre de la RPC.
Du fait des graves problèmes survenus au Tibet en 2008, en septembre 2008, le dalaï-lama a appelé le Parlement tibétain en exil et le Kashag (le Cabinet ministériel) à organiser une réunion urgente sur le Tibet, comme l’autorise l'article 59 de la Constitution du Tibet. Le Premier ministre tibétain, le professeur Samdhong Rinpoché, à qui l’on demandait si la réunion pouvait influer sur la demande actuelle d'autonomie réelle du Tibet, a dit qu'il ne le pense pas : « Nous sommes engagés dans notre approche de la voie médiane et nous continuerons nos efforts pour une autonomie authentique dans le cadre de la Chine, et cela ne changera pas. Mais cette réunion sera sûrement une bonne plateforme de discussion pour l’expression des diverses opinions de la communauté tibétaine,. »
Le 10 mars 2009, dans son message à l’occasion du 50e anniversaire du soulèvement de Lhassa, le dalaï-lama affirme que le résultat de cette réunion a montré que la majorité des Tibétains sont favorables à la Voie Médiane visant une autonomie pour tous les Tibétains.

### Le dalaï-lama selon la RPC
Selon la RPC, par un télégramme envoyé le 24 octobre 1951, le 14e dalaï-lama a formellement accepté, avec le gouvernement central et de la région du Tibet, l'accord en 17 points sur la libération pacifique du Tibet. Député du Tibet, il a participé à la première assemblée nationale populaire en 1954 et a été choisi comme chef du Tibet.
Depuis 1979, les dirigeants de la RPC ont toujours eu la même exigence à son égard : le dalaï-lama doit reconnaître que le Tibet fait partie intégrante de la Chine et renoncer à demander une autonomie qui ne serait pour eux qu'une indépendance déguisée. En novembre 2008, des représentants chinois ont déclaré : « À aucun moment ou en aucune circonstance nous ne ferons preuve de faiblesse, il n'est pas question d'« indépendance » du Tibet, de « semi-indépendance » ni d'« indépendance déguisée ». » D'autres représentants ont aussi affirmé que « la porte resterait toujours ouverte pour permettre au dalaï-lama de revenir à une position patriotique ».

### Prédictions concernant la RPC

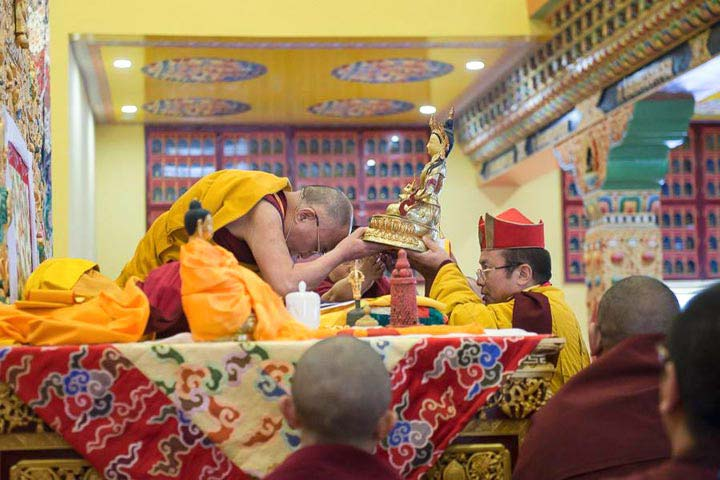
Taï Sitou Rinpoché conférant une initiation de longue vie au dalaï-lama à Palpung Sherab Ling, 11 mai 2015.

En octobre 1989, lors d'une conférence, le dalaï-lama déclara qu'à son avis il y aurait des changements positifs en Chine dans les cinq à dix ans qui allaient suivre et qu'il pourrait y avoir bientôt des changements chez les dirigeants chinois.
Dans un texte publié en février 1992, Guidelines for Future Tibet Policy, il affirme que les dirigeants chinois n'ont pas d'autre choix que de trouver une solution pacifique à la question du Tibet et que dans peu de temps ils se trouveront contraints de quitter celui-ci.
En décembre 1999, alors qu'il était dans la ville du Cap en Afrique du Sud pour assister à une réunion du Parlement mondial des religions, il prédit la fin du totalitarisme en Chine.
En mars 2011, dans un entretien avec le rédacteur en chef du journal thaïlandais The Nation, il a déclaré qu'il vivrait assez longtemps (jusqu'à 113 ans) pour voir le Tibet libre. En 2019, il réitère avoir confiance de vivre jusqu'à 113 ans. En forme d'explication, il déclare : « Plus je vis longtemps, plus je pense à bénéficier aux autres et à atteindre moi-même le but le plus élevé. Afin de satisfaire les intérêts de soi et des autres, je génère la bodhicitta. Cette intention altruiste de servir les autres peut contribuer à la longévité. L'égoïsme n'est pas propice à vivre plus longtemps. Je suis déterminé à servir les 7 milliards d'êtres humains vivants aujourd'hui et une sorte d'avantage semble en découler. ».

### Mise en perspective
Les religieux et les aristocrates tibétains étaient, pour la plupart, opposés au communisme, du fait notamment de l'athéisme officiel du régime et de la collectivisation des terres entraînant la disparition du pouvoir des monastères et de l'aristocratie tibétaine, mais aussi des famines, ce qui explique en partie les révoltes qui commencèrent vers 1956 dans le Kham et l'Amdo.
Une autre notion à prendre en considération : le PCC, en tant que parti unique, s'assimile à l'État chinois, à la RPC. Il en découle que toute organisation non intégrée à lui est anti-chinoise, d'où le terme récurrent de « forces anti-chinoises étrangères ».
L'accord en 17 points est un document signé par les représentants du 14e dalaï-lama et ceux de la RPC le 23 mai 1951 à Pékin. Cependant, cet accord fut dénoncé par le dalaï-lama et son gouvernement, car selon eux il fut signé par les Tibétains sous la contrainte.
Il faut cependant noter que l'accord en 17 points fut le premier document dans l'histoire tibétaine à décréter la souveraineté chinoise sur le Tibet, même s’il reconnaissait le droit au gouvernement du dalaï-lama de continuer à administrer le Tibet.
Au début, le dalaï-lama était personnellement en faveur des réformes qui furent proposées par Mao Zedong pour moderniser le Tibet et était d'avis d'essayer d'atteindre un compromis opérationnel avec les Chinois. Il s’agissait notamment d’une campagne de « transformation socialiste de l'agriculture ».
Cependant, la manière avec laquelle la réforme fut appliquée, et en particulier son imposition par la force, entraînèrent une révolte de la population tibétaine. Vers 1955-56, la situation à l'intérieur du Tibet commença à se détériorer rapidement. Au sein du gouvernement chinois, les partisans de la ligne dure poussaient pour commencer à appliquer « la transformation socialiste » au Tibet. Dans le Kham (Est du Tibet historique), les Tibétains commencèrent à se rebeller,. En effet, fin 1955, Li Jingquan, le secrétaire du Parti au Sichuan, commença les réformes dans les secteurs tibétains du Sichuan, le Kham. Le résultat de cette campagne fut désastreux pour le Tibet puisqu’il aboutit à une révolte majeure dans la région du Kham. Des réfugiés tibétains affluèrent au Tibet central et cette révolte déborda finalement sur le Tibet politique et fut un facteur majeur précipitant le soulèvement à Lhassa de 1959.
Mao fit une dernière tentative pour sauver sa politique gradualiste en 1957 quand il réduisit le nombre de cadres Han et de troupes au Tibet et écrivit au dalaï-lama lui promettant que la Chine n'appliquerait pas les réformes socialistes sur les terres au Tibet pendant les six prochaines années. De plus, à la fin de cette période, Mao déclara qu'il remettrait encore les réformes à plus tard si les conditions n'étaient pas mûres.
Cependant l'agitation au Tibet s’amplifia et, en mars 1959, un soulèvement important eut lieu à Lhassa. Le dalaï-lama dut quitter le Tibet pour l'exil en Inde. Lors d'une déclaration de presse en Inde, le 18 avril 1959, le dalaï-lama dénonça l'accord en 17 points affirmant qu'il avait été signé sous la pression du gouvernement chinois. Il chercha un soutien international pour résoudre le conflit au Tibet. La question du Tibet apparut alors comme un problème international.
En mai 2012, le dalaï-lama révèle avoir reçu des rapports du Tibet selon lesquels des agents chinois ont entraîné des femmes tibétaines dans le but de l’empoisonner. Il vit sous la protection d'un cordon de sécurité sur les conseils de la sécurité indienne.
Dans le Sichuan, en juillet 2013, à l'occasion du 78e anniversaire du dalaï-lama, la police tire sur des moines tibétains dont 2 sont grièvement blessés.

## Relations avec des représentants religieux

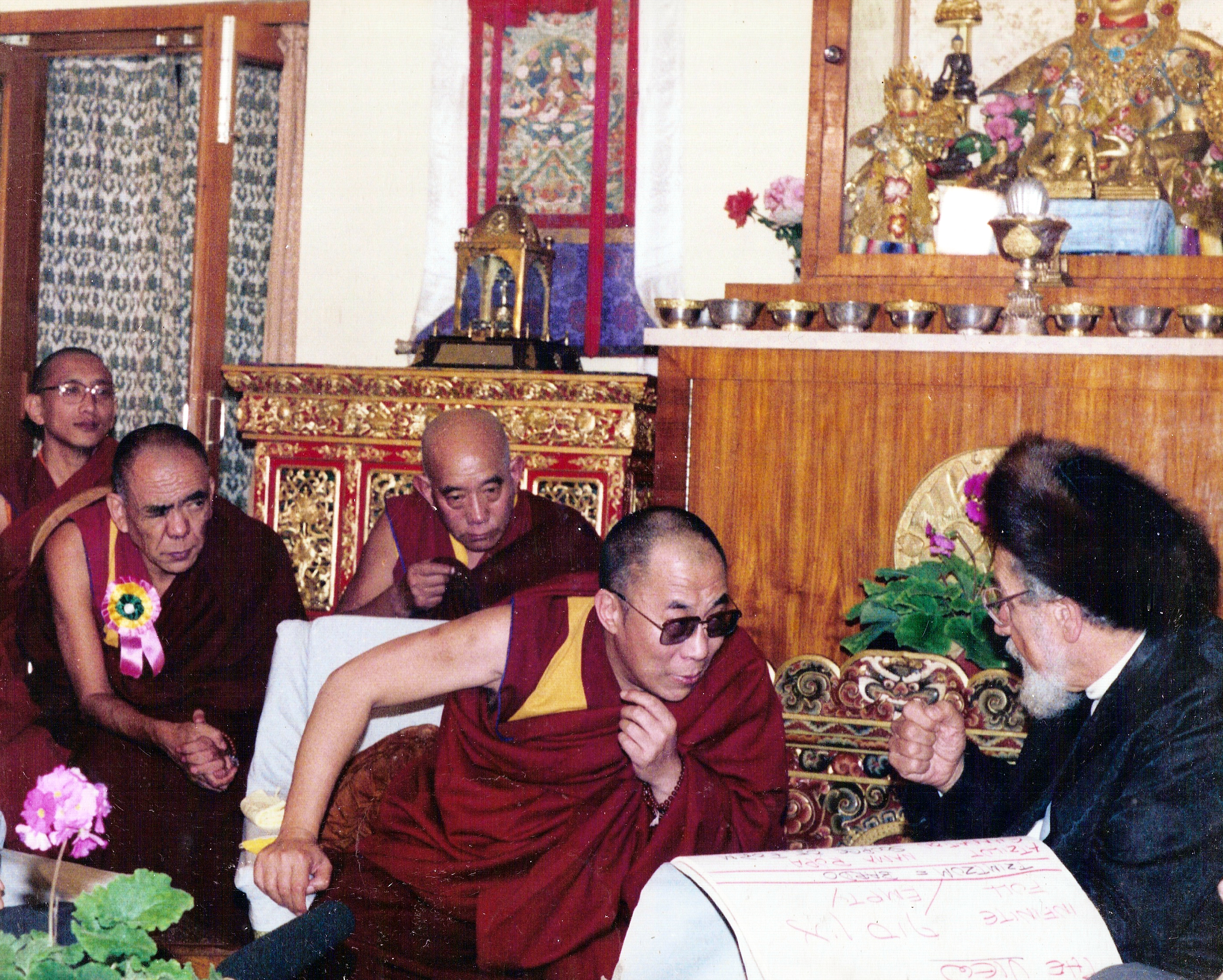
Le 14e dalaï-lama et le rabbin lors du dialogue judéo-bouddhiste à Dharamsala en Inde, le 25 octobre 1990. Karma Gelek Yuthok est en arrière-plan.

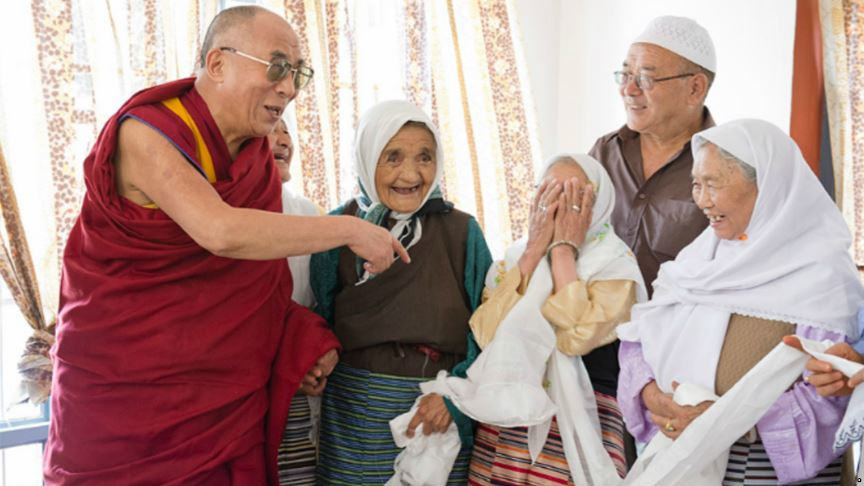
Le dalaï-lama rendant visite en 2012 à des Tibétains musulmans réfugiés au Cachemire indien, où se sont établis un grand nombre de Kachee ayant fui le Tibet après le soulèvement de 1959.

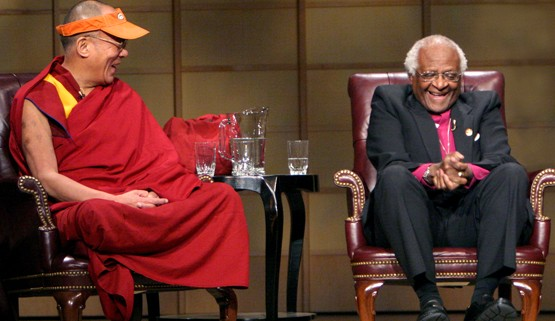
Le 14e dalaï-lama et Desmond Tutu à Vancouver au Canada en 2004.

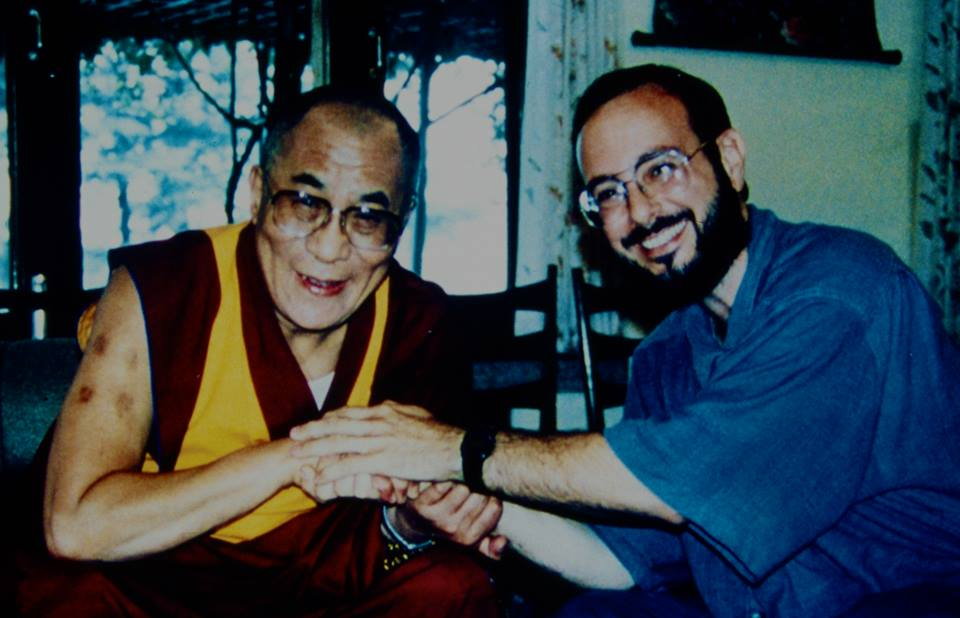
Le 14e dalaï-lama avec Francis Tiso.

### Dialogue interreligieux
Le 6 janvier 2009, à Mahuva (en) dans le Gujarat le dalaï-lama a inauguré une conférence interreligieuse appelée « Dialogue des religions et symphonie mondiales ». Convoquée par le prédicateur hindou Morari Bapu (en), cette conférence explore « les moyens pour traiter la discorde parmi les religions majeures », selon ce prédicateur,.
Le 14 juin 2017, il participe avec environ 10 autres chefs religieux à l'appel initié par l'institut interreligieux Elijah de Jérusalem pour que les gens se fassent des amis avec des fidèles de différentes confessions dans l'espoir que cela favorisera la compréhension mutuelle et apaisera les tensions dans le monde.

#### Dialogue judéo-bouddhiste
Marc Lieberman aida à organiser une première rencontre en 1989 dans le New Jersey entre des rabbins et le dalaï-lama après que David Phillips de l'American Jewish World Service (en) a rendu visite au dalaï-lama à Dharamsala, peu avant que le prix Nobel de la paix lui soit attribué. Un dialogue juif-bouddhiste relaté dans Le Juif dans le Lotus par Rodger Kamenetz a eu lieu en octobre 1990 à Dharamsala, havre du dalaï-lama en Inde.
Le dalaï-lama est le premier officiel à visiter le musée de l'Holocauste de Washington le 26 avril 1993. Entré avant l'ouverture au public, il y a médité. Lors de la cérémonie suivant cette visite et honorant le Tibet, Elie Wiesel déclara que s'il rendait grâce au Tibet d'être un pays croyant à la prière, les Tibétains « feraient mieux maintenant de tirer les amères leçons de ce que le XXe siècle nous a appris : les prières, seules, ne suffisent pas ». L’influence de ce message apparaît dans le discours du dalaï-lama au centre d'enseignement bouddhiste tibétain aux États-Unis prononcé en 1993 où il se félicite du développement de cette religion en occident, mais critique le fatalisme des bouddhistes occidentaux « à propos de l'histoire et des difficultés du Tibet » : « En tant que pratiquants bouddhistes, vous devez comprendre la nécessité de protéger le bouddhisme tibétain. Pour ce faire, la Terre, le pays physique, le Tibet est un enjeu crucial. il est peu probable que (la terre sacrée tibétaine) puisse survivre en tant qu'entité physique et spirituelle si sa réalité physique est écrasée sous le joug chinois. En ce sens, le soutien actif à la cause tibétaine n'est pas une simple affaire de politique, c'est le travail du dharma ».

#### Rencontres avec le pape
Le 30 septembre 1973, le dalaï-lama a été reçu par le pape Paul VI au Vatican.
Il a rencontré le pape Jean-Paul II au Vatican en 1980, 1982, 1986, 1988 et 1990. Plus tard, le 27 janvier 2003, après une audience avec le pape, le dalaï-lama a déclaré lors de sa rencontre avec le président du Sénat italien Marcello Pera : « J'ai dit au pape mon admiration pour ce qu'il a fait pour la paix et l'harmonie religieuse dans le monde ».
Le 13 octobre 2006, il a rencontré le pape Benoît XVI dans le cadre d’une « rencontre privée, de courtoisie, aux contenus religieux ». Le 13 décembre 2007, Benoît XVI, qui devait le recevoir au Vatican, annule l'entrevue sur l'insistance de la Chine,. Désolé, le dalaï-lama déclare que la Chine accroît sa pression au Tibet.

#### Rencontres avec l’abbé Pierre
En 1991, l'abbé Pierre rencontra le dalaï-lama lors des journées interreligieuses pour la paix. Propriétaire, entre 1994 et 1998, de la vigne à Farinet, la plus petite vigne cadastrée du monde, créée par Jean-Louis Barrault, l'abbé Pierre offrit celle-ci au dalaï-lama en août 1999, à l'occasion d'une visite conjointe dans la commune suisse de Saillon,.

#### Rencontres avec Eugen Drewermann
Le dalaï-lama et Eugen Drewermann ont dialogué lors de conférences publiques le 18 août 1991 et le 4 août 2005 à Zurich en Suisse.

#### Rencontres avec Dalil Boubakeur
En 1997, favorisant le dialogue entre musulmans et bouddhistes, Dalil Boubakeur reçoit à la Grande Mosquée de Paris le dalaï-lama qu'il rencontrera plus d'une dizaine de fois.

#### Rencontres avec Desmond Tutu
Le dalaï-lama rencontra son ami de longue date Desmond Tutu en 2004 lors d'une conférence organisée par Victor Chan à Vancouver, et ayant pour thème la paix et la réconciliation,.
Faute de visa, le dalaï-lama ne put se rendre aux célébrations des 80 ans de Desmond Tutu en octobre 2011. La justice sud-africaine qualifia d'illégal le retard dans la décision de délivrer ce visa. Desmond Tutu a rendu visite au dalaï-lama le 10 février 2012 à Dharamsala.

#### Appels duGlobal Council of Indian Christians
En avril 2009, le Global Council of Indian Christians a appelé le dalaï-lama à persuader les bouddhistes du Sri Lanka de poursuivre dans la voie de la paix et de la réconciliation.
En juillet 2010, le Global Council of Indian Christians (GCIC), une ONG d'obédience protestante qui milite contre les violences contre les chrétiens et qui craint une reproduction « bhoutanaise » des lois anti-conversion indiennes et des persécutions qui les ont accompagnées, a appelé le dalaï-lama à prendre position contre un projet de loi anti-conversion du gouvernement du Bhoutan, projet qui ne « respecte pas la voie de la tolérance enseignée par le Bouddha ».

#### Relations avec Thich Quang Do, patriarche de l'Église bouddhiste unifiée du Viêt Nam
Le dalaï-lama lança plusieurs appels dans les années 1990 pour obtenir la libération du patriarche de l'Église bouddhiste unifiée du Vietnam (EBUV), Thich Quang Do, emprisonné à plusieurs reprises. Amnistié en 1998, Thich Quang Do en fut informé par Vo Van Ai (en), porte-parole de l’EBUV à Paris. En 2012, Thich Quang Do, fit parvenir depuis le monastère Zen Thanh Minh à Saïgon où il est en résidence surveillée une lettre au dalaï-lama exprimant sa solidarité avec les Tibétains dans leur combat, après des auto-immolations,.

#### Relations avec des chefs spirituels hindous
La visite du dalaï-lama à la Kumbh Mela à Allahabad en janvier 2001 marqua le début de rencontres de deux grandes traditions spirituelles de l'Inde que sont le bouddhisme et l'hindouisme. Elle fut suivie d'interactions régulières privées et publiques avec nombre de chefs spirituels hindous tels que Ravi Shankar, Swami Prakasananda du Sree Narayana Trust (en), Dada Vaswani (en) et Shivakumara Swamiji. Peu après le 11 septembre 2001, Ravi Shankar et le dalaï-lama participèrent à un colloque organisé par la Bengal Chamber of Commerce and Industry (en) de Calcutta, envoyant un message de paix. En septembre 2004, ils participèrent tous deux aux célébrations du Guru Granth Sahib. En janvier 2008, avec Ravi Shankar, Baba Ramdev et l'ancien président de l'Inde A.P.J. Abdul Kalam, il participe à lancer Global Foundation for Civilisational Harmony qui vise à promouvoir la paix et l'harmonie dans le monde. En janvier 2009, avec Ravi Shankar, il consacra une statue du Bouddha à Gulbarga dans le Karnataka. Ravi Shankar rencontra pendant une heure le dalaï-lama en 2011 dans sa résidence de Dharamsala lors d'une visite de six jours qu'il effectua en Himachal Pradesh. En janvier 2014, lors d'une visite à Coimbatore, le dalaï-lama dévoila une statue commémorative à l'occasion du 150e anniversaire de la naissance de Vivekananda qu'il admire et dont il se considère un héritier tentant de mettre en pratique son rêve d'harmonie interreligieuse dans le monde.

### Relations avec d'autres composantes du bouddhisme tibétain

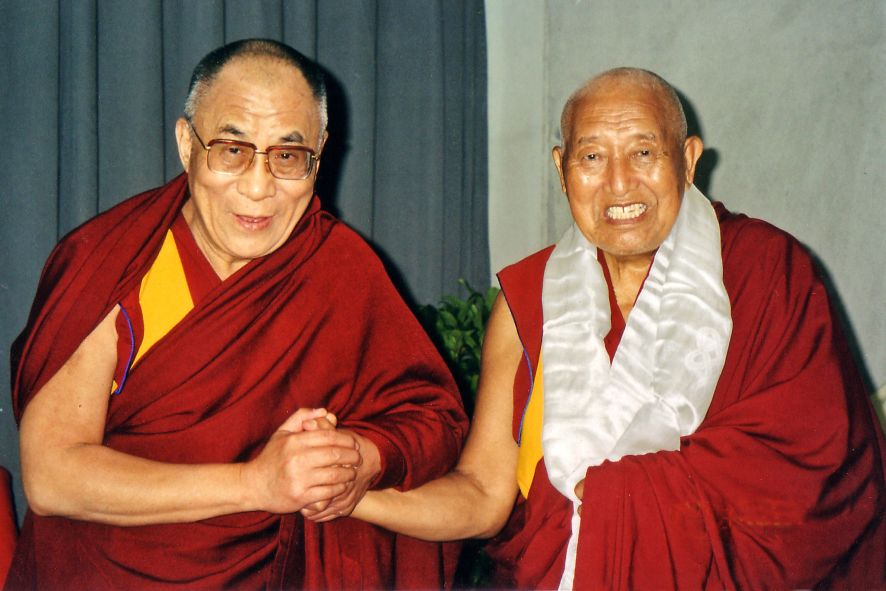
Le 14e dalaï-lama rencontre Lopön Tenzin Namdak, chef religieux bön en 1978.

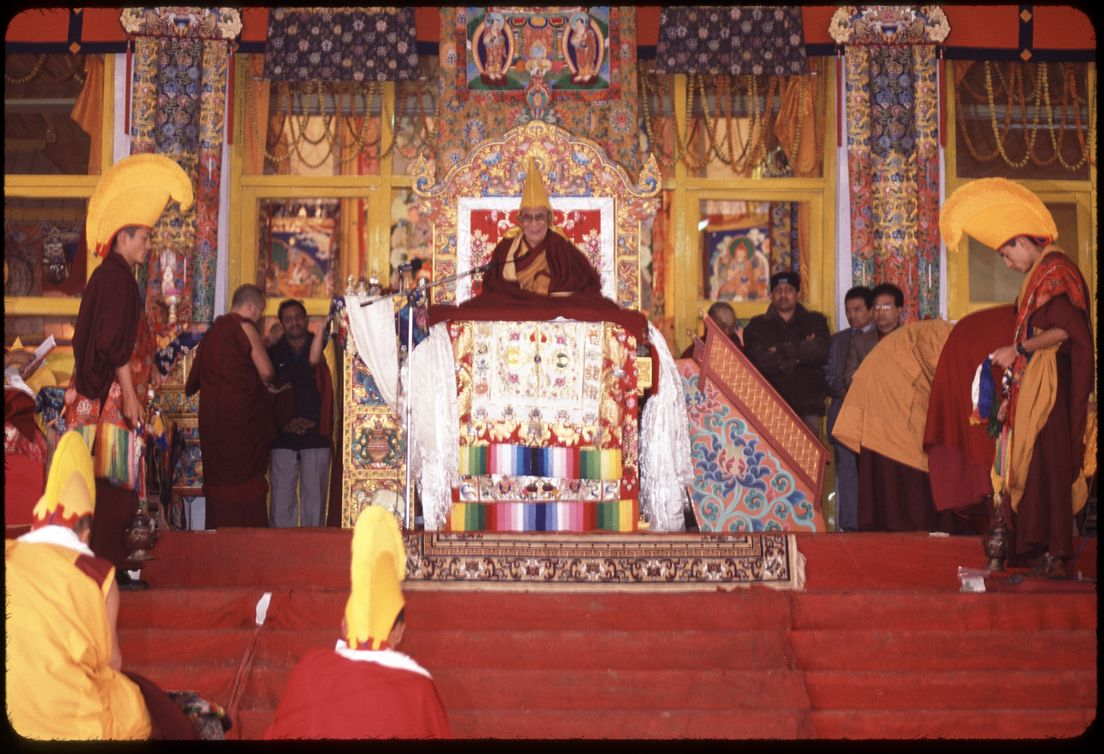
Le 14e dalaï-lama à Bodhgayâ en Inde en 2003 conférant l'enseignement du Kalachakra.

#### Relations avec le panchen-lama
Depuis le 5e dalaï-lama (1617-1682), qui offrit le monastère de Tashilhunpo et le titre de panchen-lama à son professeur, Lobsang Chökyi Gyaltsen, il est convenu que le dalaï-lama et le panchen-lama participent chacun à l'identification du successeur de l'autre.
Après la mort le 28 janvier 1989 du 10e panchen-lama, le dalaï-lama proposa au gouvernement de Pékin de dépêcher une délégation de hauts dignitaires religieux pour participer à la recherche de sa réincarnation, mais l’offre fut rejetée par la Chine. Le dalaï-lama organisa des recherches suivant les traditions tibétaines. En accord avec le choix de Chadrel Rinpoché au Tibet, le jeune Gedhun Choekyi Nyima, fils de nomades tibétains, fut sélectionné, et le 14 mai 1995, cet enfant de six ans fut officiellement reconnu par le dalaï-lama comme étant le 11e panchen-lama. Cet enfant a été enlevé à l'âge de six ans et maintenu sous surveillance, « pour sa sécurité », par le gouvernement chinois depuis le 17 mai 1995.
Le 29 novembre 1995, le gouvernement de la RPC, a désigné comme successeur du 10e panchen-lama, Gyancain Norbu, un enfant ayant, selon Gilles van Grasdorff, un lien de parenté avec Raidi, un membre du Parti communiste chinois qui était président du Comité permanent de l'Assemblée populaire de la Région autonome du Tibet à cette époque.

#### Relations avec le karmapa
Le 7 juin 1992, le 14e dalaï-lama reconnut officiellement Orgyen Trinley Dorje comme 17e karmapa, dirigeant d'une école du bouddhisme tibétain. Le 28 décembre 1999, Orgyen Trinley Dorjé entreprit la traversée de l’Himalaya qui allait le mener jusqu’à la résidence du dalaï-lama à Dharamsala dans le nord de l'Inde.

#### Relations avec la tradition Jonang
La tradition Jonang, considérée comme la 5e école du bouddhisme tibétain, a été reconnue par le 14e dalaï-lama, qui a désigné comme son représentant l'actuel Bogdo Gegen, Jampal Namdol Chokye Gyaltsen, âgé d'une soixantaine d'années, né à Lhassa. Identifié comme réincarnation du 8e Jebtsundamba à l'âge de quatre ans, il s'est enfui à Dharamsala (Inde) en 1959.

#### Dénonciation du culte bouddhiste tibétain de Dordjé Shougdèn
Dordjé Shougdèn, une déité du bouddhisme tibétain, est considéré comme un bouddha par ses adeptes qui seraient 100 000 dans le monde. Le dalaï-lama lui-même, sous l'influence de son premier précepteur, Trijang Rinpoché, s'était engagé dans la pratique de Dorjé Shougdèn, mais commença à la rejeter en 1976, accusant en 1996 les pratiquants de Shougdèn de vénérer un esprit constituant une menace pour le bien et la cause du Tibet. En 1997, Lobsang Gyatso et deux de ses étudiants furent assassinés dans le monastère de Namgyal du dalaï-lama. La police indienne attribua les faits à des pratiquants de la secte Dorjé Shougdèn sans que ces allégations n'aient pu être prouvées. Le 7 janvier 2008, il aurait condamné cette pratique spirituelle lors d'un discours prononcé dans le sud de l'Inde. Envoyé spécial rapporte que le dalaï-lama aurait déclaré : « À cause de cette déité, certains sont devenus violents. C’est intolérable, je ne veux plus de désordre dans les monastères et à ceux qui ne sont pas contents, dites-leur que le dalaï-lama approuve les expulsions ordonnées par les abbés dans les temples. » Selon des journalistes, cette condamnation fait peser une menace de scission. Les adeptes, ostracisés par la communauté tibétaine émigrée, sont ouvertement accusés par des proches du dalaï-lama de soutien à la Chine et de trahir la cause tibétaine. Le dalaï-lama, pour sa part, a affirmé que les institutions tibétaines en exil n'avaient pas expulsé les partisans de la pratique de Dordjé Shougdèn des camps de réfugiés en Inde.
À l’occasion de déplacements du dalaï-lama, des membres de la Société des pratiquants de Shougdèn (Western Shugden Society ou WWS), manifestèrent en 2008 en Angleterre, aux États-Unis, en Australie, en France, en Allemagne, pour revendiquer la liberté de religion et protester contre l’expulsion de moines de monastères en Inde,.

### Les trois engagements du dalaï-lama
Le dalaï-lama déclare avoir trois engagements : la promotion des valeurs humaines, celle de l'harmonie entre religions, et celle de la cause tibétaine, dans un ordre de priorité qu'il explique être relié à ses qualités d'être humain pour les 6 milliards de personnes, de bouddhiste pour la moitié de la population religieuse, et de Tibétain, pour les 6 millions de ses compatriotes et les 100 millions d'êtres humains qui dépendent de l'environnement écologique et géographique du Tibet où se trouvent les sources de la plupart des fleuves d'Asie,.

## Critiques

### Critiques à propos de l'apologie de la non-violence
Dans un essai publié en 2010 et intitulé Vegetarian Between Meals: The Dalai Lama, War, and Violence, le professeur Barry Sautman s'interroge sur la représentation universelle du dalaï-lama sous les traits d'un apôtre de la non-violence. Il affirme que le dalaï-lama, tout en prônant la non-violence en général, a apporté son soutien à un certain nombre de guerres, surtout celles de l'Inde et des États-Unis, les deux principaux protecteurs des exilés tibétains.
Dans un article publié par le site d'information sur le Tibet World Tibet News, l'écrivain et militant politique Josh Schrei affirme que l’essai de Sautman est une diffamation. Josh Schrei qualifie Sautman d’apologiste, qui prend parti pour un occupant totalitaire, une position que lui-même n'envie pas. Barry Sautman et Josh Schrei échangèrent par la suite des lettres adressées au site World Tibet News.

#### Point de vue du dalaï-lama sur la guerre
Le dalaï-lama déclare sur son site officiel qu'il est profondément opposé à la guerre, sans pour autant recommander l'apaisement. Il reconnaît nécessaire de maintenir une position forte pour contrecarrer une agression injuste. Il cite l'exemple de la Seconde Guerre mondiale comme étant entièrement justifiée pour « sauver la civilisation » de la tyrannie de l'Allemagne nazie, à l'instar de Winston Churchill. Il pense aussi que la Guerre de Corée est justifiée, parce qu'elle a donné à la Corée du Sud la possibilité de développer graduellement la démocratie. Il précise cependant que l'on ne peut juger si un conflit était justifié pour des raisons morales qu'avec le recul. Il affirme ainsi que nous pouvons voir maintenant que durant la Guerre froide, le principe de dissuasion nucléaire avait une certaine valeur. Il ajoute néanmoins qu'il est très difficile d'évaluer ces questions avec précision, que la guerre est la violence et que la violence est imprévisible. Il conclut qu'il vaut mieux éviter la guerre si possible, et ne jamais présumer pouvoir connaître à l'avance si son issue sera avantageuse ou non.

### Critique au sujet des émeutes de Lhassa de 2008
Selon l'agence Reuters, Dechen Chökyi Drönme, 12e Samding Dorje Phagmo, seule tulkou femme d'État au Tibet et vice-présidente du Comité permanent du Parlement régional de la Région autonome du Tibet, a déclaré à l'agence Chine nouvelle fin avril 2008 à propos des émeutes de Lhassa en mars 2008 que « les péchés du dalaï-lama et de ses partisans viol(ai)ent gravement les enseignements et préceptes fondamentaux du Bouddhisme et nuis(ai)ent gravement à l'ordre normal et à la bonne réputation du Bouddhisme tibétain traditionnel. »
Cependant, le 28 mars à Lhassa, des moines interrompirent le reportage de journalistes étrangers au temple de Jokhang qui rouvrait après 17 jours de fermeture, criant : « N'écoutez pas leurs mensonges ! Nous ne sommes pas libres ! Le dalaï-lama est innocent. Il ne nous a pas demandé de manifester », des images qui contredisaient la propagande officielle.

### Critiques de ses fréquentations
Dans les années 1980, Tenzin Gyatso déclare être « ami » de Shōkō Asahara, gourou de Aum Shinrikyō, mouvement sectaire connu pour être responsable de l'attentat au gaz sarin dans le métro de Tokyo en 1995, et auquel il aurait, bien avant l'attentat, délivré des lettres de recommandation,, ainsi qu'une mission de propager le bouddhisme au Japon : « Asahara a l'esprit d'un bouddha. Il a pour mission de rendre la vérité », et aurait reçu de l'argent du mouvement. Le dalaï-lama conteste la demande de propager le bouddhisme au Japon, déclarant « ne lui avoir donné aucune mission spéciale ». Une photo de Shoko Asahara remercié par le dalaï-lama a été prise. Cette amitié a troublé plusieurs observateurs après les événements, comme Christopher Hitchens, ou encore Shiro Matsumoto, professeur de bouddhisme à Komazawa University (en). Quelques jours après l'attentat, interviewé par Kyodo News, le dalaï-lama déclara que Asahara n'était en fait « qu’une connaissance plutôt que son disciple ». Le dalaï-lama a également fait amende honorable en déclarant que le fait d'avoir soutenu l’homme et son organisation montrait qu’il n’était « pas infaillible ni divin », ni un « Bouddha vivant ».
Selon Ian Reader, professeur d'études religieuses à l'université de Lancaster, le dalaï-lama a rencontré Shoko Asahara, comme nombre d'autres chefs religieux japonais, fut photographié avec lui, et l'a complimenté au travers de lettres officielles, ce qui fut utilisé par Aum Shinrikyo pour se construire une image d'une relation proche et d'approbation, ce que réfuta le dalaï-lama, indiquant que des actions violentes telles que celles dont Aum est accusé sont contraires aux enseignements bouddhistes. Selon l'écrivain Patrick French, les détracteurs du dalaï-lama l'accusent d'avoir été lié à Shoko Asahara. Selon Thomas Heberer, professeur de science politique et des études asiatiques à l'université de Duisbourg et Essen, la propagande chinoise lia le dalaï-lama à Shoko Asahara dès 1995.

### Inaction sur les viols et l'exploitation des disciples par des membres du clergé bouddhique
Le dalaï-lama et Matthieu Ricard sont accusés par deux journalistes, auteurs du documentaire Bouddhisme, la loi du silence diffusé sur Arte et d'un livre éponyme publié chez JC Lattès en 2022, d'inaction par rapport aux abus de pouvoir et violences sexuelles de différents maîtres de son école. Le dalaï-lama aurait été informé en 1993 d'accusations de viols, de violences et d'exploitation portées contre certains de ses membres comme Sogyal Rinpoché, fondateur des centres Rigpa, proche du dalaï-lama et auteur du livre à succès, « Le Livre tibétain de la vie et de la mort ».
Pourtant, en 1994 lors d'une conférence pour les enseignants bouddhistes occidentaux où la question fut abordé, le 14e dalaï-lama conseilla aux disciples : « critiquez ouvertement [...] s'il existe des preuves irréfutables d'actes répréhensibles, les enseignants doivent y être confrontés. Ils devraient être autorisés à admettre leurs torts, à faire amende honorable et à suivre un processus de réhabilitation. Si un enseignant ne répond pas, les élèves doivent publier la situation dans un journal, sans omettre le nom de l'enseignant ». En 2001, il a conseillé aux disciples de vérifier attentivement les qualifications d'un maître et « quand chaque fois qu'il y a exploitation, abus sexuel ou abus d'argent, rendez-les publics ».
Il a néanmoins refusé de signer en 1996 une charte de bonne conduite pour les lamas, proposée lors d'une réunion de crise à Dharamsala par des pratiquants occidentaux.

### Incident avec un enfant au temple de Dharamsala
Dans une vidéo de février 2023, le dalaï-lama a été enregistré en train d'embrasser un jeune garçon sur les lèvres et de demander à l'enfant de lui sucer la langue,. La réunion a eu lieu au temple du dalaï-lama à Dharamsala en Inde. Près de 100 étudiants étaient présents, ainsi que la mère du garçon, fiduciaire de l'organisateur de l'événement,. Son fils avait demandé et reçu un câlin. Le dalaï-lama a alors pointé sa joue et ses lèvres, demandant et recevant deux baisers, tirant le menton de l'enfant pendant le second,,. Il a ensuite dit « suce moi la langue », en l'étirant. Bien que le garçon ait eu un mouvement de recul, les deux ont fini par se rapprocher et se presser à nouveau la tête,. La vidéo de cette réunion a refait surface en avril 2023 et la conduite du dalaï-lama a été condamnée par beaucoup qui l'ont qualifiée d'« inappropriée », de « scandaleuse » et de « dégoûtante ». La journaliste indienne Nilanjana Bhowick a fait remarquer que montrer la langue, ce n'est pas la même chose que de demander à un enfant mineur de la sucer. La militante des droits de l'enfant Shola Mos-Shogbamimu a déclaré que l'on ne devait pas banaliser des attouchements sur mineur en les faisant passer pour des taquineries.
Le bureau du dalaï-lama a publié une déclaration disant que le dalaï-lama taquine souvent « de manière innocente et ludique », ajoutant qu'il veut s'excuser auprès des personnes impliquées « pour le mal que ses paroles ont pu causer » et « regrette l'incident ».
Des journalistes tibétains ont fait valoir que les plus indignés par l'événement étaient des non-Tibétains qui ignoraient son contexte culturel et son intention, ainsi que la signification du mouvement de la langue du dalaï-lama — un geste courant au Tibet. En outre, « suce ma langue » est une mauvaise traduction de l'expression tibétaine nge che le jip, correspondant à une taquinerie des aînés envers les enfants,,,. Penpa Tsering, le chef politique de l'administration centrale tibétaine, affirme, sans donner de preuve, que des « sources pro-chinoises » sont impliquées dans sa propagation virale sur les réseaux sociaux, ajoutant que « l'angle politique de cet incident ne peut être ignoré ». Selon le TCHRD, bien que la Chine ait interdit toute image et les discussions sur le dalaï-lama, la vidéo controversée a été largement diffusée sur les médias sociaux chinois, et un enseignant tibétain au Tibet aurait été arrêté pour avoir exprimé sa joie de la voir.
Le garçon, Kiyan Kanodia, à qui Radio Free Asia a demandé comment il se sentait après avoir rencontré le dalaï-lama, a répondu qu'il se sentait béni avec « une énergie positive » et son grand-père, Basant Bansal, a fait des remarques similaires.

## Prises de position sur des questions politiques, sociales, humaines

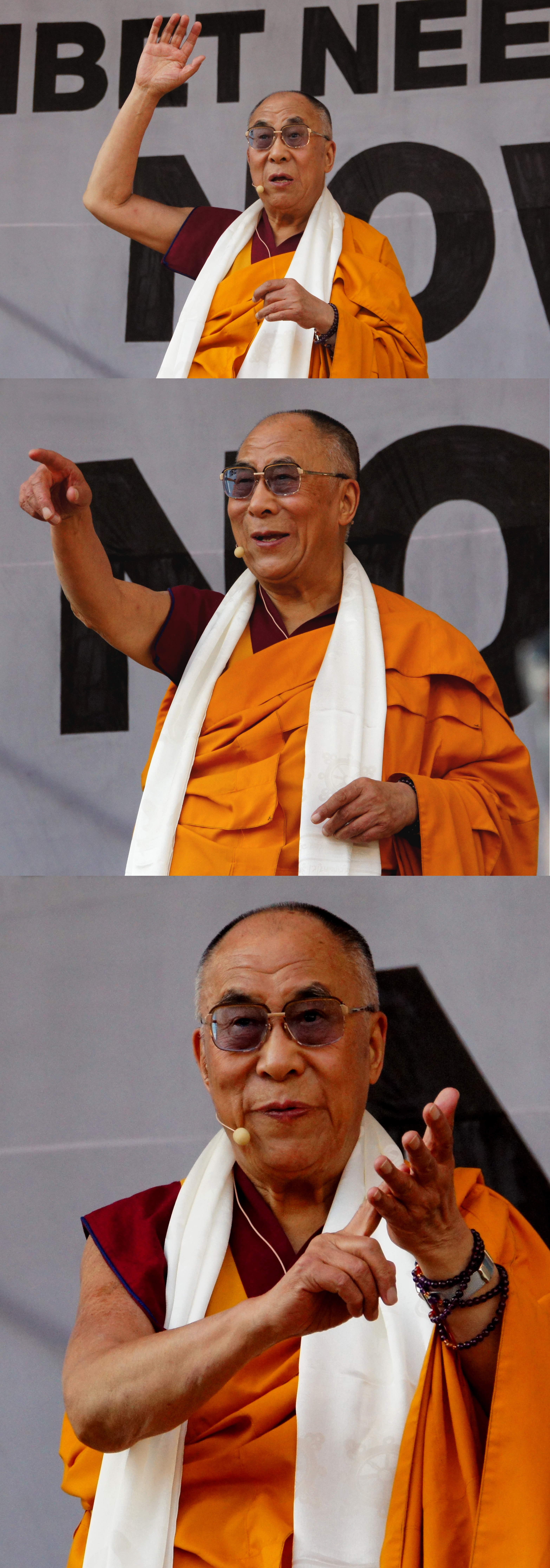
Vienne, Autriche, en 2012.

### Vers une3evoie politique
Le bouddhisme a construit progressivement un projet sur le champ politique, en particulier par la voix du dalaï-lama. Tenzin Gyatso intervient depuis plusieurs années dans le débat public, ébauchant ce que Thierry Mathé appelle une « 3e voie », située entre le capitalisme et le socialisme, en dehors des utopies idéologiques. Cette voie a pour base la réalité et non un modèle ; elle est à l'écart des extrêmes, même religieux. Ainsi, le dalaï-lama déclare en 1997 « le bouddhisme se situe à mi-chemin entre le matérialisme radical et l'acte de foi absolu »,. Cette « 3e voie » pourrait être appelée « politique de la bienveillance » comme Howard C. Cutler (en) la caractérise,.

### Compassion et sagesse
À l'occasion d'un discours prononcé en 1984, le dalaï-lama déclarait :
« La pratique de la compassion et de la sagesse est utile à tous, particulièrement à ceux qui ont des responsabilités nationales et qui ont entre leurs mains le pouvoir et la possibilité de mettre sur pied une structure rendant possible la paix dans le monde. »
Pour Barry Sautman, la compassion du dalaï-lama est déconnectée de grandes luttes bien précises menées par les opprimés, comme celles contre l'apartheid en Afrique du Sud et l'occupation de territoires palestiniens.
Pourtant, après l'arrestation de Nelson Mandela, Walter Sisulu et Govan Mbeki le 11 juillet 1963, le dalaï-lama signa avec 143 autres personnalités une pétition internationale appelant la communauté internationale à dénoncer non seulement les arrestations mais les législations de l'apartheid. Dans son ouvrage publié en 2008, Robert A.F. Thurman écrit que le dalaï-lama avait été en contact avec Nelson Mandela, et l'avait incité à orienter le Congrès national africain dans la voie de la non-violence.
Concernant le conflit israélo-palestinien, le dalaï-lama a visité Israël à plusieurs reprises depuis 1994, et s'est exprimé officiellement en 2006 à ce sujet. Dans une déclaration datant de janvier 2009, le dalaï-lama exhorta les Israéliens et les Palestiniens à mettre fin au combat et à commencer à se respecter mutuellement.

### Peine de mort
Le 14e dalaï-lama est opposé à la peine de mort. Dans un appel lancé en 2005 pour l'abolition, il a déclaré que les criminels devraient être traités « avec compassion et non pas avec colère » et qu'il fallait « les condamner pour leur faire comprendre qu’ils ont commis de mauvaises actions, mais aussi leur montrer qu’ils font toujours partie de la société et qu’ils peuvent changer ».

### Guerre
Selon le Lt Col M. C. Sharma, en 1971, lors de la Troisième guerre indo-pakistanaise, le dalaï-lama donna son accord pour que les Forces spéciales des frontières, un régiment de Tibétains créé au sein de l'armée indienne en 1962 pour lutter, selon Amitava Sanyal, contre l'armée chinoise au Tibet vers la fin de la guerre sino-indienne, pour diriger des opérations secrètes derrière les lignes chinoises dans l'éventualité d'une nouvelle guerre sino-indienne selon d'autres auteurs, combatte l'armée pakistanaise dans les Chittagong Hill Tracts comme les Mukti Bahini.
Cependant, pour le journaliste Manas Paul, le dalaï-lama a toujours conservé une distance vis-à-vis des Forces spéciales des frontières, sans soutenir ni s'opposer à l'initiative indienne.
En octobre 2001, accueilli au Parlement européen par Nicole Fontaine, le dalaï-lama prononça un discours où il proposait une approche pacifique des relations internationales et du dialogue interreligieux du Tibet à l'Afghanistan.

#### Bombardements américains en Afghanistan en 2001
Le 24 octobre 2001, au cours d'une conférence de presse ayant suivi son discours au Parlement européen, le dalaï-lama déclara : 
« Je suis surpris et j'admire le fait que, en ce moment, contrairement à ce qui s'est passé pendant les deux guerres mondiales, la guerre de Corée et la guerre du Viêt Nam, les États-Unis sont très, très prudents dans la sélection de leurs cibles, et qu'ils prennent un maximum de précaution pour éviter des pertes civiles » en Afghanistan, ajoutant cependant « je pense que les méthodes non violentes sont plus appropriées, plus efficaces pour lutter contre le terrorisme », « les bombes ne peuvent détruire que les choses physiques, pas les pensées ou les émotions »,.

#### Guerre d'Irak
En mars 2003, le dalaï-lama avait déclaré, alors que la menace de la guerre en Irak était dans tous les esprits : « La guerre doit être reléguée dans les poubelles de l’histoire » … « Quand les armes parlent, le résultat est la mort et la destruction. Les armes ne distingueront pas entre l’innocent et le coupable. Un missile, une fois envoyé, ne respectera pas les innocents, les pauvres, les sans défense, ou ceux dignes de compassion. Par conséquent, les vrais perdants seront les pauvres et les sans défense, ceux qui sont complètement innocents, et ceux qui mènent une existence simple ».
En septembre de la même année, après avoir rencontré le président américain Bush, le dalaï-lama devait déclarer, lors d'un entretien accordé à l'agence Associated Press, qu'il était trop tôt pour juger si la guerre en Irak (pays envahi quelques mois plus tôt) était justifiée. « Je crois que l'histoire le dira », a-t-il ajouté.
En avril 2009, il a critiqué les guerres américaines en Afghanistan et en Irak, comparant les États-Unis à la Chine, critiquée pour sa répression des manifestants tibétains en 2008.

### Armes nucléaires et leur possession

#### Essais nucléaires chinois
Après le premier essai nucléaire de la RPC en 1964 le dalaï-lama déclara le 10 mars 1965 : « La gravité de la situation a été renforcée par les récents essais nucléaires chinois. Jusque-là, les puissances nucléaires ont montré beaucoup de mesure parce qu’elles réalisent pleinement que l’utilisation de l’arme atomique serait désastreuse pour l’humanité. Les autorités chinoises adopteront-elles la même réserve, une fois qu’elles seront en possession de bombes parfaitement opérationnelles ? Je crains qu’on ne puisse raisonnablement attendre une telle modération de la part d’un gouvernement dont l’ambition insensée ne connaît pas Dieu et ne respecte aucune limite ».

#### Essais nucléaires indiens
Lorsque l'Inde procéda à l'essai nucléaire de Pokhran en 1998, entraînant des protestations de la part des pays développés, le dalaï-lama se prononça en faveur du droit de son pays d'accueil à la détention et la rétention de l'arme nucléaire :
« Je pense que les armes nucléaires sont trop dangereuses. Aussi devons-nous tout faire pour leur élimination. Cependant, partir du principe que peu de nations méritent de posséder des armes nucléaires et que le reste du monde ne le mérite pas, cela n'est pas démocratique. Les nations développées ne doivent pas faire pression sur l'Inde pour que celle-ci se débarrasse de ses armes nucléaires. »
Selon la Federation of American Scientists citant le Daily News, le dalaï-lama aurait exhorté l'Inde de ne pas répondre à la pression des nations développées pour arrêter son programme nucléaire et aurait dit qu'avec ces essais, l'Inde a prouvé qu'elle n'est plus une nation sous-développée et devrait avoir le même accès aux armes nucléaires que les pays en voie de développement, bien qu’il continue de promouvoir la paix et le désarmement nucléaire.
Les essais nucléaires indiens firent suite aux essais pakistanais. Lors de son audition à la Commission des affaires étrangères en 1998, le dalaï-lama a insisté sur l’importance de l'élimination par étapes et complète des armes nucléaires, et a regretté les essais de l'Inde et du Pakistan qui risquent d'entraîner d’autres pays. Il a rappelé qu’il n'est cependant pas équitable que seuls cinq pays, membres du Conseil de Sécurité de l’ONU, disposent des armes nucléaires.

#### Appel à l'abolition des armes nucléaires
Le 1er novembre 2006, depuis Hiroshima, le dalaï-lama lança un appel à l'abolition des armes nucléaires.

### Armes à feu dans les écoles aux États-Unis
En 2001, selon le journaliste Hal Berton du Seattle Times, le dalaï-lama, invité à parler devant 7 600 élèves de secondaire de l'Oregon et du sud-ouest de Washington dans un établissement scolaire à Portland, discuta pendant plus d'une heure, exhortant les étudiants à briser le cycle de la violence qui peut affecter leurs vies et celle des écoles. Son message résonna à une époque où les écoles américaines doivent être sur leurs gardes contre les actes de violence perpétrés par des étudiants armés. Dans le public, se trouvaient 35 élèves de Thurston High School (en) à Springfield où Kip Kinkel tua ses parents et perpétua une tuerie scolaire en Oregon en 1998, tuant deux étudiants et en blessant 24 autres. En réponse à une lycéenne qui demandait comment réagir devant quelqu'un qui vise un camarade de classe, il déclara que si les actes de violence ne devaient pas être oubliés, il fallait cependant accorder son pardon à leurs auteurs. Mais si quelqu'un muni d'une arme à feu essaie de vous tuer, déclara-t-il, il serait judicieux que vous ripostiez avec votre propre arme à feu, en visant non pas la tête, où la blessure pourrait être mortelle, mais une autre partie du corps, la jambe par exemple.
En mai 2013, en visite à La Nouvelle-Orléans cinq jours après une fusillade survenue durant un défilé pour la fête des Mères, il déclara « La seule chose que je dis aux gens, c'est que le véritable « contrôle des armes » commence ici », en pointant son cœur. « Nous devons éduquer. La condition humaine fondamentale c'est la compassion morale ».

### Marxisme
Le dalaï-lama se considère comme un sympathisant du marxisme, et a déclaré : « Les communistes se préoccupent avant tout d’égalité et des droits des indigents. »
Critiquant les inégalités sociales en Chine, il s'affirme plus marxiste que les dirigeants chinois, critiquant la prééminence de l’argent, le fossé entre riches et pauvres, la corruption qui en découle, et l’exploitation notamment celle des enfants, qu’il qualifie d’impensable dans une Chine socialiste dirigée par un parti marxiste.
Toutefois, il reproche à la doctrine communiste de s'appuyer sur des prémisses erronées incompatibles avec l'objectif visé. La dialectique marxiste basée sur des oppositions de classes conduisant à une pacification ultime n'est pas compatible avec la conception bouddhiste selon laquelle de telles oppositions ne peuvent qu'alimenter le cercle vicieux des oppositions. Le dalaï-lama est cependant d'accord avec Marx pour qui les oppositions de classes n'existent que conceptuellement du fait du crédit qu'on leur donne. Selon la logique bouddhiste, il suffit de rétablir la perception juste de l'inexistence inhérente des classes pour que l'opposition disparaisse d'elle-même sans lutte. Pour le dalaï-lama, la dialectique de la violence de Marx lui a été inspirée par son état d'esprit tourmenté, du fait qu'il n'arrivait pas à dépasser ses difficultés quotidiennes autrement que par une opposition systématique, nourrissant d'autres antagonismes à l'origine de la vie chaotique qui fut la sienne. Le dalaï-lama envisage une autre voie pour aboutir à une société sans classe, par dépassement compassionnel des oppositions, par consentement progressif, un processus de conversion des cœurs plus long mais plus sûr. Dans l'attente, la démocratie, en dépit de ses imperfections et de ses injustices permet la liberté civile nécessaire à ce long cheminement. Ainsi, même si le dalaï-lama préfère sur un plan théorique le communisme, il remarque qu'en pratique, les pays capitalistes démocratiques laissent bien plus de liberté à l'homme.

### Éthique laïque
Le dalaï-lama a consacré un livre complet à l'éthique laïque, intitulé Sagesse ancienne, monde moderne - Éthique pour le nouveau millénaire. Selon le dalaï-lama, la compassion et l'affection sont des valeurs humaines indépendantes des religions : « Nous avons besoin de ces valeurs humaines. Je les appelle valeurs éthiques laïques, ou convictions laïques. Elles sont sans relation avec une religion particulière. Même sans religion, même agnostique, nous avons la capacité pour promouvoir ces valeurs ».

### Homosexualité
Lorsqu'on l'interrogea sur le sujet de l'homosexualité dans les premières années de son exil, le dalaï-lama fit une lecture dans la continuité des préceptes bouddhistes condamnant implicitement les relations homosexuelles (mais pas l'homosexualité en tant que telle). Pour Éric Rommeluère, l'évolution de sa position est jugée exemplaire, le dalaï-lama s'étant publiquement excusé après que la communauté homosexuelle américaine s'est déclarée blessée par ses déclarations, en déclarant que « seuls le respect et l'attention à l'autre devaient gouverner la relation d'un couple, qu'il soit hétérosexuel ou homosexuel ».
En 1993, dans un entretien à Marzens, le dalaï-lama déclarait : « L'homosexualité, qu'elle soit entre hommes ou femmes, n'est pas en soi incorrecte. Ce qui l'est, c'est l'usage d'organes définis précédemment comme inadéquats lors de contacts sexuels. » En 2001, dans un entretien au magazine Le Point, il qualifiait l'homosexualité se référant aux préceptes du bouddhisme : « Cela fait partie de ce que nous, les bouddhistes, appelons « une mauvaise conduite sexuelle ». Les organes sexuels ont été créés pour la reproduction entre l'élément masculin et l'élément féminin et tout ce qui en dévie n'est pas acceptable d'un point de vue bouddhiste [il énumère des doigts] : entre un homme et un homme, une femme et une autre femme, dans la bouche, l'anus, ou même en utilisant la main [il mime le geste de la masturbation] ». Dans un ouvrage publié en 2001, il écrit : « Je pense que, selon le bouddhisme en général, l'homosexualité constitue surtout une faute par rapport à certains préceptes, mais elle n'est pas nuisible en soi, contrairement au viol, au meurtre ou à d'autres actes qui font souffrir autrui. Il en va de même de la masturbation. C'est pourquoi il n'y a aucune raison de rejeter les homosexuels ou d'avoir envers eux une attitude discriminatoire. »
En 2005, dans un entretien au magazine Metro, il déclarait : « Comme le christianisme, le bouddhisme recommande d’éviter les relations sexuelles avec quelqu’un du même sexe. Mais, d’un point de vue social, cela ne pose pas de problème pour les gens n’ayant pas de foi particulière, du moment que les rapports sont protégés ».
Cependant, en 2013, le dalaï-lama rejuge les écrits anciens de façon plus sévère. Il souligne que les temps ont changé et ajoute : « Si l’on s’aime avec sincérité, tous les orifices peuvent être éventuellement appropriés ».
Le dalaï-lama déclara en mars 2014 qu'il n'a aucune objection au mariage homosexuel, estimant que cela relève de « la loi de chaque pays » : « si deux personnes, un couple, estiment que c'est plus pratique, que cela les satisfait plus et que les deux côtés sont d'accord, alors d'accord ».

### Extension du mode de vie occidental
Lors d'une conférence sur l'environnement organisée le 20 avril 2008 par l'université du Michigan à Ann Arbor aux États-Unis, le dalaï-lama a notamment pris position sur la question du bien-fondé de l'extension du mode de vie occidental à toute la planète :
« Il n'y a tout simplement pas assez de ressources naturelles sur la planète pour faire vivre la totalité des six milliards d'habitants de la terre selon le mode de vie occidental. Comme il y a une limite aux ressources naturelles extérieures mais qu'il n'y en a pas aux ressources intérieures, il vaut mieux rechercher le contentement et la paix que les biens matériels. »
Environ 7 000 personnes ont assisté à la conférence du dalaï-lama et ont apprécié son message selon une journaliste.
Dans ses entretiens avec Fabien Ouaki, il expliquait : 
« Le concept économique le plus répandu en Occident veut que, tous les ans, les gens et les nations accroissent leurs revenus. […] Nous devrons forcément un jour ou l'autre abandonner cette attitude désuète. […] En Angleterre, j'ai discuté avec des experts des ressources planétaires. […] J'en conclus qu'il faut réviser cette croyance en l'augmentation annuelle du PNB, et rapidement. Le principe est faux à la base : nous ne pouvons pas continuer de la sorte à vouloir produire et consommer toujours plus d'année en année. »

### Végétarisme
À l'âge de 13 ou 14 ans, le dalaï-lama avait demandé que les grandes fêtes à Lhassa, rassemblant notamment les grands lamas, soient végétariennes. En fait, même s’il considère que chacun doit décider individuellement d’être végétarien ou non, il demande que lors des enseignements, rassemblements et fêtes des centres bouddhistes, la nourriture soit exclusivement végétarienne, afin que cela corresponde à l’idéal bouddhiste de ne pas vivre de la souffrance des êtres. Lui-même devint complètement végétarien en 1965 et le resta pendant 20 mois, à la suite de quoi il contracta une hépatite et des médecins tibétains, comme des médecins conventionnels, lui conseillèrent de reprendre un régime non végétarien. Cependant, il s’efforce de manger le moins de viande possible.
Selon Olga Kahler, épouse du président de l'Union végétarienne internationale, le dalaï-lama serait devenu végétarien, à son arrivée en Inde en 1959, pour manifester sa gratitude au peuple indien de l'avoir accueilli ainsi que 60 000 autres réfugiés tibétains. Cependant, selon Mary Craig, il a décidé de devenir végétarien après avoir assisté à la mort d'un poulet égorgé en 1965. Son régime consistait en un régime végétarien strict, excluant la consommation de viande et d'œufs,.
Dans un entretien avec la journaliste Mary S. Aikins publié en 2004, le dalaï-lama évoque en ces termes son expérience du végétarisme : « Au début des années 1960, je suis devenu végétarien, et suis resté strictement végétarien pendant près de deux ans. Mais j'ai contracté une hépatite et me suis remis à mon ancien régime. Pendant un temps, c'était végétarien un jour, non végétarien le lendemain ».
En 1967, le dalaï-lama fut invité à prononcer le discours inaugural du 19e congrès végétarien international à New Delhi en Inde. Il y fit l'apologie du végétarisme, déclarant qu'il existait tellement de produits remplaçant la viande qu'il n'était pas nécessaire d'abattre des animaux pour la consommation humaine. Lors d'un discours prononcé en public à Seattle en 1995, le dalaï-lama déclara qu'il s'efforçait d'être végétarien en permanence, mais qu'il trouvait que c'était trop difficile. Il ajouta qu'il mangeait de la viande un jour sur deux, et qu'en divisant sa consommation de viande par deux, il tentait d'influencer en douceur ses adeptes.
Aujourd'hui, la cuisine du dalaï-lama à Dharamsala est totalement végétarienne. Cependant, lors de ses déplacements, il n'est pas forcément végétarien. Ainsi, en 2007, à Madison, le dalaï-lama honora de sa présence un dîner destiné à lever des fonds pour le Deer Park Buddhist Center and Monastery. Les journalistes présents rapportent qu'il consomma la viande servie (poitrine de faisan farci, rôti de veau, soupe d'asperges au poulet).
Dans une interview publiée dans Prospect, l'ancien Beatles, Paul McCartney déclara qu'il avait écrit au dalaï-lama pour lui reprocher de ne pas être totalement végétarien, en contradiction avec sa déclaration selon laquelle « en tant que bouddhistes, nous croyons qu'il ne faut infliger de souffrances à aucun être sensible. ». Comme le dalaï-lama lui a répondu qu'il avait besoin de manger de la viande selon ses médecins, McCartney lui répondit qu'ils avaient tort,.
En juin 2004, le dalaï-lama s'est opposé à l'ouverture d'un restaurant d'une chaîne de restauration rapide au Tibet au motif que « le soutien apporté par cette société […] à l'abattage massif d'animaux violait les valeurs tibétaines ». La lettre adressée par le dalaï-lama fut rendue publique par l’association PETA. En juin 2004, le projet fut abandonné.
Lors de sa visite en France (à Aubry-le-Panthou dans l'Orne) en 2008, le dalaï-lama a donné à nouveau son point de vue sur l’importance de limiter la consommation de viande.
Selon Carlo Blanco[Qui ?] qui s’est rendu au Tibet en 2008 neuf mois après les troubles au Tibet, les conseils du dalaï-lama et ceux du karmapa font que de plus en plus de Tibétains limitent leur alimentation carnée. Le végétarisme est devenu populaire au Tibet.[pertinence contestée]

### Cannabis médical
En 2013, en visite au Mexique qui envisage de légaliser le cannabis, le dalaï-lama a déclaré qu'il soutient son usage à des fins médicales, mais il ne soutient pas l'usage de cette drogue à des fins récréatives.

### Sévices sexuels de Sogyal Rinpoché
En 2008, le lama tibétain Sogyal Rinpoché, fondateur des centres Rigpa en Occident, a accueilli le dalaï-lama pour l'inauguration du centre de Lérab Ling, dans l'Hérault, près de Lodève, en compagnie de Carla Bruni, Bernard Kouchner et Rama Yade alors qu'il est accusé de sévices sexuels sur ses fidèles dès les années 1990.
En 2018, le dalaï-lama déclare être au courant d'agressions sexuelles par des enseignants bouddhistes, depuis 1993, précise-t-il à la télévision néerlandaise NOS.
En parallèle, son représentant, Tseten Samdup Chhoekyapa, écrit à des victimes d'agressions sexuelles aux Pays-Bas que le dalaï-lama « a toujours dénoncé un tel comportement irresponsable et contraire à l'éthique » et qu'« il a recommandé d'avertir les enseignants qu'un tel comportement est intolérable et doit cesser ».

### Immigration et identité européenne
Le dalaï-lama a un point de vue controversé sur la crise migratoire en Europe, déclarant que « L’Europe est pour les Européens » et que l'accueil des réfugiés devrait être temporaire avant leur retour « pour reconstruire leur propre pays »,.
Dans un entretien en 2016, il juge qu'il y a trop de réfugiés en Europe et qu'à terme cela pourrait remettre en cause l'identité des nations européennes. « L’Europe, l’Allemagne en particulier, ne peut devenir un pays arabe, l’Allemagne est l’Allemagne. » Ces propos ont suscité une polémique sur Twitter en étant relayés par l'extrême-droite française, utilisant la notoriété du dalaï-lama pour critiquer la politique d'immigration européenne, notamment Marion Maréchal Le Pen, Nicolas Bay et Marie-Christine Arnautu.
En juin 2019, au cours d'une interview à la BBC, il a déclaré qu'un « nombre limité » de réfugiés devraient être autorisés à rester en Europe, les autres retourneraient dans leur pays avec des compétences après avoir reçu éducation et formation ; expliquant que « sinon, toute l’Europe deviendra un jour musulmane ou africaine ». Cet entretien a suscité une polémique, ce qui a poussé le bureau du dalaï-lama à répondre par un communiqué de presse.

### L'avenir du Tibet
Dans Une voix pour les sans-voix, le dalaï-lama publie en 2025 un guide à l’intention de ses successeurs pour l’avenir du Tibet dans l'objectif d'une autonomie réelle en Chine, décrivant ses tentatives de négociations avec les dirigeants chinois. Il déclare « Ce n’est qu’en créant un climat où les deux parties peuvent se parler et négocier librement qu’une paix durable sera possible ». Il écrit : « Puisque le but d’une réincarnation est de poursuivre l’œuvre de son prédécesseur, le nouveau dalaï-lama naîtra dans le monde libre afin que la mission traditionnelle du dalaï-lama – c’est-à-dire être la voix de la compassion universelle, le chef spirituel du bouddhisme tibétain et le symbole du Tibet incarnant les aspirations du peuple tibétain – se poursuive ».

## Santé
En janvier 2016, le dalaï-lama est hospitalisé à la Mayo Clinic pour un traitement de la prostate et prévoit d'être de retour à Dharamsala en mars et d'y reprendre ses activités habituelles. Atteint d'un cancer de la prostate, il est traité efficacement par radiothérapie. Le diagnostic de cancer de la prostate a été qualifié ultérieurement de "faux" et "sans fondement" par son médecin personnel, le docteur Tseten Dorjee.
Le 6 mars 2021, il reçoit une première dose du vaccin contre la Covid-19 d'AstraZeneca à l'hôpital Zonal à Dharamsala et appelle à se faire vacciner.

## Le dernier dalaï-lama
Glenn H. Mullin expose comment il fut impliqué à la fin des années 1970, dans une rumeur selon laquelle Tenzin Gyatso serait le dernier dans la lignée des dalaï-lamas qui prit une ampleur telle qu'une biographie sur le 14e dalaï-lama fut publiée sous ce titre provocateur : Le Dernier Dalaï-Lama ?
En février 2010, le dalaï-lama a déclaré : 
« Si une majorité de Tibétains a le sentiment que l'institution du dalaï-lama n'a plus de sens, alors cette institution doit cesser d'exister, il n'y a aucun problème », ajoutant en riant « il semblerait que les Chinois soient plus inquiets pour cette institution que moi ».
En mars 2011, le 14e dalaï-lama demanda au Parlement tibétain en exil un amendement constitutionnel permettant d'acter sa retraite politique, pour lui l'institution des dalaï-lamas est dépassée et doit laisser place à la démocratie. Le 3 avril 2011, lors d'une vidéoconférence entre trois dissidents chinois et le dalaï-lama, ce dernier, répondant à ses interlocuteurs qui lui demandaient son avis sur la réforme du système de réincarnation, déclara que les autres pays bouddhistes ne reconnaissaient pas ce système, que celui-ci instaurait une hiérarchie dans la société tibétaine et qu'il n'était plus nécessaire d'avoir un dalaï-lama qui soit le chef à la fois spirituel et temporel du peuple tibétain.
Au Tibet, le panchen-lama assurerait la responsabilité du dalaï-lama s'il venait à disparaître, mais on ignore où se trouve le 11e panchen-lama désigné par le 14e dalaï-lama. De plus le dialogue tibéto-chinois est au point mort depuis janvier 2010. Aussi le dalaï-lama aborde-t-il la question de sa succession lors d'une réunion de trois jours à Dharamsala débutant le 23 septembre 2011. L'un de ses successeurs potentiels (prétendant à être le 17e karmapa, avec Trinley Thaye Dorje), Orgyen Trinley Dorjé, qu'un câble diplomatique récupéré par WikiLeaks surnommait le « Obama Lama », participera à cette réunion,.
En mai 2012, il affirme qu'il pourrait être le dernier dalaï-lama, et que nombre de jeunes moines bouddhistes, dont le karmapa, pourraient devenir les chefs spirituels du bouddhisme tibétain.
Le 7 septembre 2014, il annonce officiellement qu'il sera le dernier de la lignée précisant que l'institution était principalement importante en raison de son pouvoir politique : « L'institution du dalaï-lama existe maintenant depuis près de cinq siècles. Cette tradition peut maintenant s'arrêter avec le quatorzième dalaï-lama, qui est très aimé. Si un quinzième dalaï-lama venait et faisait honte à la fonction, l'institution serait ridiculisée. […] Les gens qui pensent en termes politiques doivent avoir conscience par conséquent que cette période de quelque quatre cent cinquante ans où nous avons eu cette institution du dalaï-lama devrait avoir fait son temps ».
Il déclare : « Un jour, vous apprendrez que le dalaï-lama est décédé, mais je reviendrai, même si l'institution du dalaï-lama n'est plus reconnue. Je serai de retour ».

## Succession
Le 2 juillet 2025, quelques jours avant son 90e anniversaire, le dalaï-lama lit un communiqué dans lequel il se prononce en faveur du maintien de l'institution qu'il incarne. Ce message est vu par les spécialistes du Tibet comme une réponse vis-à-vis de la Chine, qui entend s'immiscer dans la désignation de son successeur.
Le dalaï-lama a précisé que sa réincarnation devra naître « dans le monde libre », c'est-à-dire hors de Chine continentale. Mao Ning, porte-parole du ministère des Affaires Étrangères chinois, affirme quant à elle que le futur chef spirituel tibétain devra être déterminé par tirage au sort et soumis à l'approbation du gouvernement central. 
Amnesty International dénonce « un assaut direct contre le droit à la liberté de religion ou de croyance ».

## Reconnaissances internationales et honneurs

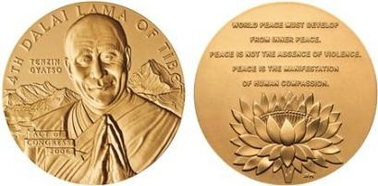
La médaille d'or du Congrès a été décernée à Tenzin Gyatso en 2006 par un vote du Congrès des États-Unis.

Le dalaï-lama a reçu de nombreux prix en raison de ses activités spirituelles et politiques dans le monde,. Le 22 juin 2006, il est devenu la troisième personnalité à avoir reçu la citoyenneté canadienne honoraire du gouverneur général du Canada. Le 28 mai 2005, il reçoit le prix Christmas Humphreys de la Société bouddhiste du Royaume-Uni. Le 27 septembre 2006, la médaille d'or du Congrès, la plus haute distinction civile américaine, lui est décernée par un vote du Congrès des États-Unis. Elle lui fut remise lors d'une cérémonie le 17 octobre 2007. La distinction la plus remarquable est le prix Nobel de la paix, qui lui fut remis à Oslo le 10 décembre 1989. Dernier en date, le prix Templeton, d'un montant de 1,1 million £ (environ 1,7 million dollars), dont il fait don en totalité (1,5 million USD à Save the Children, Inde, une organisation à la pointe de la lutte contre la malnutrition, et 200 000 dollars pour le Mind and Life Institute).

## Anniversaire
Son anniversaire est célébré le 6 juillet par la diaspora tibétaine dans le monde. En Chine toutefois, cette célébration est interdite. Ainsi, un moine Choekyi, du monastère de Phurbu à Serta, est arrêté en 2015 et emprisonné depuis lors, malgré sa mauvaise santé.

## Représentations au cinéma

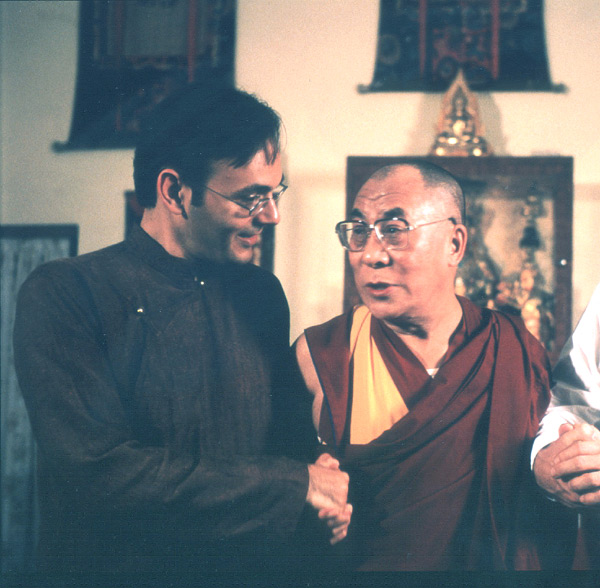
Le producteur et réalisateur Khashyar Darvich avec le dalaï-lama en Inde durant le tournage du documentaire Dalai Lama Renaissance.

- Il apparaît dans La route mène au Tibet (1955).
- Kundun (1997), de Martin Scorsese, film biographique qui retrace la jeunesse de Tenzin Gyatso de sa naissance à son exil vers l'Inde en 1959.
- Sept ans au Tibet (1997), de Jean-Jacques Annaud, film d'aventure inspiré du livre Sept ans d'aventures au Tibet, le récit autobiographique du séjour de Heinrich Harrer au Tibet, durant lequel il rencontra le jeune dalaï-lama.
- Dalai Lama Renaissance (2007), de Khashyar Darvich, film documentaire sur la rencontre entre le 14e Dalaï Lama, et un groupe de penseurs occidentaux.

- Un film du dalaï-lama, CIRCA 20:23, a été projeté sur un réseau mondial d'écrans d'affichage à Londres, Tokyo et Séoul en janvier 2023[504].

- Barbara Miller, Philip Delaquis et Manuel Bauer : Wisdom of Happiness, documentaire du cinéma suisse, 2024. Un portrait cinématographique du 14e dalaï-lama. Il s'adresse directement au public et partage sa sagesse sur la recherche du bonheur dans le monde d'aujourd'hui. Le film combine des images personnelles du dalaï-lama, des images d'archives historiques et des scènes contemporaines des défis mondiaux auxquels l'humanité est aujourd'hui confrontée. Wisdom of Happiness a été créé en collaboration avec Richard Gere et Oren Moverman.

## Œuvres

### Ouvrages personnels
- Comme la lumière avec la flamme. Le bouddhisme du Tibet, éditions du Rocher, 1997,  (ISBN 978-2268025650).
- Islam, Christianisme, Judaïsme... Comment vivre en paix ? ou Comment les religions vont enfin pouvoir s'entendre, J'ai lu, 2011,  (ISBN 978-2-290-03671-6).
- La grande paix de l'esprit, avant-propos de Sogyal Rinpoché, éditions de La Table Ronde, 2008  (ISBN 2710329875)
- Tout l'univers dans un atome : Science et bouddhisme, une invitation au dialogue, éditions Robert Laffont, 2006,  (ISBN 2-221-10651-2).
- Sagesse ancienne, monde moderne, Essai (poche), 2002,  (ISBN 2253152900).
- Au loin la liberté, autobiographie, Livre de poche, 1993,  (ISBN 225306498X).
- L'Art du bonheur : Sagesse et sérénité au quotidien, éditions J'ai lu, 2000,  (ISBN 2290303410).
- Passerelles, entretiens avec des scientifiques sur la nature de l'esprit, avec Francisco Varela, et Claude B. Levenson, Albin Michel, 1995, Poche : Albin Michel, 2000,  (ISBN 2226115102).
- Le Pouvoir de l'esprit Entretiens avec des scientifiques, Éditions Fayard, 2000,  (ISBN 221360715X).
- Quand l'esprit dialogue avec le corps, Daniel Goleman, Éditeur Guy Trédaniel, 1998,  (ISBN 9782857079262).
- Dormir, rêver, mourir : explorer la conscience avec le dalaï-lama, Francisco Varela, Claude B. Levenson, Nil éditions, 1998,  (ISBN 2841110990).
- Surmonter les émotions destructrices, Un dialogue scientifique avec le dalaï-lama, dalaï-lama, Daniel Goleman, Éditeur Robert Laffont, 2003,  (ISBN 2221093011).
- Vivre la méditation au quotidien, Édition Dewatshang,  (ISBN 9782909858005).
- La Voie de la Lumière, une introduction au bouddhisme, Édition Dangles 1996, Éditeur J'ai lu, 1999,  (ISBN 2290053708).
- Le Sens de la vie : Réincarnation et Liberté, Édition Dangles, 1996,  (ISBN 2703304528).
- L'Enseignement du Dalaï-Lama, Albin Michel, 1987,  (ISBN 222602946X).
- Cheminer vers l'éveil, Plon, 2009,  (ISBN 978-1-4165-6583-3).
- Se voir tel qu'on est, Seuil, 2014,  (ISBN 9782757844434)

### Ouvrages en collaboration
- Avec Sofia Stril-Rever, « Mon autobiographie spirituelle », Presses de la Renaissance, 2009,  (ISBN 2-7509-0434-X)
- Dalaï-lama, La voie des émotions, entretien avec Paul Ekman (préface de Matthieu Ricard), City Éditions, 15 octobre 2008  (ISBN 2-35288-193-5)
- Thomas Laird, Une histoire du Tibet : Conversations avec le dalaï-lama, dalaï-lama, Christophe Mercier, Plon, 2007  (ISBN 2259198910); (en) The Story of Tibet: Conversations with the Dalai Lama, Grove Press, New York, 2007.
- Dalaï-lama, avec Howard Gardner, Daniel Goleman, Herbert Benson, Robert Thurman, « EspritScience : Dialogue Orient-Occident », éditions Claire Lumière, 1993  (ISBN 2905998288) : Entretiens dans le cadre d'un colloque à l'Université de Harvard le 24 mars 1991 ; (en) Mind Science: a dialogue between East and West, Wisdom Publications, Boston, États-Unis, 1991.
- The Political Philosophy of His Holiness the XIV Dalai Lama, Selected Speeches and Writings, 1998, édité par A.A. Shiromany, Tibetan Parliamentary and Policy Research Centre
- Le Livre de la joie : Le bonheur durable dans un monde en mouvement, Dalaï Lama, Desmond Tutu, Douglas Abrams, Flammarion, 2016,  (ISBN 2081393964 et 9782081393967)
- La compassion universelle, l'intégrale des entretiens Noms de Dieux d'Edmond Blattchen (Alice, 1999)  (ISBN 978-2930182131)

## Discographie
Album studio
- Inner World (2020)

### Documentaires
- Le Sourire et la conscience (1994), sorti directement en VHS. Serge Bourguignon filme la visite officielle du dalaï-lama en France en 1993.
- Ce qu'il reste de nous (2004), montre le retour de Kalsang Dolma, une jeune femme originaire du Tibet et réfugiée au Québec. Elle rencontre en secret des Tibétains qui visionnent un message d’encouragement filmé du dalaï-lama[D 1],[D 2],[D 3].
- 10 Questions for the Dalai Lama (2006)

Références
1. ↑  Office national du film du Canada : Ce qu'il reste de nous, Office national du film du Canada.
2. ↑  Isabelle Clément, Le sens de la vie?: 46 figures marquantes vont au fond des choses, Les Éditions Fides, 2006,  (ISBN 2762127394), p. 47.
3. ↑  Rima Elkouri, Kalsang au Tibet, Cyberpresse, 31 mars 2008.